# Barbarossa hadművelet
A Barbarossa hadművelet (németül Fall Barbarossa vagy Unternehmen Barbarossa, oroszul Операция «Барбаросса») a második világháború során a Harmadik Birodalom által a Szovjetunió ellen 1941. június 22-én indított támadó hadművelet fedőneve volt. Ez a hadművelet nem összekeverendő az egész keleti fronton vívott háborúval, mert amíg a Barbarossa hadművelet 1941 júniusától 1941 decemberéig tartott, addig a keleti front 1941 júniusától 1945 májusáig létezett, míg a szovjetek el nem foglalták Berlint.
Adolf Hitler már 1940 júniusától komolyan fontolóra vette a Szovjetunió elleni támadást, és 1940. július 31-én utasította a német vezérkart (Oberkommando der Wehrmacht, OKW) a tervezési műveletek megkezdésére. A hadművelet első terveit december 5-én kapta kézhez, és 1940. december 18-án adta ki 21. számú hadműveleti utasítását, amelyben parancsot adott a Szovjetunió elleni totális háború terveinek részletes kidolgozására.
A hadművelet fedőneve Fall Barbarossa lett, Barbarossa Frigyes, a Német-római Birodalom egykori uralkodója után. A név kiválasztását hosszú mérlegelés előzte meg, felmerült az Otto név is, de a Rőtszakállú mint példakép jobbnak bizonyult. Az előkészületekkel együtt majdnem egy évig, 1941 tavaszától 1941 teléig tartó hadművelet kidolgozását Paulus tábornok vezetésével végezték, célja pedig a Szovjetunió európai részének a gyors elfoglalása volt, egészen az Arhangelszktől Asztrahánig húzott képzeletbeli vonalig, melyet gyakran csak A–A-vonalként említettek (A–A linie).
A hadművelet előkészítése során Németország és szövetségesei – a tartalékokkal együtt – kb. 3,9 millió katonát vezényeltek a keleti frontra, és 1941. június 22-én mintegy 3,5 millió katona indított támadást a Szovjetunió ellen egy kb. 2900 kilométer széles arcvonalon. A támadók 3600 harckocsival, 4389 harci repülőgéppel, 600 000 egyéb gépjárművel és 750 000 lóval rendelkeztek. Kezdeti német sikerek után – jelentős veszteségeket okoztak a Vörös Hadseregnek, elfoglalták a Szovjetunió európai felének nagy részét, elsősorban a fejlett ipari és mezőgazdasági területeket – azonban a Vörös Hadsereg sikerrel állította meg a Wehrmacht legerősebb támadásait, és megakadályozta, hogy a németek elfoglalják Moszkvát, illetve Leningrádot.
A Barbarossa hadművelet kudarca után Hitler további támadásokat követelt a Szovjetunió legyőzése érdekében, amelyek végül mind kudarcot vallottak: Leningrád ostroma, az Északi fény hadművelet (Unternehmen Nordlicht), illetve Sztálingrád ostroma.
A Barbarossa hadművelet a világtörténelem egyik legnagyszabásúbb offenzívája volt, de ennek során először sikerült komoly nehézséget is okozni Hitlernek és a Harmadik Birodalomnak. A Barbarossa hadművelet következménye volt, hogy megnyitotta a keleti frontot, amely a világháború és a történelem legnagyobb hadszínterévé vált. A Barbarossa hadművelet során vívták a világháború legnagyobb páncélosütközetei és legnagyobb csatái közül számosat.
A hadművelet során mind a német, mind a szovjet fél jelentős veszteségeket szenvedett, ez mindkét fél számára egyaránt nagy megterhelést jelentett és emberfeletti áldozatokat várt el a katonáktól és az érintett lakosságtól. A hadművelet első hónapjaiban több mint 3 millió, 1941 végéig 3,8 millió szovjet katona esett német hadifogságba. Ennyi hadifogoly ellátására a németek nem voltak, és nem is lehettek felkészülve, hiszen a saját ellátásuk is gondokat okozott. Az orosz hadifoglyok alig egyharmada érte meg a háború végét. Családjuk sem járt jobban: Sztálin a fogságba esett katonákat árulókként kezelte, és családjukon állt bosszút.
Másfelől az orosz alakulatok parancsba kapták, nem lehet hadifoglyokat ejteni, az ellenséget meg kell semmisíteni. A csekély számú német hadifoglyot ugyancsak embertelen körülmények között dolgoztatták.

## Történelmi előzmények

### A náci Németország viszonya a Szovjetunióval
| „                                                         | „Ezekben az években minden szent elhatározásomat, egész létem minden erejét ennek az egyetlen feladatnak szenteltem”. | ” |
| – Adolf Hitler: Harc a marxizmus ellen, 1929. december 7. | |   |

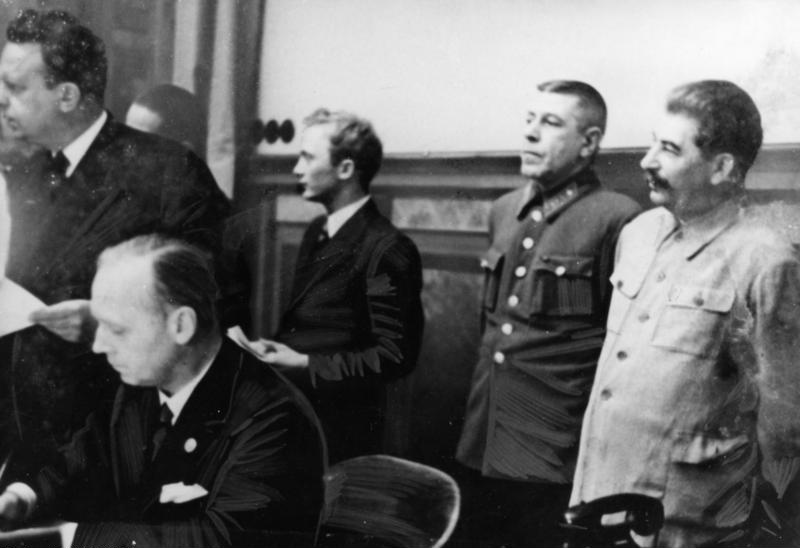
Sztálin és Saposnyikov marsall jelenlétében Ribbentrop aláírja a Német Birodalom és a Szovjetunió közötti határ- és barátsági szerződést, 1939. szeptember 28.

Adolf Hitler már 1925-ben, a Mein Kampf („Harcom”) című könyvében felvetette, hogy meg kell támadni a Szovjetuniót, mivel véleménye szerint a német népnek „élettérre” (Lebensraum, azaz földre és nyersanyagokra) van szüksége, és azt Európa keleti felén kell keresni. A náci ideológia alapján a Szovjetuniót és lakosait (lényegében minden szláv etnikumot) „alsóbbrendű fajnak” (Untermenschen) tekintették, akiket „zsidó–bolsevik” vezetők uralnak. A Mein Kampf alapján Németország küldetése az volt, hogy „kelet felé forduljon”, mint „600 évvel korábban”. Ezt követően Hitler már egy „elkerülhetetlen összecsapásról” beszélt a „pánszláv ideológia” ellenében, amelynek kimenetele meghatározza a „világ feletti uralmat” (bár ekkor még elképzelhetőnek tartotta az oroszokkal való együttműködést). A náci Németország politikai célja tehát a keletre eső területek elfoglalása, a lakosság „likvidálása” vagy felhasználása, és német lakosság betelepítése volt.

### Szovjet-német kapcsolatok 1939–1941 között

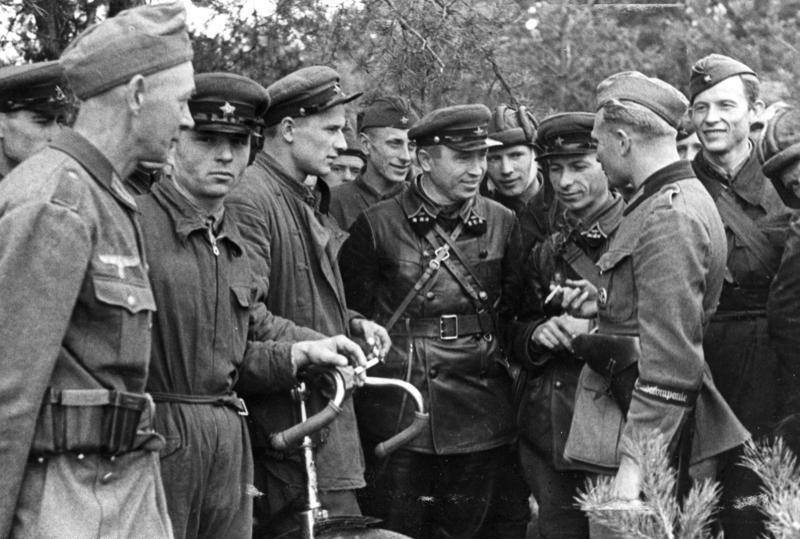
Szovjet és német katonák barátkoznak Lengyelország lerohanása után, Breszt-Litovszk környékén, 1939. szeptember 20.

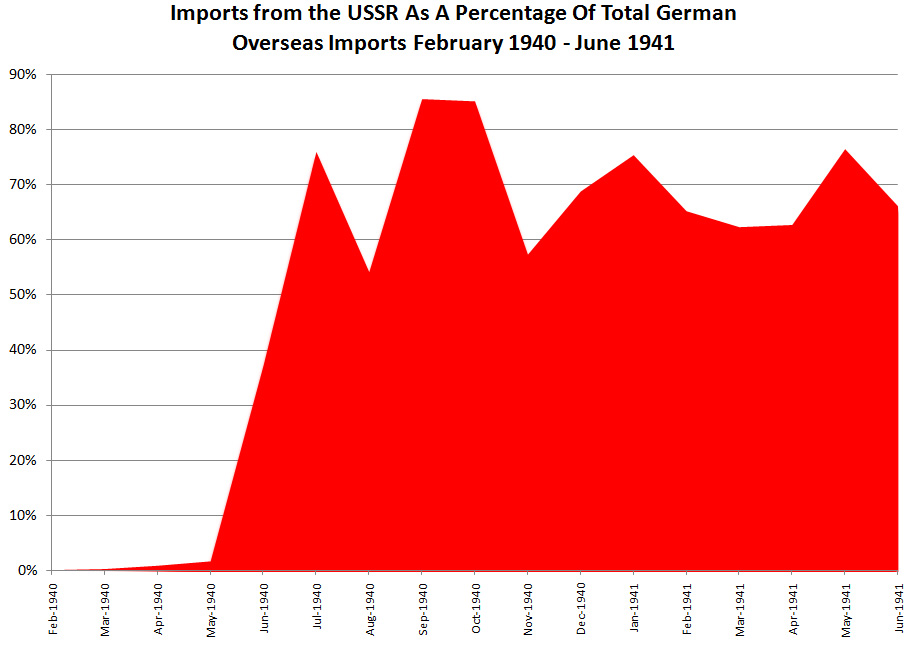
A Szovjetunió részesedése a német külkereskedelmi egyenlegből 1940. február és 1941. június között, százalékban. A szövetségesek kereskedelmi blokádja következtében egy csapásra a Szovjetunió lett Németország legfontosabb kereskedelmi partnere.

A második világháború kezdetét jelentő lengyelországi hadjárat előtt Németország és a Szovjetunió megkötötte a Molotov–Ribbentrop-paktumot, amelyben megegyeztek többek között Lengyelország felosztásában a „befolyási övezeteik” alapján. A paktum nagy meglepetést keltett a világpolitikában, mivel a szerződést aláíró két fél ideológiai és politikai ellenfélnek számított, de az 1938-as müncheni egyezmény után – amelyben Anglia és Franciaország kormánya feláldozta Csehszlovákiát, hallgatólagosan elismerte a német hegemóniát Délkelet-Európában és terjeszkedési törekvéseit Kelet felé – a szovjet kormány politikájának módosítására kényszerült. 1939 tavaszától óvatosabb politikát folytatott, nehogy a nyugati hatalmak egyedül kényszerítsék bele a Németország elleni háborúba, majd miután az 1939 nyarán folytatott tárgyaláson sem mutattak hajlandóságot a nyugati hatalmak érdemleges katonai szerződés aláírására, a szovjet kormány elfogadta Németország ajánlatát a megnemtámadási egyezmény megkötésére.
A paktum eredményeként azonban Németország és a Szovjetunió viszonylag stabil kapcsolatot tartott fenn a második világháború első szakaszában: együtt vettek részt Lengyelország felosztásában, és amíg Németország a nyugati fronton megindította támadását Franciaország ellen, a Szovjetunió Finnország ellen vívott háborút. Különösen fontosak voltak a német-szovjet gazdasági kapcsolatok: 1940-ben aláírtak egy német-szovjet kereskedelmi egyezményt, amelynek értelmében a Szovjetunió német katonai és ipari felszereléseket kapott nyersanyagokért (pl. kőolaj) cserébe.
A két fél látszólag rendezett kapcsolata ellenére továbbra is gyanakodva figyelte a másik szándékait. Miután Németország szövetségre lépett Japánnal és Olaszországgal, tárgyalásokat kezdeményezett a Szovjetunióval is, hogy bevonja a tengelyhatalmak szövetségi rendszerébe. Berlinben 1940. november 12–14. között tartott tárgyalásokon Németország írásban tett ajánlatot a szovjeteknek, akik november 25-én saját ellenajánlatukkal válaszoltak. Erre azonban Németország már nem adott választ. Ezt követően a két fél közötti konfliktus mindinkább elkerülhetetlennek látszott, bár 1941 januárjában még aláírtak egy kereskedelmi és határegyezményt, amely számos vitás kérdést volt hivatott megoldani.

### A hadművelet indítékai

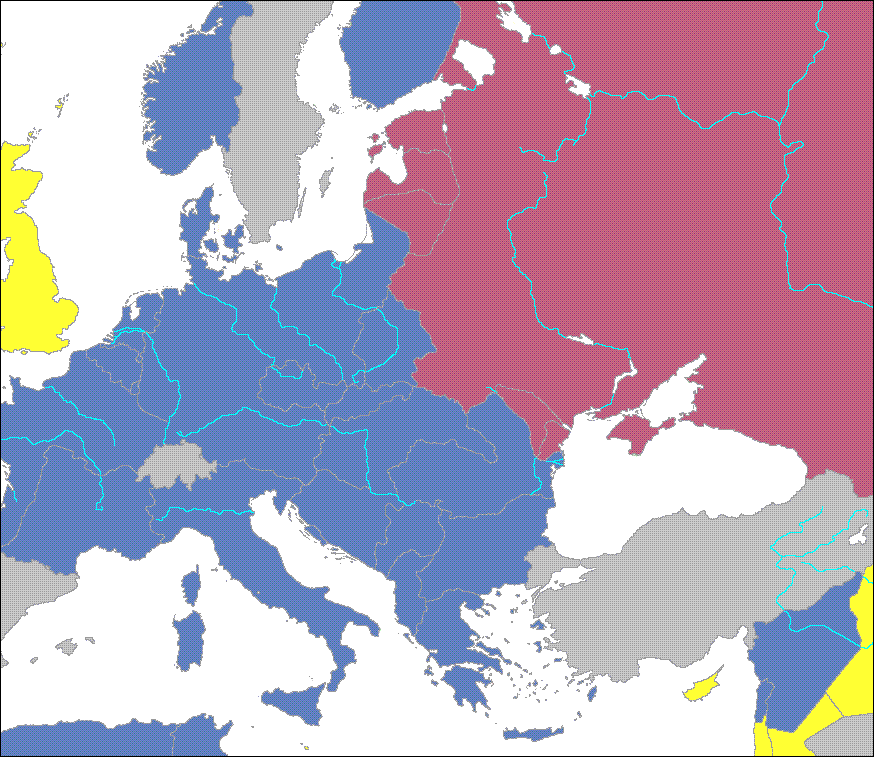
Európa térképe a Barbarossa hadművelet megindítása előtt. A kékkel jelölt területek Németország, szövetségesei és az általuk meghódított területek. Sárga: szövetséges hatalmak. Lila: Szovjetunió. Szürke: semleges államok.

A Szovjetunió elleni hadműveletnek ideológiai, politikai és gazdasági okai voltak. Ideológiai téren a Joszif Sztálin által véghezvitt tisztogatások adták az egyik indokot, a fent említett náci ideológia mellett. A nemzetiszocialisták alapelve az volt, hogy a vallás- és nemzetellenes bolsevizmusnál kártékonyabb ideológia nemigen létezett még a történelem során, és ezért mindent meg kell tenni Európa megvédésére. Az 1930-as évek második felében Sztálin nagyarányú tisztogatást indított be, amelynek több millióan estek áldozatul, közöttük a Vörös Hadsereg számos tehetséges katonája. Ennek eredményeként a szovjet haderő demoralizálódott, szétzilálódott. A nácik pedig gyakran felhasználták a szovjet tisztogatásokat a szláv országoknak szóló propagandájukban.
Politikai téren a németek azt terjesztették, hogy a szovjetek meg akarják támadni őket, és megelőző csapásukra saját védelmük érdekében van szükség. A németek látszólag tartottak attól, hogy a Vörös Hadsereg támadást indít ellenük, ezt látszottak alátámasztani a Szovjetunió nyugati határán összevont csapatok és haditechnikai eszközök. Egyébként a titkosítás alól feloldott dokumentumok alapján kiderült, hogy ez volt Sztálin korábbi szándéka is (1939-ben), azonban nem sikerült megegyeznie a vele bizalmatlan szövetségesekkel és ezért elállt ettől a szándékától. Németország és a Szovjetunió a Molotov-Ribbentrop paktum aláírása után közvetlen összeütközésbe került a Balkán-félszigeten, ahol potenciális érdekszféráik átfedték egymást, és ahol Németország szövetségeseként Magyarország megszállta Szerbia egy részét.
A hadművelet igazi okai azonban feltehetően gazdasági jellegűek: 1940 nyarára az angol blokád miatt Németország gazdasági helyzete közel kétségbeejtő volt, súlyos nyersanyag- és munkaerőhiány sújtotta a gazdaságot. A problémák egyetlen lehetséges megoldását a Szovjetunió megszállásában látta Hitler, aki 1940 júniusában azt mondta egyik tábornokának, hogy a Nyugat-Európában aratott győzelmek „végre lehetővé teszik, hogy az igazán fontos feladattal, a bolsevizmussal való leszámolással foglalkozzon”. Hitler az alábbi vélt vagy valós előnyöket várta a keleti hadjárattól:
- A Szovjetunió legyőzésével megoldódna a német gazdaságot sújtó munkaerőhiány, mivel jelentős számú katonát le lehetne szerelni.
- Ukrajna a mezőgazdasági termékek megbízható forrása lenne.
- A szovjet lakosság kényszermunkaerőként való felhasználása jelentősen javítaná a német gazdaság kilátásait, Németország geostratégiai pozícióit.
- A Szovjetunió veresége még jobban elszigetelné a szövetségeseket, különösen Nagy-Britanniát.
- A német gazdaságnak nagy szüksége van kőolajra, és a stratégiailag fontos bakui olajmezők feletti ellenőrzés lehetővé tenné a gazdasági igényeinek kielégítését. Albert Speer fegyverkezési miniszter a kihallgatása során azt nyilatkozta: „a kőolajszükséglet valóban az egyik fő oka volt” a hadjárat megindításának.[45]

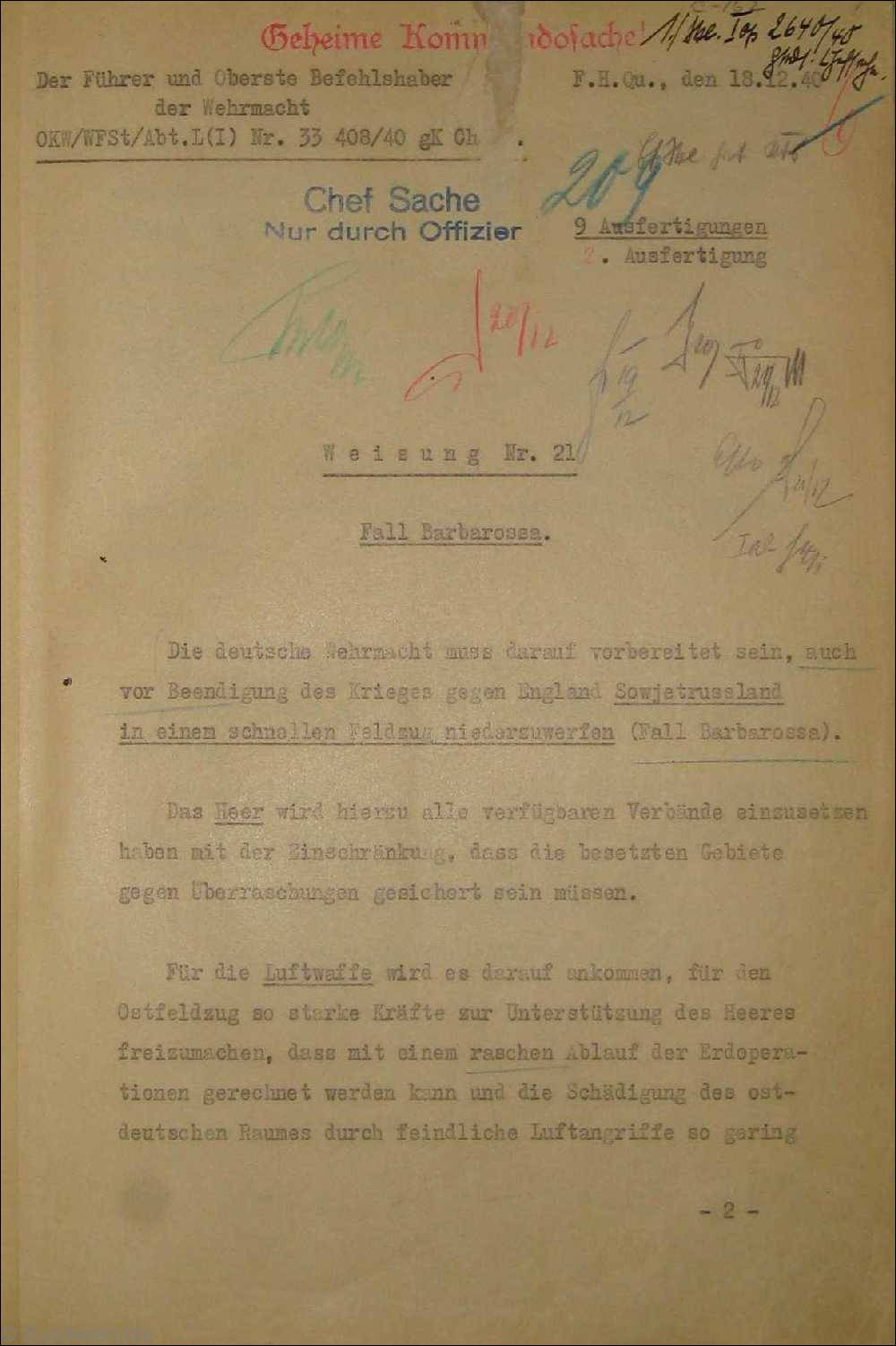
Weisung Nr. 21: Fall Barbarossa – Hitler 21. sz. hadműveleti utasítása a Barbarossa hadművelet kidolgozására és végrehajtására

Hitlert mindezek mellett igen felbátorították a szovjet–finn háború során tapasztalt események. Ebben a konfliktusban a finnek noha vereséget szenvedtek, ám döbbenetes módon a nagyszámú és komoly anyagi tartalékokkal bíró Vörös Hadsereg csak súlyos áldozatok árán és kínosan elhúzódó harcokban ért el eredményt. Tudható mindez annak, hogy a sztálini nagy tisztogatás során az addigi, tapasztalt tisztikart gyakorlatilag lefejezték (kivégezték vagy internálták). A vezető pozíciókba lojális, de hozzá nem értő személyek kerültek. A finnországi szovjet hadműveleteket rosszul vezették, a csapatok morálja hamar megingott, továbbá rossz volt az ellátásuk is és az erős téli hideg is megnehezítette a gyors győzelmet.
Hitlerben ez azt a hamis képzetet keltette, hogy a Szovjetunió inkompetens állam, akárcsak egy rozoga épület, ami egyetlen nagyobb erőbehatástól összeomlik. Így, mint később világossá vált, végzetesen alábecsülte az oroszok képességeit és harckészségét.

## A Barbarossa hadművelet tervezése és előkészítése

### A tervezés első lépései 1940. július 31-ig
1939. augusztus 30-án, a Lengyelország elleni támadás előestéjén Hitler kijelentette: „Az én küldetésem Oroszország. Minden más harcnak egy célja van, hogy biztosítsa a hátunkat a bolsevizmussal való leszámoláshoz”. Lengyelország lerohanására is azért volt szükség, hogy felvonulási területet biztosítson a német hadsereg számára.
1940. június 2-án jelentette ki Hitler a nyugati fronti hadműveletek német főparancsnokának, Gerd von Rundstedt tábornoknak, hogy a britekkel megkötendő béke után „végre szabad kezet kapok” „az igazi nagy feladatra: a bolsevizmussal való leszámolásra”. Hitler egyetlen kétsége ekkor az volt, hogyan fogja a német népet tájékoztatni arról, hogy a háborút folytatni kell.
1940. június 25-én Franz Halder, a német hadsereg vezérkari főnöke (Chef des Generalstabs des Heeres) tájékoztatta a vezérkart a hadsereg új prioritásáról: villámháború keleten. Ekkor a 18. német hadsereget és további 15 hadosztályt rendeltek a keleti határhoz, megerősítve Heinz Guderian tábornok hat páncéloshadosztályával. Vorosilov szovjet marsallnak azt mondták, hogy a csapatok átcsoportosítására védelmi célból került sor. Július 22-én azonban a 18. hadseregnek kiadott hadműveleti utasításban már az szerepel: fel kell készülniük elsöprő erejű támadásra a szovjet páncélos erők megsemmisítése céljából. Ezzel egy időben Bernhard von Loßberg, a hadügyminisztérium munkatársa, saját szakállára kezdte kidolgozni a keleti hadjárat terveit, amelynek a „Fritz” fedőnevet adta.
1940 júniusától mind a Wehrmacht, mind a szárazföldi fegyveres erők (Oberkommando des Heeres, OKH), mind pedig a haditengerészet főparancsnoksága (Oberkommando der Marine, OKM) megkezdte saját terveinek kidolgozását a Szovjetunió elleni háborúra. A hadműveletet ekkor még különféle fedőneveken emlegették: „Keleti hadműveleti tanulmány” (Operationsstudie Ost), „Keleti hadműveleti terv” (Operationsplan Ost) és „Elgondolások Oroszországról” (Betrachtungen über Rußland). A várható keleti hadjárat előkészítése részeként 1940. július 25-én „Otto” fedőnévvel indított egy programot a Wehrmacht a lengyel utak és vasutak kapacitásának növelésére, amely lehetővé tette az élőerő és a haditechnikai eszközök gyors kiszállítását a keleti határra. Történészek ma ezt a programot tartják a Szovjetunió elleni támadás első lépésének.
1940. július 31-én Hitler értesítette a vezérkart, hogy döntött a Szovjetunió elleni támadásról, amely reményei szerint elkerülhetetlenné tette volna Anglia megadását is. Utasítást adott, hogy a Wehrmacht erejét 140 hadosztályra növeljék, amiből 120-at kellett a keleti frontra irányítani. Ezzel egyidejűleg elvetette az alternatívákat, mint az Anglia elleni invázió (Seelöwe hadművelet), a Földközi-tenger térségének elfoglalása, vagy Nagy-Britannia atlanti-óceáni utánpótlási útvonalainak elvágása.
1940. július 31. után a Wehrmacht korábbi programjait kibővítették, és egyesítették az OKW és az OKH törzsekben készülő terveket. A hadműveleti tervezés fedőneve ekkor még „Otto” volt (I. Ottó német-római császár után). Ottó császárra azért esett a választás, mert jelentős szerepet játszott a kelet-európai szlávok elleni harcban, keresztény hitre térítésükben, és a weimari köztársaság történelemfelfogása szerint jelentős szolgálatokat tett a „németségnek” a meghódított területek „németesítésével”.

### A hadművelet tervezése 1941. februárig
Hitler július 31-i döntése után a Wehrmacht tervezett létszámcsökkentését – 35 hadosztály leszerelését – leállították, és egyidejűleg a vezérkar értesítette a Georg Thomas vezetése alatt álló Hadigazdasági és Fegyverkezési Minisztériumot, hogy a hadsereg állományát 180 hadosztályra akarják bővíteni. Augusztus elején Jodl utasította a Wehrmacht hadműveleti tervezési osztályát a Szovjetunió elleni támadás terveinek kidolgozására. Augusztus 3-án értesítették az OKH logisztikai felelősét, Rudolf Gercke tábornokot, hogy a lengyel vasúti és közúti szállítási rendszer korszerűsítésének programját feltétlenül végre kell hajtani. A megszállt lengyel területeken augusztus 9-én elrendelték a német közigazgatás megerősítését, és augusztus 17-én a vezérkar tanácskozott a támadáshoz szükséges erők felvonultatásáról. Szeptember 3-án Halder vezérkari főnök utasította Friedrich Paulus tábornokot, hogy egyesítse a különféle támadási terveket.
Szeptember 15-én terjesztették Jodl elé az „Operationsstudie Ost” tervet, amely két főcsapáson, a határ közelében állomásozó szovjet csapatok bekerítésén és megsemmisítésén alapult.
Alfred Jodl, az OKW hadműveleti tervezési osztályának főnöke (Chef des Wehrmachtsführungsstabes) javasolta elsőként a „Barbarossa” fedőnevet.
Hitler 1940. december 5-én kapta kézhez a tervezett hadművelet első terveit, és jóváhagyta azokat. 1940. december 18-án kiadta 21. számú hadműveleti utasítását a Wehrmacht legfelsőbb parancsnoksága számára a Fall Barbarossa fedőnevű hadművelet megtervezésére és a vonatkozó előkészületek végrehajtására. A hadművelet a fedőnevét I. Frigyes német-római császár után kapta, aki a harmadik keresztes hadjárat vezetője volt. A hadművelet megkezdésének napját (pontosabban a felkészülési időszak végét) 1941. május 15-ére tűzték ki. A hadművelet fedőneve legkésőbb 1941. január 18-ától „Unternehmen Barbarossa” volt.
Óvatosságból minden, a hadjárat tervezésével kapcsolatos tervet „elővigyázatossági intézkedésként” (Vorsichtsmaßnahmen) lehetett csak említeni és a lehető legkevesebb, csak tiszti rangú személy tudhatott az előkészületek végső céljáról. Ennek ellenére a szovjet katonai hírszerzés december 29-én már értesítette Sztálint a támadási tervekről.
1941. január 9-én Hitler megerősítette, hogy a hadjárat célja a szovjet haderők teljes megsemmisítése, hogy az „okostojás” (kluge Kopf) Sztálin ne jelentsen a későbbiekben problémát és ne tudjon segítséget nyújtani a briteknek. Ennek ellenére január 10-én még aláírtak egy német-szovjet kereskedelmi megállapodást, amelynek értelmében Németország jelentős mennyiségű kőolajat, fémérceket és gabonát kapott. Január 16-án Hitler elismételte a szárazföldi erő vezérkarának: a cél a Szovjetunió térdre kényszerítése olyan hamar, ahogy csak lehet.
Mivel Hitler a támadás pontos idejét nem határozta meg (a 21. sz. hadműveleti utasításban csak az szerepelt, hogy az előkészületeket május 15-ig kell befejezni), egyesek kételkedni kezdtek, hogy a támadásra valóban sor kerül. Január 18-án a hadügyminisztérium rákérdezett Jodlnál, hogy Hitler tényleg akarja-e a hadművelet végrehajtását? Január 28-án a következőt jegyezte fel naplójába Halder: „Barbarossa: szándék nem világos. Az angolokkal nem találkozunk. A gazdaság nem lesz jobb állapotban.”

### A hadművelet tervezése 1941 nyaráig
1941. február 26-án Hitler kijelentette, hogy a közelgő háború szempontjából fontos lesz minél hamarabb végezni a bolsevik vezetővel. Bár 1940 nyarán még részben az angolok térdre kényszerítése érdekében akarta megkezdeni a háborút, Hitler egyre inkább a totális, az ellenség megsemmisítésére irányuló csapást akart.
Március 3-án adta ki a 21. sz. hadműveleti utasításhoz kapcsolódó irányelveket („Richtlinien auf Sondergebieten zur Weisung Nr. 21“), amely már egy totális háborút irányzott elő: „a zsidó-bolsevik értelmiséget, mint régi elnyomókat, meg kell semmisíteni”, majd pedig a németektől függő közigazgatási rendszert kell kiépíteni – amire a hadsereg önmagában nem volt képes.
Jodl a Wehrmacht egységeit és a katonai bíróságokat nem akarta ebbe bevonni és ezért különleges SS alakulatok bevetését tervezték a bolsevik vezetők és komisszárok likvidálása céljából. Ekkor alakult ki a háború utáni közigazgatás első elképzelése, mely szerint az elfoglalt területeken három birodalmi kormányzóságot szerveznek. A Wehrmacht és a szárazföldi hadsereg vezetése nem ellenezte az SS bevonását, mivel őket a megszállt területek pacifikálása és a harcoló csapatok hátországának biztosítása aggasztotta, illetve minél több egységet akartak felszabadítani a megszállási feladatok alól.
Március 30-án Hitler 250 Wehrmacht tábornok és főtiszt előtt mondott beszédet, amelyben kifejtette, hogy a közelgő „ideológiai háború” végső célja nem más, mint „a kommunizmus megsemmisítése örökre”, a „bolsevik komisszárok és a kommunista értelmiség kiirtásával.” Senki nem ellenkezett, a beszédet pedig konkrét utasítások követték:
- 1941. május 13-án a megszállt területeken bevezetendő hadiállapoti intézkedésekről
- 1941. május 19-én a Wehrmacht katonáinak kötelességeiről
- 1941. június 6-án az elfogott politikai komisszárokkal szembeni bánásmódról (vagyis azok kivégzéséről)
- Hitler utasítása Himmlernek a zsidó-bolsevik lakosság megsemmisítéséről a frontvonalak mögött, a megszálló SS és SD alakulatok részvételével
- a szovjet hadifoglyokkal szembeni bánásmódról[70]

Az 1941 áprilisában befejezett balkáni hadjárat után egy ideig a német vezetők nem zárták ki egy esetleges szövetséges partraszállás lehetőségét a Balkánon, ami természetesen veszélyeztette volna a Barbarossa hadművelet sikerét. A katonai előkészületek befejezése és a megszállt területekre vonatkozó intézkedések kiadása után Hitler végül parancsot adott a meglepetésszerű támadás végrehajtására 1941. június 20. – 22. között.

### A Barbarossa német kritikusai
A német hadsereg nem egyöntetűen támogatta azonban a támadás tervét: már 1940 őszén magas rangú német katonatisztek memorandumot küldtek Hitlernek, amelyben a Szovjetunió elleni invázió veszélyeire hívták fel a figyelmet. Érvelésük szerint Ukrajna, Belorusszia és a balti államok elfoglalása csak gazdasági terheket jelentene Németországnak, míg egy másik német tisztviselő szerint a szovjetek a jelenlegi formájukban ártalmatlanok, megszállásuk nem járna előnyökkel, és „miért nem hagyjuk őket főni a bolsevik levükben?”
Hitler azonban nem hallgatott a kétkedőkre, és Göringnek kijelentette: mivel mindenki csak a kétségeiről beszél, ezentúl nem hallgat meg senkit, és befogja a fülét, hogy végre békén hagyják. Ez feltehetően Georg Thomas tábornokra vonatkozott, aki éppen egy jelentést állított össze, amelyben leírta, hogy a Szovjetunió megszállása nettó veszteséget jelentene Németországnak, hacsak nem sikerülne mindent (városokat, gyárakat, élelmiszerkészleteket stb.) épségben megkaparintani.

### Tervek a Szovjetunió megszállás utáni közigazgatására
1941 márciusában tette közzé Göring a Szovjetunió gazdasági felhasználásának egyes részleteit („Generalplan Ost”), amely tisztán gazdasági okok miatt számolt az elfoglalt területek lakosságának pusztulásával. Mivel a katonai vezetők magától értetődőnek tartották, hogy a hadműveletek során a Wehrmacht élelmiszer-szükségleteit helyi készletekből fogják fedezni, tisztában voltak azzal, hogy „több millió ember fog éhen halni, miután a szükségleteinket fedeztük.”
Az elfoglalt területek lakossága tehát jelentős mezőgazdasági többletet eredményezett volna, illetve a városokba a német bevándorlókat tudtak volna elhelyezni. 1941 nyarán Alfred Rosenberg javaslatot tett a szovjet területek kormányzására, mely szerint a következő Reichskommissariatokat (birodalmi kormányzóság) kellene létrehozni:
- Reichskommissariat Ostland (a balti államok és Belorusszia),
- Reichskommissariat Ukraine (Ukrajna, egészen a Volga folyóig),
- Reichskommissariat Kaukasus (Oroszország déli része és a kaukázusi régió),
- Reichskommissariat Moskowien (Moszkva és vonzáskörzete, valamint a Szovjetunió megmaradt európai részei),
- Reichskommissariat Turkestan (a közép-ázsiai tagköztársaságok és területek).

## A hadművelet céljai
Hitler a Barbarossa hadművelet hadászati céljait a következőképpen határozta meg 21. sz. hadműveleti utasításában:
- A Szovjetunió európai részén állomásozó alakulatok bekerítése és megsemmisítése „merész hadmozdulatokkal, mélyen behatoló páncélos ékekkel”.
- A harcképes csapatok visszavonulásának megakadályozása, a Vörös Hadsereg megsemmisítése.
- Előrenyomulás addig a vonalig, ahonnan a szovjet légierő már nem tudja támadni a német birodalmi területeket – nagyjából a Volga–Arhangelszk (vagy ismertebb nevén Arhangelszk–Asztrahán, A–A) vonalig.
- A szovjet kézen maradt ipari területek megsemmisítése a levegőből.

A részletes tervek kidolgozása során Hitler a hadászati célokat részben ideológiai, részben gazdasági megfontolások alapján, a tábornokokkal folytatott vita után, így határozta meg:
- északon Leningrád – a bolsevik ideológia szülőhelyének – elfoglalása
- a középső frontszakaszon Szmolenszk, majd a szovjet vezetés székhelyének, Moszkvának elfoglalása
- délen Ukrajna, a Donyec-medence és a bakui olajmezők elfoglalása.

A prioritások meghatározása közben Hitler és tábornokai között nézeteltérések voltak, de végül Hitler – aki politikai és katonai zseninek tartotta magát és nemigen tűrt ellentmondást – módosította a 21. sz. utasításban kifejtett eredeti álláspontját is, és kijelentette: „Leningrád először, Donyeck másodszor, Moszkva harmadszor”. A tervezés előrehaladtával Hitler egyre türelmetlenebbül várta a hadművelet megindítását, mivel meg volt arról győződve, hogy Nagy-Britannia békét kérne a – várhatóan gyors – német győzelem után.
A német tábornoki kar a Barbarossa hadművelet terveinek gyors kidolgozásával akarta biztosítani, hogy nagyobb beleszólása legyen az eseményekbe. Az általuk kidolgozott tervek Németország kelet-európai hegemóniáját, gazdasági potenciáljának növelését, az Anglia elleni harc gazdasági megalapozását irányozták elő. Kezdetben nem volt szó a szovjet állam teljes megsemmisítéséről. Ez csak Hitler követelésére került a tervekbe és bár a Wehrmacht tudomásul vette a totális háborúra vonatkozó követeléseket, a végrehajtást a tervezés során az az SS és az SD egységekre hagyták.

### Német előkészületek
A nyugati fronton aratott győzelmek után Hitler és tábornokai magabiztosak voltak, és a Vörös Hadseregnek az 1939–1940-es téli háború során mutatott teljesítménye alapján még inkább azok lettek. A hadműveletet mindössze pár hónaposra tervezték, nem számítottak arra, hogy a téli hónapokig el fog húzódni, és nem is biztosítottak megfelelő téli felszerelést a katonák számára.
A német csapatösszevonások még azelőtt megkezdődtek, hogy a balkáni hadműveletek befejeződtek volna. 1941 februárjának végére 680 000 német katona állomásozott a román-szovjet határ mentén. A támadásra való felkészülés során a németek körülbelül 3,5 millió német és körülbelül 1 millió szövetséges (zömében román) katonát vonultattak fel a szovjet határ mentén, jelentős mennyiségű hadianyagot halmoztak fel a front mögötti hátországban, a Luftwaffe pedig légifelderítési küldetéseket hajtott végre a Szovjetunió felett. A harcoló csapatok hátországának biztosítására és az elfoglalt területek ellenőrzésére a németek a Waffen-SS erőit és különleges csoportjait (Einsatzgruppen) mozgósították.

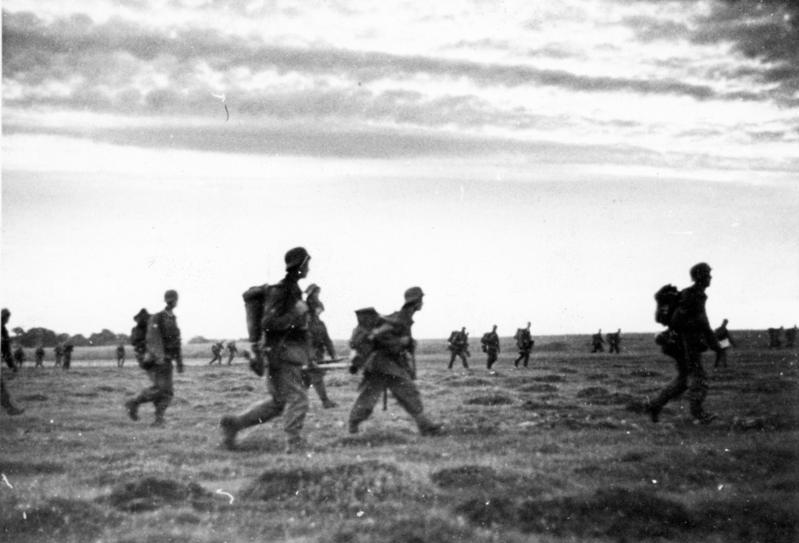
Német katonák átlépik a határt, 1941. június 22. reggeli órák, 2 km-re Zabialától nyugatra

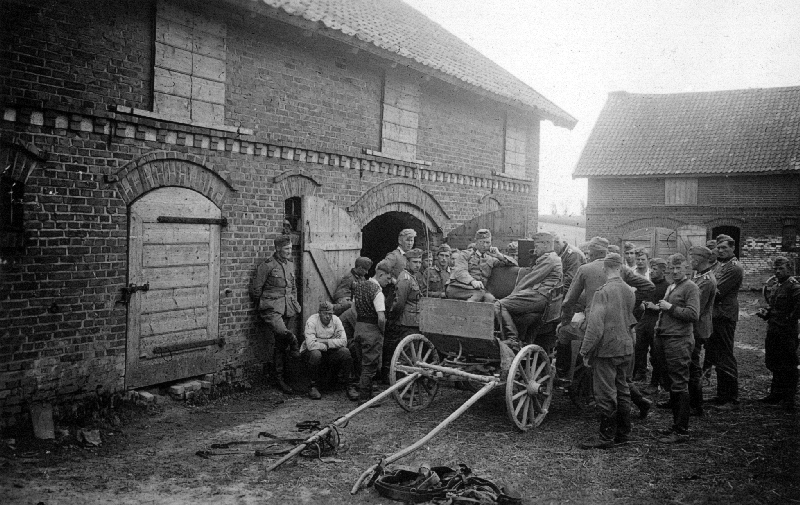
Német katonák Hitler beszédét hallgatják 1941. június 23-án

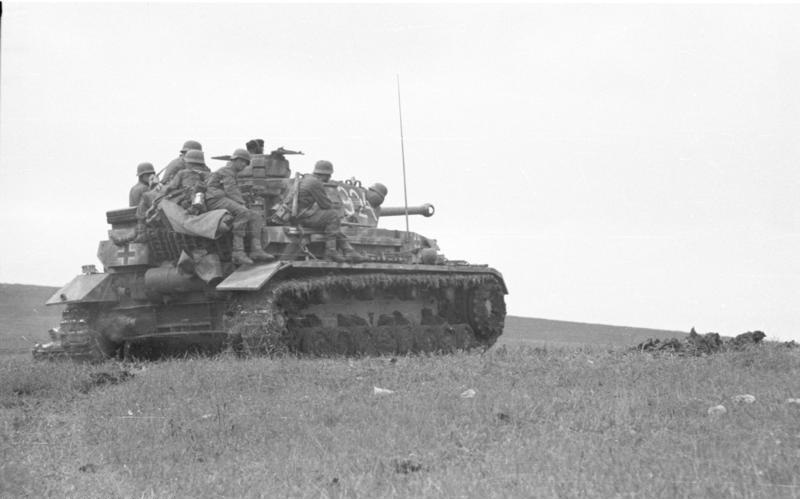
Német Panzer IV harckocsi a Krím félszigeten, 1942-ben

A német hadvezetés elterelő hadműveleteket szervezett, hogy megtévessze a szovjet vezetést, többek között a Haifisch és a Harpune hadműveletekkel, amelyeket Norvégiában és a La Manche-csatorna partján tartottak, a Nagy-Britannia elleni közelgő inváziót akarták demonstrálni.
A német tervezők tanulmányozták Napóleon oroszországi hadjáratát is, és ebből azt a következtetést vonták le, hogy nem kell a Vörös Hadsereg nagyszabású visszavonulására felkészülni, mivel meg kell védeniük a stratégiai fontosságú Leningrádot, a balti államokat és Ukrajnát. A védekezésre kényszerített Vörös Hadsereggel pedig a páncélos ékek segítségével terveztek végezni.
Hitler és tábornokai végül abban egyeztek meg, hogy három hadseregcsoportot hoznak létre, amelyek feladata három régió és a benne található városok elfoglalása volt. Az Észak Hadseregcsoport (Heeresgruppe Nord) feladata volt a balti térség és Oroszország északi részének, illetve Leningrádnak elfoglalása. A Közép Hadseregcsoport (Heeresgruppe Mitte) feladata Belorusszia területének, valamint Szmolenszk és utána Moszkva elfoglalása volt. A Dél Hadseregcsoport (Heeresgruppe Süd) feladata a sűrűn lakott ukrán területek és Kijev elfoglalása, majd délkeleti irányban a támadás folytatása volt, amíg el nem érik a kaukázusi olajmezőket.
Azonban a három hadseregcsoport közötti prioritások kijelölésében nézeteltérés támadt: a Wehrmacht főparancsnoksága (OKW) erőit Moszkva elfoglalására szerette volna összpontosítani, míg Hitler a hadművelet céljának legelőbb a balti térség és Leningrád, majd a nyersanyagokban gazdag Ukrajna és a Donyec-medence, és csak ezután Moszkva elfoglalását tartotta. A hadművelet megindítása során is jelentős késedelmet okozott, hogy a fontosabb stratégiai döntések meghozatala során az OKW és Hitler újra és újra vitába keveredett a hadművelet alapvető céljait illetően.
A nagyszabású német előkészületek ellenére a szovjeteket meglepetésként érte a támadás, mivel Sztálin úgy hitte, hogy a Molotov–Ribbentrop-paktum aláírása után két évig nem várható nagyobb német támadás, másrészt azt hitte, hogy Németország előbb befejezi Nagy-Britannia meghódítását, mielőtt a Szovjetunió ellen fordul (hogy elkerülje a kétfrontos háborút). Sztálin elutasította azokat a felderítő jelentéseket, amelyek a német csapatösszevonásokról és a közelgő támadásokról szóltak, mivel attól tartott, hogy ezek csak félreinformáló, téves jelentések, és miattuk a Szovjetunió és Németország háborúba sodródhat.

### Szovjet felkészülés
| „                                                                                      | A háború Németországgal elkerülhetetlen. Ha jó szerencsénk van, Molotov elvtársnak sikerül a háborút elhalasztani két-három hónapig, de maguknak mindent meg kell tenniük, hogy fegyveres erőink harckészültségét minél magasabb szintre emeljék. | ” |
| – Sztálin beszéde 1941. május 5-én, a moszkvai katonai akadémia végzős hallgatói előtt | |   |

A szovjet vezetés értesült a keleti hadművelet előkészületekről: a katonai hírszerzés december 29-én értesítette Sztálint a 21. sz. hadműveleti utasításról, aki 1940 decemberében tábornokai előtt mondott beszédében kijelentette: Hitler várhatóan megtámadja a Szovjetuniót, és fel kell készülniük a támadás visszaverésére. Sztálin szerint Hitler kijelentette, hogy a tisztogatások után négy évbe telik a Vörös Hadseregnek, mire visszanyeri harckészségét, és ezért feltehetően ennél hamarabb megindítja a támadást, amit legalább két további évig, diplomáciai eszközökkel el kell halasztani.

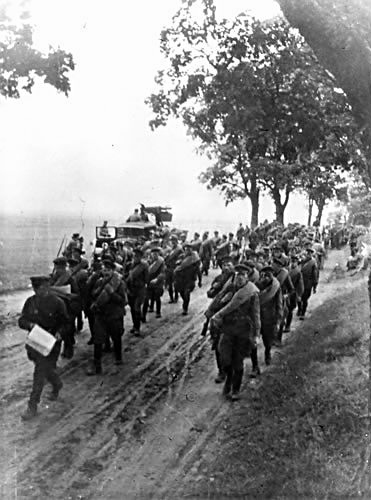
1939. szeptember: a Vörös Hadsereg katonái bevonulnak Lengyelországba

1940 augusztusában a brit katonai hírszerzés értesítette a szovjeteket a küszöbön álló német támadásról, egy héttel azután, hogy Hitler utasítást adott a tervek kidolgozására. Sztálin azonban nem bízott a britekben, és azt hitte, hogy tőrbe akarják csalni és háborúba akarják sodorni Németországgal. Sztálin attól tartott, hogyha a háború a németekkel kitörne, akkor a brit kormány azonnal kiegyezne Hitlerrel, majd pedig Németország és Nagy-Britannia egyesült hadigépezete lendülne támadásba a Szovjetunió ellen.
1941 tavaszán a szovjet és az amerikai hírszerzés is sorozatos figyelmeztetéseket adott ki a küszöbön álló német támadással kapcsolatban, amit Sztálin lényegében figyelmen kívül hagyott – elismerte ugyan, hogy a németek valamikor támadnak, de azt 1942-re várta és ennek megfelelően csak részleges előkészületeket tett –, nem akarta kiprovokálni a német támadást. Sztálin emellett alaptalanul bízott a Molotov–Ribbentrop-paktumban, amelyet csak két évvel korábban írtak alá. Ennek megfelelően a határvédelmi csapatokat sem mozgósították, nem hagyhatták el állandó állásaikat, és időnként azt is megtiltották, hogy viszonozzák a németek tüzét. Április 10-én részlegesen mozgósították ezeket a csapatokat, de a német támadás idejére még nem álltak készen.

### A Vörös Hadsereg helyzete 1941-ben
Hitler és a német hadvezetés véleménye ellenére a Szovjetunió korántsem volt olyan válságos állapotban, mint ahogy elképzelték. Az 1930-as években végrehajtott iparosítási programok, bár elképzelhetetlen szenvedést okoztak a szovjet lakosságnak, jelentősen hozzájárultak ahhoz, hogy a szovjet nehézipar termelése elérte a német szintet. Hasonlóan nagy ütemben nőtt a haditechnikai eszközök előállítása is, az 1930-as évek háborús légkörében még nagyobb hangsúlyt fektettek a harckocsik, tüzérségi eszközök és harci repülőgépek gyártására.
A Szovjetunió 1939. szeptember 1-jén, a Lengyelország elleni német támadás napján fogadta el az általános hadkötelezettségről szóló törvényt, a sorozás alsó határát pedig 18 évben állapították meg. Ennek eredményeként az 1939 elején körülbelül 2,5 milliós szovjet hadsereg létszáma 1941 nyarára meghaladta az 5 millió főt. Mihail Meltyukov szerint a háború kezdetére a Vörös Hadsereg létszáma 5 774 211 fő volt, ebből a szárazföldi csapatok létszáma 4 605 321 fő, légierő 475 656 fő, haditengerészet 353 752 fő, határvédelmi csapatok 167 582 fő, és 171 900 fő az NKVD csapataiban.

### A tisztogatások hatása a szovjet harckészségre
A szovjet hadsereg egyik legnagyobb problémáját a tapasztalt, tehetséges felső vezetés hiánya jelentette. A nagy tisztogatások idején a letartóztatott 90 tábornokból csak hat, a 180 hadosztályparancsnokból 36, az 57 hadtestparancsnokból csak hét élte túl a tisztogatásokat. Összesen a Vörös Hadsereg közel 30 000 katonáját végezték ki, még többet Szibériába deportáltak, és helyükre „politikailag megbízható” kádereket állítottak. A háború előtt a Szovjetunió öt marsalljából hármat kivégeztek, köztük Mihail Nyikolajevics Tuhacsevszkijt is, aki modern haderőt hozott létre a Vörös Hadseregből és a villámháborús stratégia három atyjának egyikeként tartják számon.
A halott főtisztek helyét fiatal, politikailag megbízható, de tapasztalatlan és gyakran tehetségtelen tisztek vették át: 1941-ben a Vörös Hadsereg tiszti állományának 75%-ka egy évnél rövidebb időt töltött el rendfokozatában. Az átlagos szovjet hadtestparancsnok 12 évvel volt fiatalabb, mint az „átlagos” német hadosztályparancsnok. Tapasztalatlanságuk és a tisztogatásoktól való félelmük miatt ezek a tisztek vonakodtak felelősséget vállalni, önálló döntéseket hozni, a kínálkozó lehetőségeket megragadni, feletteseik egyértelmű utasítása nélkül cselekedni. Mivel a felsőbb szinteken is hasonló problémák voltak, kisebb katonai ügyek is gyakran kerültek Sztálin elé, ami jelentősen lelassította a Vörös Hadsereg reakciókészségét bármilyen katonai probléma esetén.

### A haditechnikai eszközök helyzete

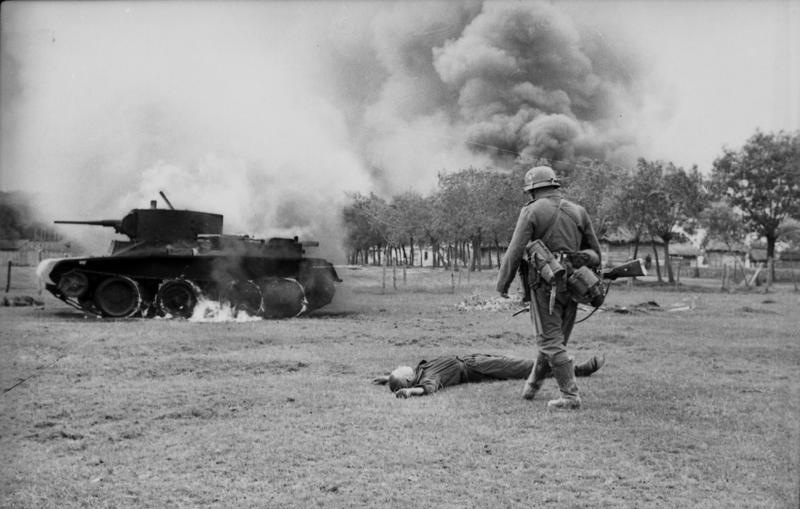
Német katona egy szovjet harckocsizó holttestét vizsgálja, a háttérben egy égő BT–7 típusú harckocsi

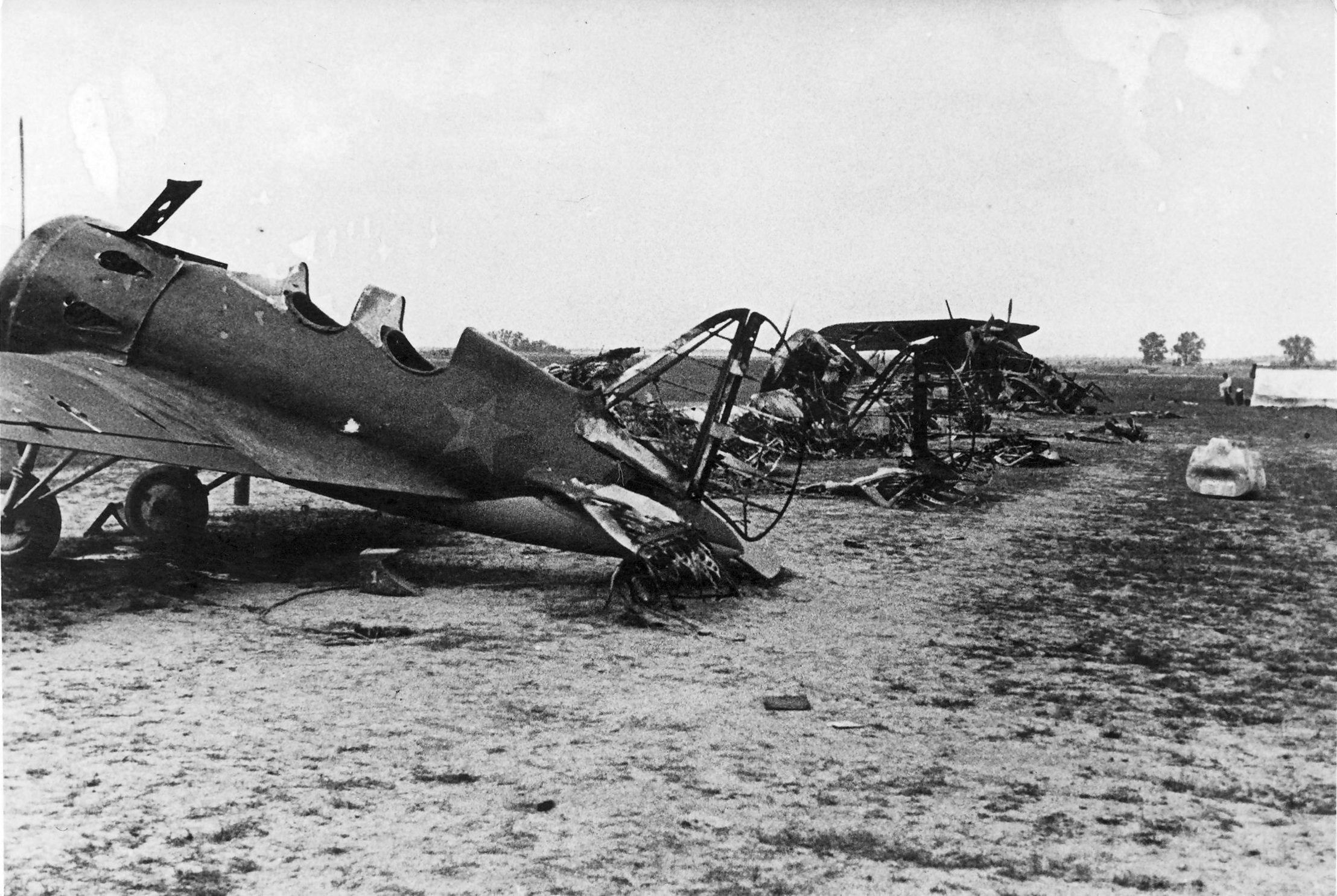
Földön megsemmisített szovjet Polikarpov UTI–4 típusú repülőgép (az I–16 vadászgép kétüléses kiképző változata)

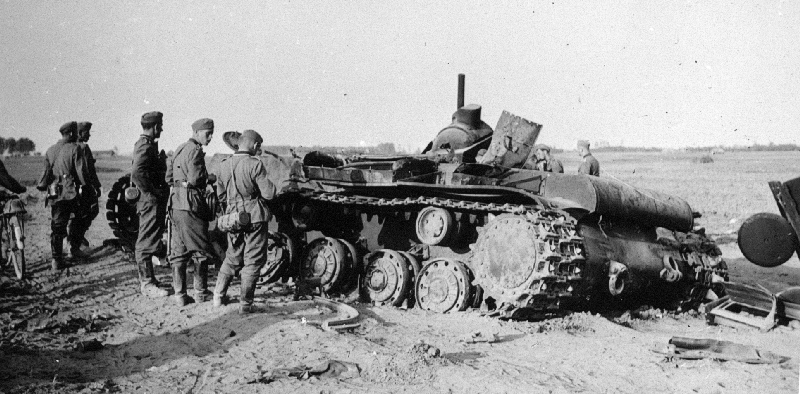
Német katonák a Kowno környékén vívott harcok során megsemmisített KV–1 típusú szovjet harckocsi maradványait vizsgálják

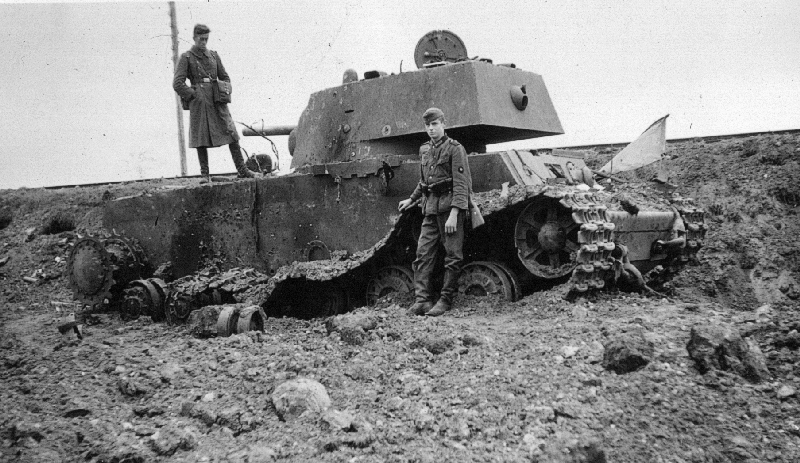
Szintén Kowno környékén kilőtt KV–1 típusú nehéz szovjet harckocsi. Páncélvédettségük ellenére ezek a harckocsik is sebezhetők voltak, a lánctalpat ért lövés harcképtelenné tette őket.

Haditechnikai eszközök terén a Szovjetunió jelentős számbeli fölényben volt: a Vörös Hadsereg 23 000 harckocsival rendelkezett, amelyekből 12 782 az öt nyugati katonai körzetben volt a háború kitörése előtt. Azonban a haditechnikai eszközök harckészsége, karbantartása terén a szovjetek komoly problémákkal küzdöttek, a harckocsizóknál állandósult a rádiók és a lőszerek hiánya, valamint a legtöbb harckocsizó alakulat nem rendelkezett azokkal a teherautókkal, amelyek a lőszer- és üzemanyag-utánpótlást a harcoló csapatok után szállították volna.
1938-ra Sztálin utasítására az önálló harckocsizó magasabb egységeket jórészt felosztották a lövészhadosztályok között, ahol a gyalogság támadását kellett támogatniuk. Csak a németek nyugati fronton alkalmazott taktikája (önállóan alkalmazott páncélos ékek) tanulmányozása és a katasztrofális téli háború után kezdték ismét összevonni a harckocsizókat páncélos hadosztályokba és hadtestekbe. A Barbarossa hadművelet megindításáig ezt a hatalmas szervezési feladatot csak részben tudták végrehajtani, mivel nem állt elegendő harckocsi a páncélozott magasabbegységek rendelkezésére.
A hadművelet kezdetén a Wehrmachtnak körülbelül 5200 modern harckocsija volt, amelyből kb. 3350-et vezényeltek a keleti frontra. Csak a számok alapján tehát a szovjeteknek 4:1-hez arányú fölénye volt a harckocsik terén. A legújabb szovjet harckocsi, a T–34, a második világháború legjobb harckocsijának számított, míg a KV–1 típusú harckocsik voltak a legjobban páncélozottak. Azonban sem a T–34, sem a KV–1 nem állt elegendő számban rendelkezésre a frontvonalbeli csapatoknál, összesen a szovjet harckocsiállomány 7,2%-át tették ki a hadművelet kezdetén. Ez a mintegy 1800 modern harckocsi számban még mindig felülmúlta a németek rendelkezésére álló 965 darab Panzer III és 432 darab Pz IV harckocsit (a többi rendszeresített német harckocsi gyakorlatilag alkalmatlan volt a szovjet harckocsik leküzdésére), azonban a szovjetek számára hátrányt jelentett a megfelelő kiképzés, a doktrína, a kommunikációs eszközök és a tapasztalat hiánya.
| Német harckocsik a keleti fronton | Német harckocsik a keleti fronton | Szovjet harckocsik a nyugati fronton | Szovjet harckocsik a nyugati fronton |
| darabszám                         | típus                             | darabszám                            | típus                                |
| --------------------------------- | --------------------------------- | ------------------------------------ | ------------------------------------ |
| 180                               | Pz I                              | ~5000                                | T–26                                 |
| 746                               | Pz II                             | ~5000                                | BT–7                                 |
| 157                               | Pz 35(t)                          | ~450                                 | T–28                                 |
| 772                               | Pz 38(t)                          | ~1200                                | T–34                                 |
| 965                               | Pz III                            | ~650                                 | KV–1                                 |
| 432                               | Pz IV                             | ~650                                 | KV–2                                 |
| 3252                              | 3252                              | ~13 200                              | ~13 200                              |

A számok a légierő és a tüzérség területén is a szovjetek fölényét mutatták. Azonban a legtöbb szovjet harci repülő elavult volt, nem vehette fel a versenyt a Luftwaffe modern vadászrepülőivel, és a szovjet tüzérségnek sem álltak rendelkezésére a hatásos tűzvezetéshez szükséges eszközök. A hadművelet kezdetén a szovjet légierőt (Vojenno-Vozdusnije Szili, VVSZ) még nem mozgósították, és az első napokban a Luftwaffe a földön semmisítette meg a szép rendezett sorokban parkoló szovjet repülőket. A szovjeteknek jórészt csak elavult I–15 kétfedelű és I–16 típusú repülőik voltak, a korszerűbb MiG–3, LaGG–3 és Jak–1 repülőgépek gyártását csak a közelmúltban kezdték, és ezek sem tudták felvenni a versenyt a Luftwaffe Bf 109 és később a Fw 190 típusú repülőivel. A legtöbb repülőgépen nem volt például rádió, ahol volt, ott a megbízhatóság és a rádióforgalom titkosításának hiánya okozott problémát.
A VVSZ gyenge teljesítménye a téli háború során – amellett, hogy tovább növelte a németek önbizalmát – a pilótaképzés felgyorsításához és lerövidítéséhez vezetett, ami természetesen tovább súlyosbította a problémákat. Mivel a német támadást 1942-re várták, addigra megfelelő számú pilótát akartak kiképezni. A honvédelmi népbiztos 362. számú, 1940. december 22-én kelt utasítása rendelkezett arról, hogy a pilótaképzés időtartamát le kell rövidíteni. 1941. június 22-én a szovjetek rendelkezésére állt 201 MiG–3 és 37 MiG–1 típusú repülőgép, azonban csak négy olyan pilóta volt, akit ezekre a típusokra képeztek ki.
A Vörös Hadsereg rendelkezésére állt számos korszerű tüzérségi eszköz, amelyek hatékonyságát nagymértékben korlátozta a rendszeres lőszerhiány. Az ütegek emellett nem rendelkeztek a lövegek és az utánpótlás mozgatásához teherautókkal. A karbantartás is hiányos volt. Az egész Vörös Hadseregre jellemző volt a háború első szakaszában, hogy utánpótlás, lőszerellátás, vagy bárminemű támogatás nélkül küldtek harcba egységeket, amelyek rendszerint egy ütközet után szétszóródtak, megsemmisültek.

### A szovjet katonai doktrína 1938–1941 között

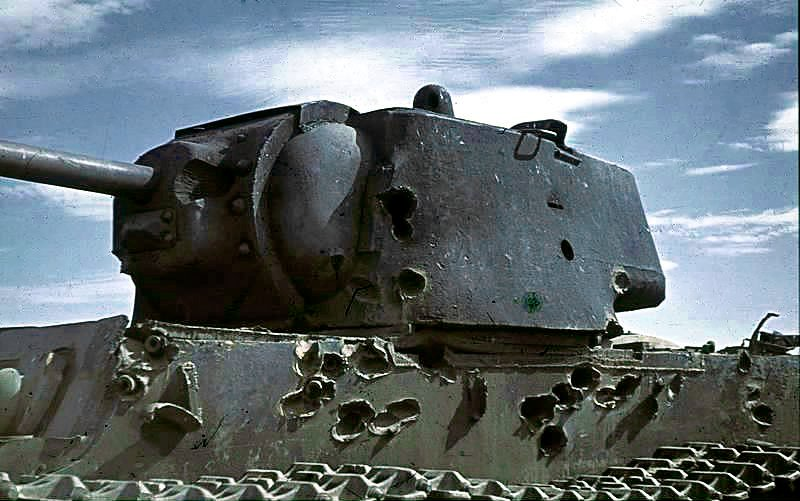
Egy szovjet KV–1 harckocsi ütközet után – a Barbarossa idején a németeknek nem állt rendelkezésére olyan páncéltörő tüzérségi eszköz, amely közvetlen találattal át tudta volna ütni a szovjet nehéz harckocsi páncélját

1938-ra a Vörös Hadsereg, elsősorban Dmitrij Pavlov tábornok hatására, a lineáris védelmi stratégiát vette át a többi európai hadseregtől. A harckocsikkal megerősített lövészhadosztályok a doktrína értelmében erősen megerősített védelmi állásokat építettek volna ki egy esetleges konfliktus esetén, önálló páncélos alakulatok alkalmazása nem szerepelt a korabeli szovjet katonai gondolkodásban. 1940 május-június után, amikor a francia és brit hadseregekre döntő csapást mértek a német páncélosékek, a szovjet katonai elemzők felismerték, hogy a lineáris védelem nem tartható, különösen nem páncélos tartalékok nélkül.
A doktrína változásával feladták a lineáris védelem elvét, és ismét különválasztották a lövész és harckocsizó alakulatokat, utóbbiakat 29 páncélozott hadtestbe (egyenként 1031 harckocsival) kezdték összevonni. Az elképzelés szerint a német támadás esetén a tartalékba összevont páncélos csapatok állítják és semmisítik meg a német páncélos ékeket, majd a gyalogsággal együttműködve visszaverik a fedezet nélkül maradt német gyalogság támadását. A Barbarossa-tervre adott válaszként az Ukrajnában állomásozó erők megerősítését tervezték, amelynek a Dél Hadseregcsoport megsemmisítése után Lengyelországon keresztül kellett volna a Közép és Észak Hadseregcsoportok hátába kerülni. A csapdába zárt német hadsereg felszámolása után következett volna a támadás Németország ellen.

## A szovjet első támadás elmélete

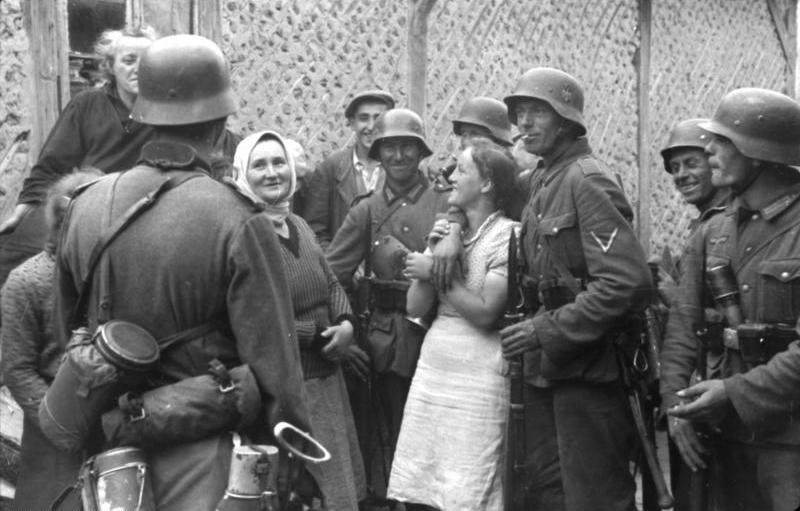
Német katonák civilekkel a Szovjetunió déli részén – propagandafotó

A Barbarossa hadművelet tervezése, a szovjetek elleni támadás előkészítése során, 1941. április 28-án a Wehrmacht főparancsnoksága jelentette be egy esetleges szovjet támadás lehetőségét, amelyre alapot a Vörös Hadsereg összevonása adott a német-szovjet határ mentén. 1941. június 22-én a moszkvai német nagykövet átadott egy memorandumot (a hadüzenet – Kriegserklärung – szót Hitler utasítására kerülték) a szovjet kormánynak, amelyben szintén agresszív szándékokkal vádolták a Szovjetuniót, és egy megelőző csapást jelentettek be. Hitler személyes felhívása, amelyet a Wehrmacht katonáihoz intézett, illetve Goebbels vezércikke a Völkischer Beobachter lap június 22-i cikkében szintén utalást tett a brit és szovjet összeesküvésre, amely Németország bekerítésére irányult. A lap június 30-i vezércikke azt írta: „A szovjet csapatösszevonás megsemmisítése. A Führer megmentette Európát a bolsevik inváziótól.” A német katona a maga részéről meg volt győződve arról, hogy az agresszor Szovjetunió ellen harcol, hogy megmentse Európát. Ezt a tényt szemléletesen mutatja, hogy 1941 második felében volt a legalacsonyabb a német hadbíróságok által elítélt dezertőrök száma, vagyis a hadsereg morálja igen magas volt. A háború után a Wehrmacht több vezetője is a szovjet agresszió terveit hozta fel a német „megelőző csapás” indoklásaként.
A háború után a szovjet támadó tervek és a német megelőző csapás elméletét tovább tárgyalták a történészek, de az 1980-as évekig nem kapott nagyobb nyilvánosságot. Ekkor ismét az érdeklődés középpontjába került, mivel egy szovjet történész új – közvetett – bizonyítékokkal állt elő, amelyek szerint a Szovjetunió valóban a náci Németország megtámadását tervezte. Kiderült, hogy Zsukov marsall írt egy javaslatot, amelyben a Vörös Hadsereg titkos mozgósítását és kiképzés leple alatt a nyugati határ mentén való felsorakoztatását követelte (bár nincs bizonyíték arra, hogy a javaslatot Sztálin látta vagy jóváhagyta volna), hogy a németekre akkor tudjanak csapást mérni, amikor felvonultatják erőiket a szovjet határ mentén.
Viktor Szuvorov történész szerint Sztálin Németországot akarta felhasználni a kapitalista nyugat megtörésére, hagyta volna, hogy Európa nyugati felét elfoglalja, majd amikor a németek kimerítették magukat, akkor a Vörös Hadsereg lerohanta volna Európát. A világháború kezdeti szakaszában Sztálin valóban jelentős anyagi és politikai támogatást nyújtott Hitlernek, míg a Vörös Hadsereget jelentősen fejlesztették. Az elmélet alapján a német Barbarossa hadművelet valóban nem volt más, mint egy megelőző csapás, amely kihasználta, hogy a szovjetek már jelentős erőket vontak össze a határ mentén a támadó hadműveletek megindítására. A német–szovjet határ közvetlen közelében található Breszt erődjében 10 millió liter benzint tároltak, és több mint 5 millió embert kezdtek mozgósítani a határ közelébe. A szovjet vezérkar esetén a mozgósítás a háború egyértelmű jele volt, hiszen az ország nem rendelkezett olyan gazdasággal, ami lehetővé tette volna egy ilyen méretű hadsereg fegyverben tartását huzamosabb időre. Ezt fejtette ki Saposnyikov szovjet vezérkari főnök A hadsereg agya című több kötetes művében, ahol többek között arról is írt, hogy a tartalékosok békeidőben történő hosszú fegyverben tartása káros azok harckészültségére, és kijelentette, hogy a hadsereg mozgósítása minden esetben háborút jelent.
Bár az elmélet jelentős figyelmet kapott Németországban, a Szovjetunióban (később Oroszországban) és máshol, és egyes történészek támogatják (pl. Vlagyimir Nyevezsin, Borisz Szokolov, Valerij Danyilov, Joachim Hoffmann, Márk Szolonyin és Ungváry Krisztián) az elméletet, a hadtörténészek jelentős része elutasítja.

## Szemben álló felek

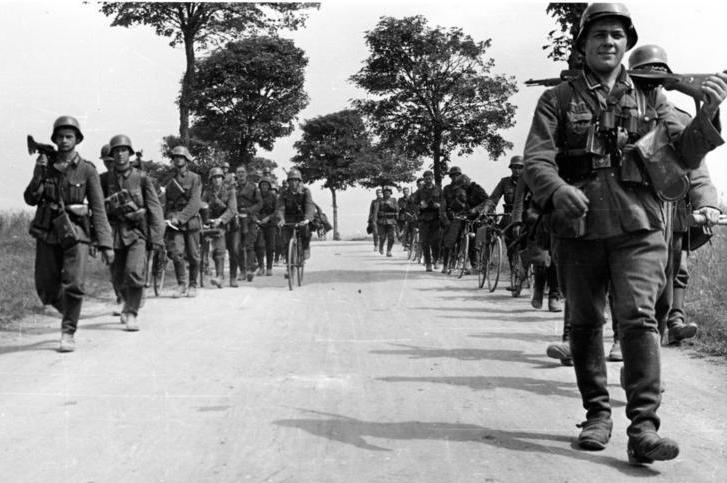
Német gyalogság menetben, 1940. június, Franciaország. A német villámháborús terveket a harckocsik tették lehetővé, de a gyalogság alacsony mobilitása határt szabott neki.

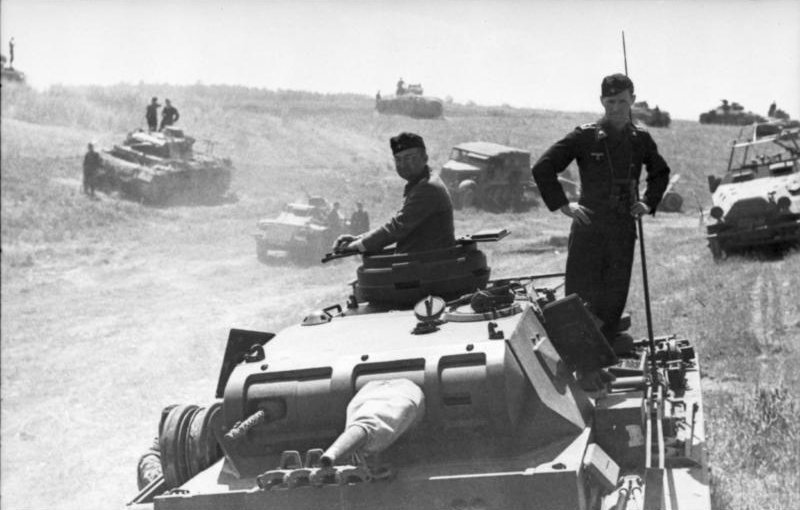
A német Panzer III közepes harckocsi volt a német páncélos ékek egyik fő fegyvere. Azonban vékony lánctalpa miatt kevésbé volt manőverezőképes az orosz pusztákon, páncélzata és lövege pedig nem tudta felvenni a versenyt a T-34 vagy a KV-1 szovjet harckocsikkal.

### A német haderő
A német és szövetséges erőket három hadseregcsoport között osztották fel, amelyeknek különböző feladatokat szabtak ki. A Wilhelm von Leeb vezértábornagy vezette Észak Hadseregcsoport feladata a balti államok lerohanása és Leningrád elfoglalása volt.
Az Észak Hadseregcsoport állományába 800 000 német katona, 800 harckocsi és 434 repülőgép tartozott, de a rendelkezésre álló 29 hadosztály közül csak három volt gépesített, ezért az Észak Hadseregcsoportnak 200 000 lóra volt szüksége a felszerelés szállításához.
A Fedor von Bock vezértábornagy irányítása alatt álló Közép Hadseregcsoport végső célja Moszkva bevétele volt. A középső hadseregcsoport összesen 42 hadosztályból és 9 páncélos hadosztályból állt, továbbá 910 repülőgépet, 1700 harckocsit és 3000 tüzérségi fegyvert tudtak kiállítani a vörös hadsereg ellen, így élőerő és fegyverzet terén is ez volt a legerősebb német hadseregcsoport a keleti fronton.
A Gerd von Rundstedt vezértábornagy parancsnoksága alatt álló Dél Hadseregcsoport a Krím félsziget és Ukrajna mezőgazdasági területeinek megszerzésére koncentrált. A déli hadseregcsoport összetétele különbözött a másik két hadseregcsoportétól. A 39 hadosztály közül 15 román, két olasz és két magyar hadosztály is része volt a déli német inváziós erőknek.
A páncélos ékek mögött a német gyalogság 4/5-e – ugyanúgy, mint Napóleon katonái – gyalog vonult a frontra. Ez a tényező később jelentősen befolyásolta a keleti fronton elérhető harctéri sikereket, és a Blitzkrieg taktika Akhilleusz sarkának bizonyult. Mivel a gyalogság nem rendelkezett megfelelő mobilitással, ezért több száz kilométerre leszakadtak a támadó páncélosalakulatoktól, így a harckocsiknak gyakorlatilag komolyabb gyalogsági támogatás nélkül kellett körülzárniuk több százezres nagyságrendű élőerővel rendelkező szovjet seregtesteket, illetve visszaverni a kitörési és a felmentési kísérleteket.

#### A német hadrend
Franz Halder vezérkari főnök a következő csapatokat vonta össze a Barbarossa hadművelet végrehajtására:
Észak Hadseregcsoport (Heeresgruppe Nord) (parancsnoka Wilhelm von Leeb), Kelet-Poroszországban, összesen 29 hadosztállyal:
- 16. német hadsereg (16. Armee) (Ernst Busch)
- 4. német páncéloscsoport (Panzergruppe 4) (Erich Hoepner)
- 18. német hadsereg (18. Armee) (Georg von Küchler)
- 1. német légiflotta (Luftflotte eins) (Alfred Keller)

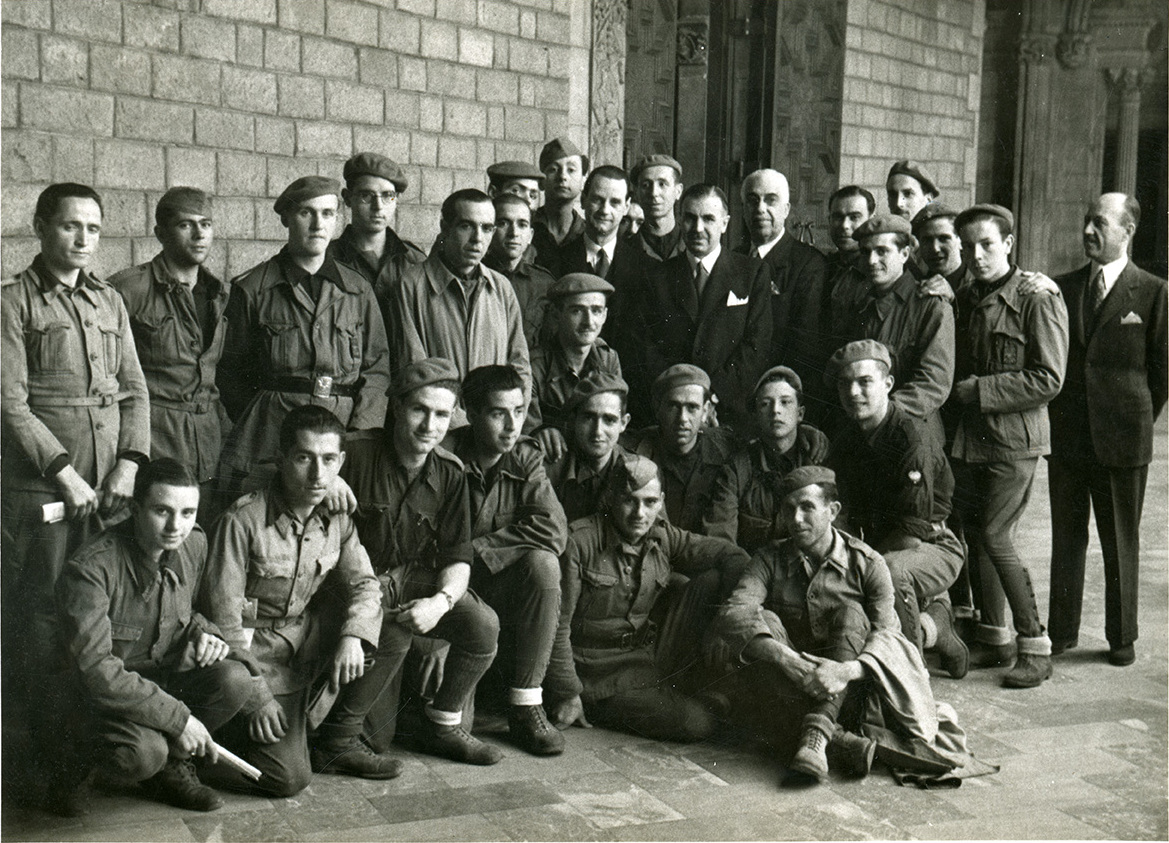
A spanyol Kék Hadosztály katonái 1942-ben.

Közép Hadseregcsoport (Heeresgruppe Mitte) (Fedor von Bock) Lengyelország keleti részén 49 hadosztállyal:
- 4. német hadsereg (4. Armee) (Günther von Kluge)
- 2. német páncéloscsoport (Panzergruppe 2) (Heinz Guderian)
- 3. német páncéloscsoport (Panzergruppe 3) (Hermann Hoth)
- 9. német hadsereg (9. Armee) (Adolf Strauß)
- 2. német légiflotta (Luftflotte zwei) (Albert Kesselring)

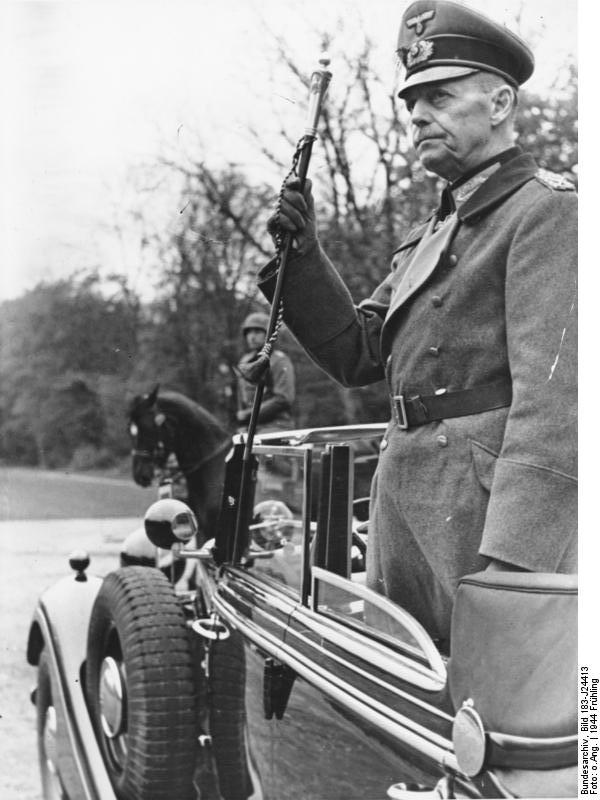
Gerd von Rundstedt tábornagy, a Dél Hadseregcsoport parancsnoka

Dél Hadseregcsoport (Heeresgruppe Süd) (Gerd von Rundstedt) Lengyelország déli részén és Romániában 41 hadosztállyal:
- 17. német hadsereg (17. Armee) (Carl-Heinrich von Stülpnagel)
  - Szlovák Expedíciós Erők (Ferdinand Čatloš)
  - Gyorshadtest (Miklós Béla) – eredetileg a „Kárpát Csoport” része volt
- 1. német páncéloscsoport (Panzergruppe 1) (Ewald von Kleist)
- 11. német hadsereg (11. Armee) (Eugen Ritter von Schobert)
  - Olasz Expedíciós Hadtest (Corpo di Spedizione Italiano, CSIR) (Giovanni Messe)
- 6. német hadsereg (6. Armee) (Walther von Reichenau)
  - 3. román hadsereg (Petre Dumitrescu)
  - 4. román tartalékos hadtest (Tancred Constantinescu)
- 4. német légiflotta (Luftflotte vier) (Alexander Löhr)

Norvégia területéről a következő erők vettek még részt a hadműveletben:
- Hadsereg-Főparancsnokság Norvégiában (Armee-Oberkommando Norwegen) (Nikolaus von Falkenhorst), két hadtesttel
- 5. német légiflotta (Luftflotte fünf) (Hans-Jürgen Stumpff)

Emellett Európa minden részéről érkeztek kisebb, önkéntes alakulatok, mint pl. a francia önkéntesek légiója, a Légion des Volontaires Français contre le Bolchévisme 1500 fővel, a Vidkun Quisling szervezte Norvég Légió 1000 emberrel, a szintén kb. 1000 fős Flamand Légió, a Holland Önkéntes Légió, a kollaboráns Dán Szabadcsapatok 6000 fővel, vagy a legnagyobb, a spanyol-portugál Kék Hadosztály, amely 1944-ig jelentős erőket mozgósított, s hivatalosan nem, de gyakorlatilag külön haderőt alkotott a Wehrmachton belül több mint 45 ezer fővel.

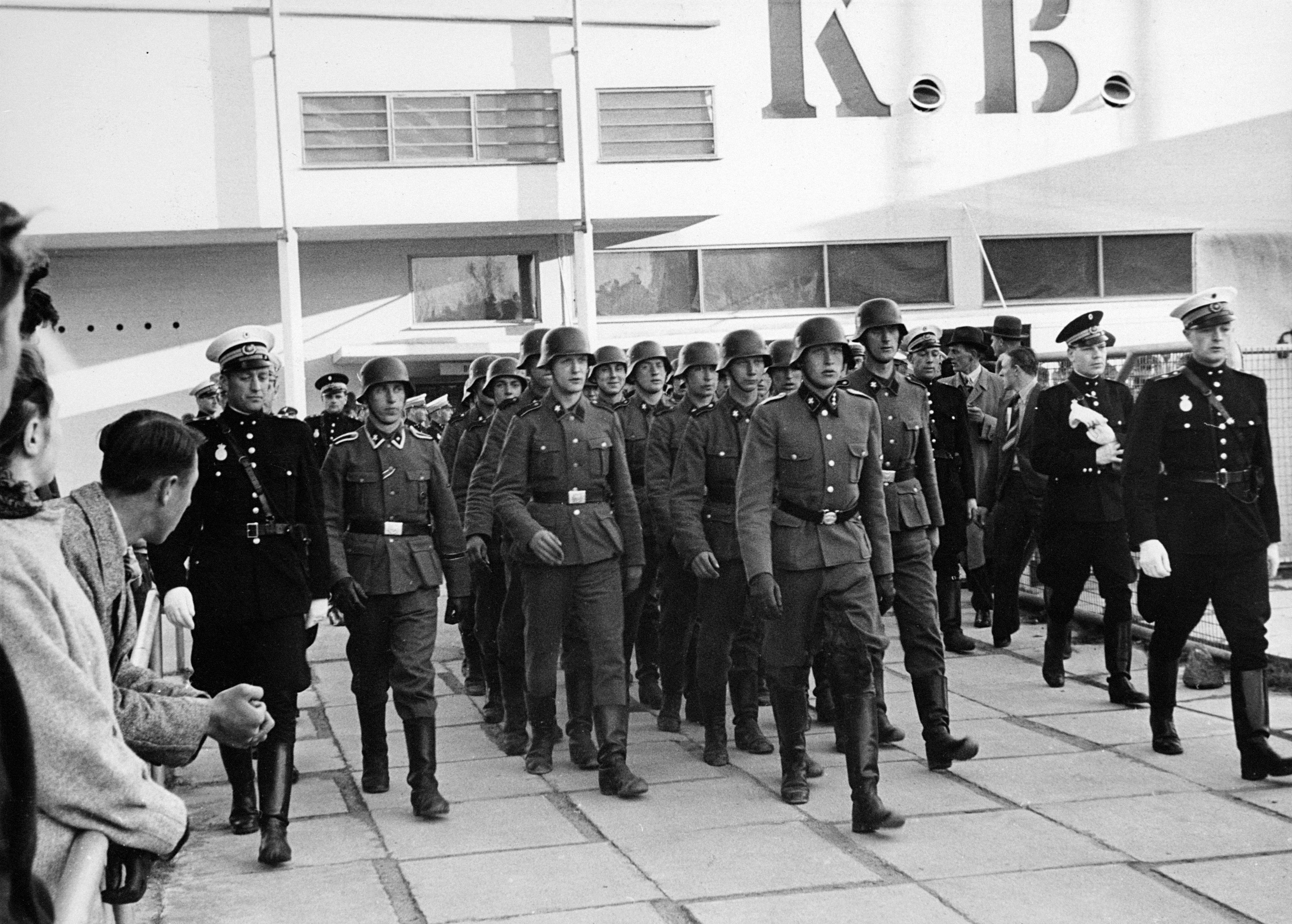
A Wehrmacht oldalán harcoló dán önkéntesek egyik alakulata (1942).

### A szovjet haderő

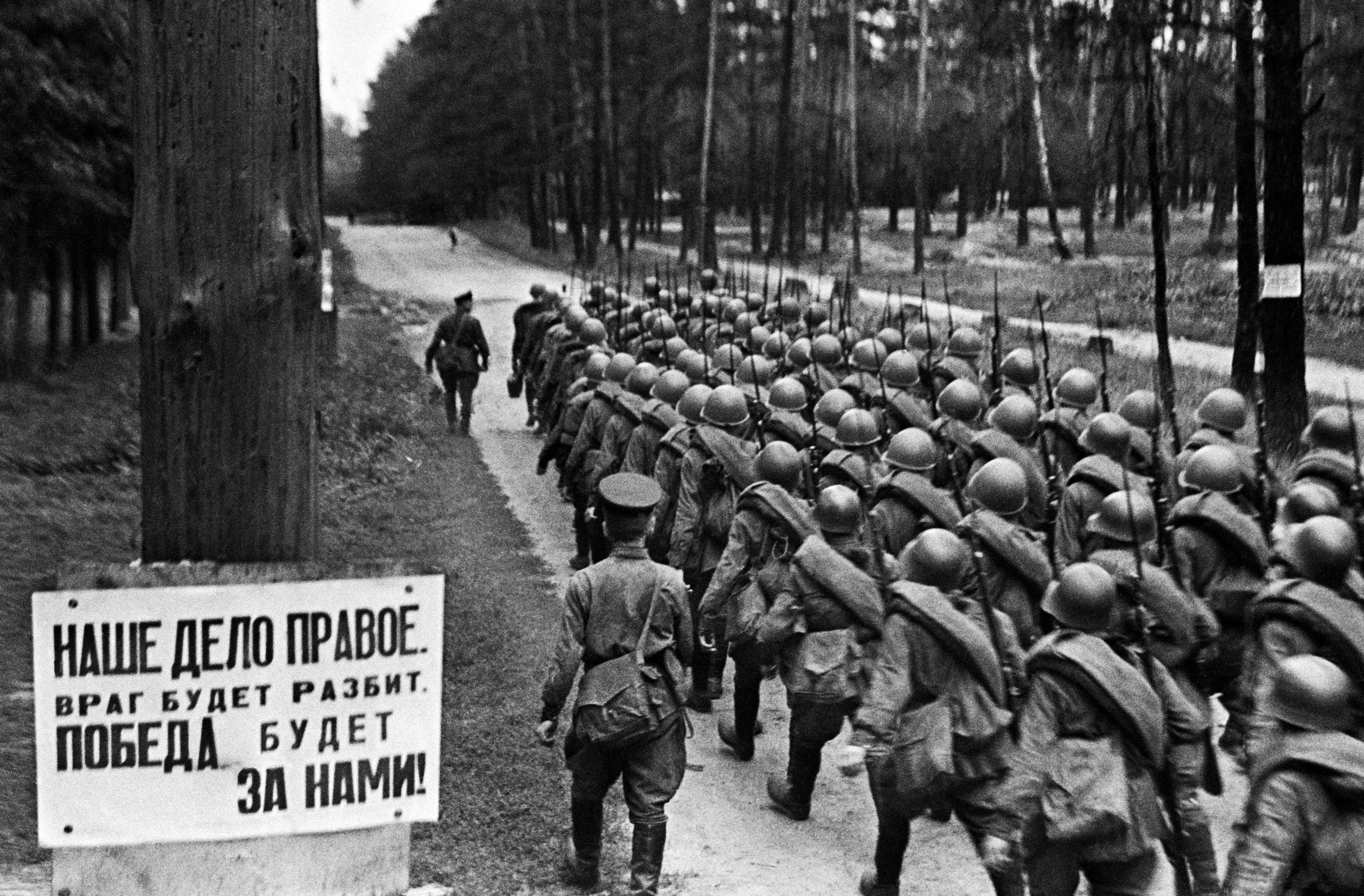
A Vörös Hadsereg újoncai a frontra menetelnek az általános mozgósítás részeként, 1941. június 23.

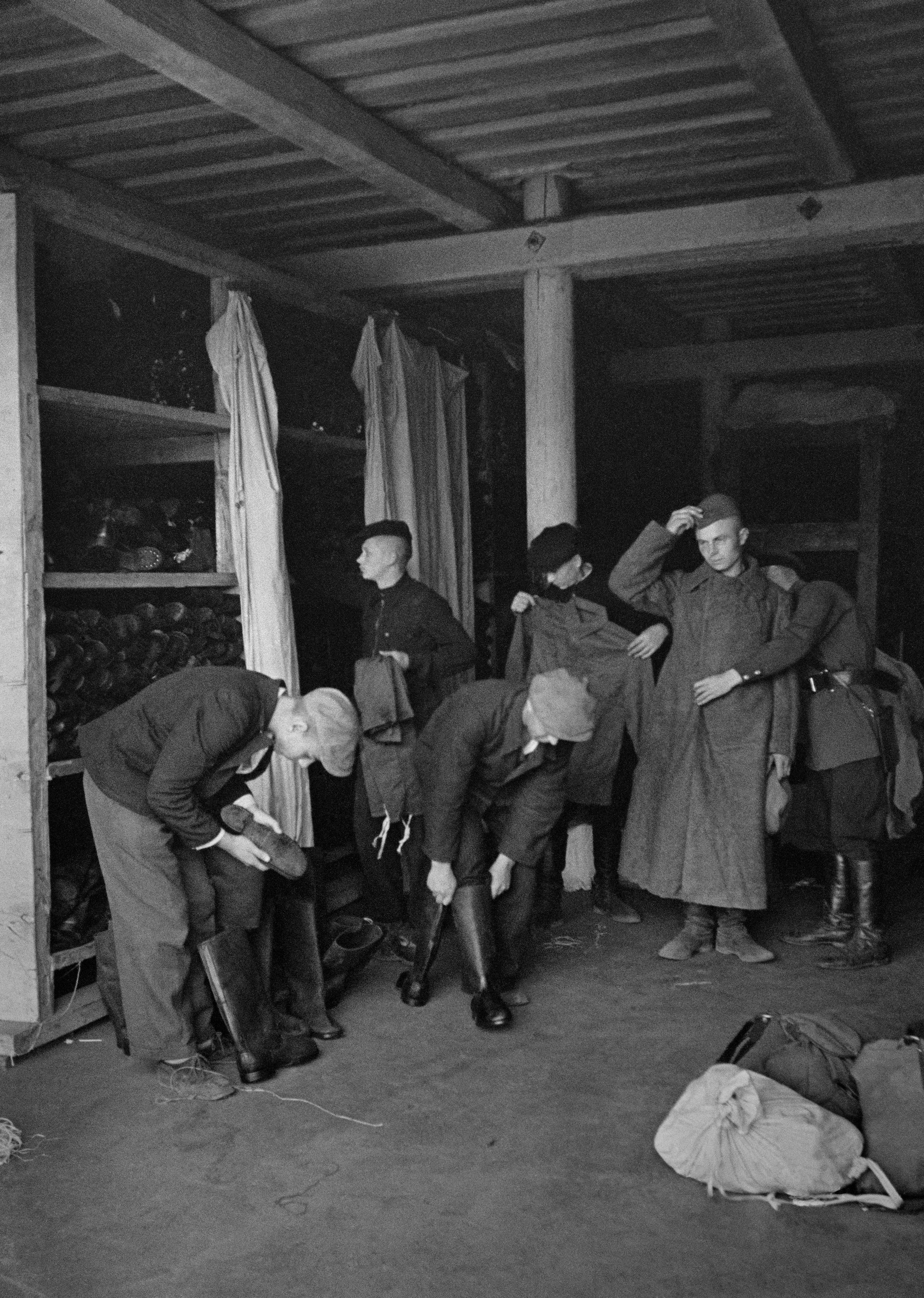
Besorozott katonák egyenruhába öltöznek, 1941. június

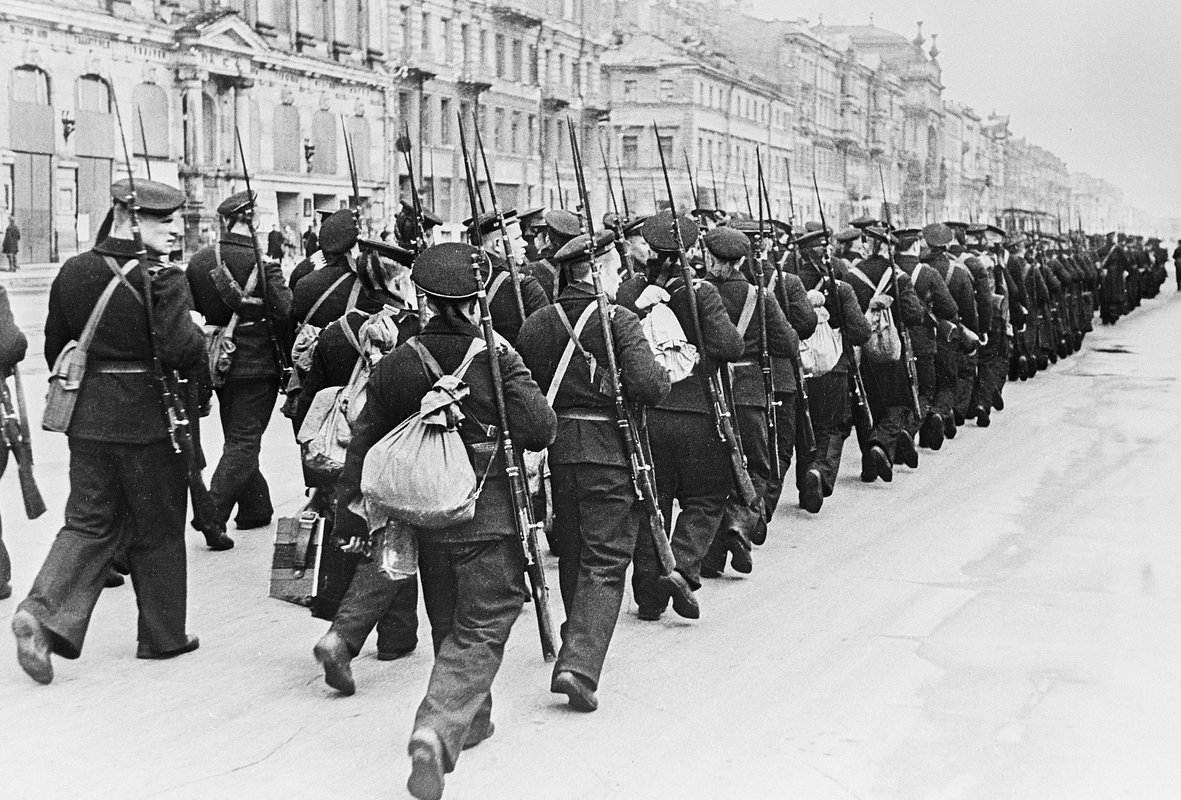
Matrózok menetelnek a front felé, 1941. október 1.

1941 nyarára a Szovjetunió fegyveres erőinek összlétszáma elérte az 5 millió főt. Azonban a nyugati katonai körzetekben, amelyek közvetlenül ki voltak téve a nyugati támadásnak, így is alulmaradtak a németekkel szemben: a Vörös Hadsereg alig 2,6 millió katonája várta összesen 4,5 millió német és szövetséges katona támadását. A maradékból 1,6 millió fő az Urálon túl, a távol-keleti katonai körzetekben állomásozott, a többi pedig kiképzésen vett részt, vagy éppen állomáshelyére tartott.
|                    | 1939. január 1. | 1941. június 22. | % növekedés |
| ------------------ | --------------- | ---------------- | ----------- |
| Hadosztályok száma | 131             | 316              | 140,7       |
| Hadsereg létszáma  | 2 485 000       | 5 774 000        | 132,4       |
| Ágyúk és lövegek   | 55 800          | 117 600          | 110,7       |
| Harckocsik         | 21 100          | 25 700           | 21,8        |
| Harci repülők      | 7700            | 18 700           | 142,8       |

A Barbarossa hadművelet kezdetén a Szovjetunió nyugati területein állomásozó csapatokat öt katonai körzetbe szervezték, amelyek a támadás után frontokká (a német hadseregcsoport megfelelője) alakultak át. A Leningrádi Katonai Körzetből alakították ki az Északi Frontot, a Balti Különleges Katonai Körzetből az Északnyugati Frontot, a Nyugati Különleges Katonai Körzetből a Nyugati Frontot, a Kijevi Katonai Körzetből a Délnyugati Frontot. Az Odesszai Katonai Körzetből 1941. június 25-én alakult meg a Déli Front.
Az egyes frontokat emellett három stratégiai irányba szervezték. Az Északnyugati Irány alárendelt egységei a következők voltak:
- Az Északi Front (Markian Popov tábornok parancsnoksága alatt) frontvonala a finn határtól indult. A Front állományába tartoztak a 14., 7., és 23. hadseregek és kisebb, a frontparancsnok közvetlen alárendeltségébe tartozó egységek.
- Az Északnyugati Front (Fjodor Kuznyecov parancsnoksága alatt) védelmezte a balti-tengeri régiót, alárendeltségébe tartozott a 8., 11., és a 27. hadseregek és kisebb egységek (összesen 34 hadosztály).
- Az Északi és Balti Flották.

A Nyugati Stratégiai Irány alárendelt erő a következők voltak:
- A Nyugati Front (Dmitrij Pavlov parancsnoksága alatt) állományába tartozott a 3., 4. és a 10. hadseregek, valamint a 13. hadsereg parancsnoksága, amely az önálló egységek tevékenységét koordinálta (összesen 45 hadosztály).

A Délnyugati Stratégiai Irány alárendelt erő a következők voltak:
- A Délnyugati Front (Mihail Kirponosz parancsnoksága alatt) állományába az 5., 6., 12. és 26. hadseregek, valamint a stratégiai irány parancsnokságának alárendelt erők tartoztak (összesen 45 hadosztály).
- A Déli Front (Iván Tyulenyev parancsnoksága alatt) 1941. június 25-én alakult meg a 9. és 18. hadseregekből, valamint a 2. és 18. szovjet gépesített hadtestekből (összesen 26 hadosztály).
- A Fekete-tengeri Flotta.

A határ mentén elhelyezkedő hadseregek mellett további hat hadsereg (a 16., 19., 20., 21., 22. és 24. hadseregek) tartózkodtak a támadás pillanatában a nyugati katonai körzetek hátországában. Ezekből a hadseregekből és további önálló egységekből hozták létre az úgynevezett Tartalék Frontot, amely Sztálin közvetlen parancsnoksága alatt állt.

## Utolsó figyelmeztetések 1941. június 10 – 22. között
A támadás megindulása előtt a szovjetek egyre több figyelmeztetést kaptak. 1941. június 10-én Sir Cadogan brit külügyi helyettes államtitkár bekérette irodájába a londoni szovjet nagykövetet, Iván Majszkijt, és figyelmeztette: a brit hírszerzés információi szerint német katonai szállítmányok tartanak a német-szovjet határ felé. Radó Sándor Svájcban szervezte meg a Szovjetuniót információkkal ellátó csoportját, és a legelsők között figyelmeztette a szovjet vezérkart arra, hogy Hitler a Szovjetunió megtámadására készül. Dr. Richard Sorge beépített orosz kém is jelezte, hogy a németek június 22-én megtámadják a Szovjetuniót. Anatolij Gurjevics, a Vörös Zenekar (Rote Kapelle) vezetője szintén jelezte a támadás időpontját.
A szovjet vezetés azonban nem akarta nyíltan tudomásul venni a küszöbön álló támadásról szóló híreket és reménykedtek a német felvonulás elhúzódásában. Június 15-én a TASZSZ hírügynökség közleményt tett közzé a nyugati sajtó „ügyetlen propagandafogásairól”, utalva a Szovjetunióval szembeni német területi követelésekről megjelent cikkekre. A TASZSZ kijelentette, hogy Németország ugyanúgy betartja a megnemtámadási egyezményt, mint a szovjetek, és a közelgő támadásról szóló hírek minden alapot nélkülöznek. Ám ugyanazon a napon Majszkijt a brit külügyminiszter, Sir Anthony Eden biztosította arról, hogy a német támadás esetén a brit kormány minden katonai és gazdasági segítséget megad a Szovjetuniónak, így a TASZSZ-kommüniké inkább arról szólt, hogy ne siettessék a német támadást.

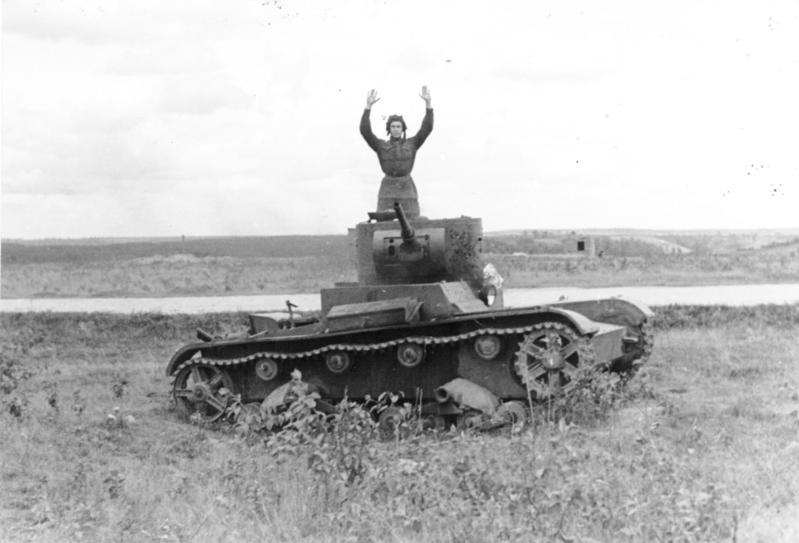
A szovjet T–26 harckocsi személyzete megadja magát

A sztálini katonai doktrína, amely csak offenzívára készítette fel a Vörös Hadsereget, passzivitásra ítélte a nyugati katonai körzetek parancsnokait és erőit, mivel nem készültek fel védekezésre. 1941. június 18-án reggel egy német katonaszökevény jelentkezett a szovjeteknél, és tájékoztatta őket, hogy 22-én hajnalban indul a támadás. Az 5. hadsereg parancsnoka, Potapov tábornok ezt annyival intézte el, hogy „feleslegesen kongatják a vészharangot”. Körülbelül ekkor német diverzáns csoportok kezdtek átszivárogni a határon, hogy stratégiailag fontos pontokat (hidakat) foglaljanak el. De ez sem változtatott a szovjet vezetés álláspontján. Június 21-én hajnali egy órakor Tyimosenko marsall elrendelte a fegyveres erők harckészültségbe helyezését, de a parancs csak néhány egységhez ért el időben, a legtöbben csak a támadás után pár órával kapták meg. Június 22-e (vasárnap) ráadásul foglalkoztatásmentes nap volt a Vörös Hadseregben és számos parancsnok szabadságra távozott. A határról érkező mind nyugtalanítóbb híreket, miszerint a németek teljes harckészültségben vannak, Sztálin is annyival intézte el: „Feleslegesen keltünk pánikot”.
Közben a német-szovjet határon zavartalan volt a forgalom: a 21-éről 22-ére virradó éjszaka éjfél körül átlépte a határt a Berlin-Moszkva gyorsvonat, illetve a támadás előtt néhány perccel szovjet oldalról beengedtek egy kőolajat és élelmiszert szállító szerelvényt.
A támadás megindulása után Kuznyecov tengernagy és Zsukov is próbálta elérni Sztálint, hogy közölje vele a híreket. Mivel a bürokratikus titkolózás miatt tartózkodási helyén nem érték el, a hadügyi népbiztos Tyimosenkót hívták fel, akit azonban elárasztottak az ilyen hívások, és félt ezeket továbbítani. Végül Bugyonnij marsallt beszélte rá a hírek továbbítására, és Sztálin összehívta a Politbürót, amely 5 óra 45 perckor, egy órával a teljes körű német támadás után összeült. Sztálin a támadást „német tisztek provokációjának” tartotta, így nem is rendelt el ellenállást a német hadüzenetig. A német hadsereg elleni fellépésre csak reggel 7:15-kor adtak parancsot, de sok helyen a parancsnokok még ekkor sem érkeztek vissza az eltávozásról. Június 22-én este Tyimosenko, Sztálin beleegyezésével viszont már ellencsapásra, és a német erők megsemmisítésére utasította a frontparancsnokokat, de ekkorra a Vörös Hadsereg maradványai minden fronton visszavonulóban voltak. Az ellentámadással egyedül Zsukov járt sikerrel a délnyugati fronton, a többi helyen lesöpörték a szovjet erőket a német páncélosok.

## A Barbarossa hadművelet végrehajtása

### I. szakasz (1941. június 22 – július 3.)
| „                                                                                       | Ma reggel 04.00-kor, hadüzenet és indok nélkül, amelyet a Szovjetunió szolgáltatott volna, a német csapatok megtámadták országunkat, lerohantak sok határ menti területet, és bombázták Zsitomirt, Kijevet, Szevasztopolt, Kaunaszt és más helységeket a levegőből. Több mint 200-an meghaltak vagy megsebesültek. Román és finn területekről szintén hasonló légi- és tüzérségi támadásokat hajtottak végre. | ” |
| – Vjacseszlav Mihajlovics Molotov külügyi népbiztos rádióbeszéde június 22-én 12 órakor | |   |

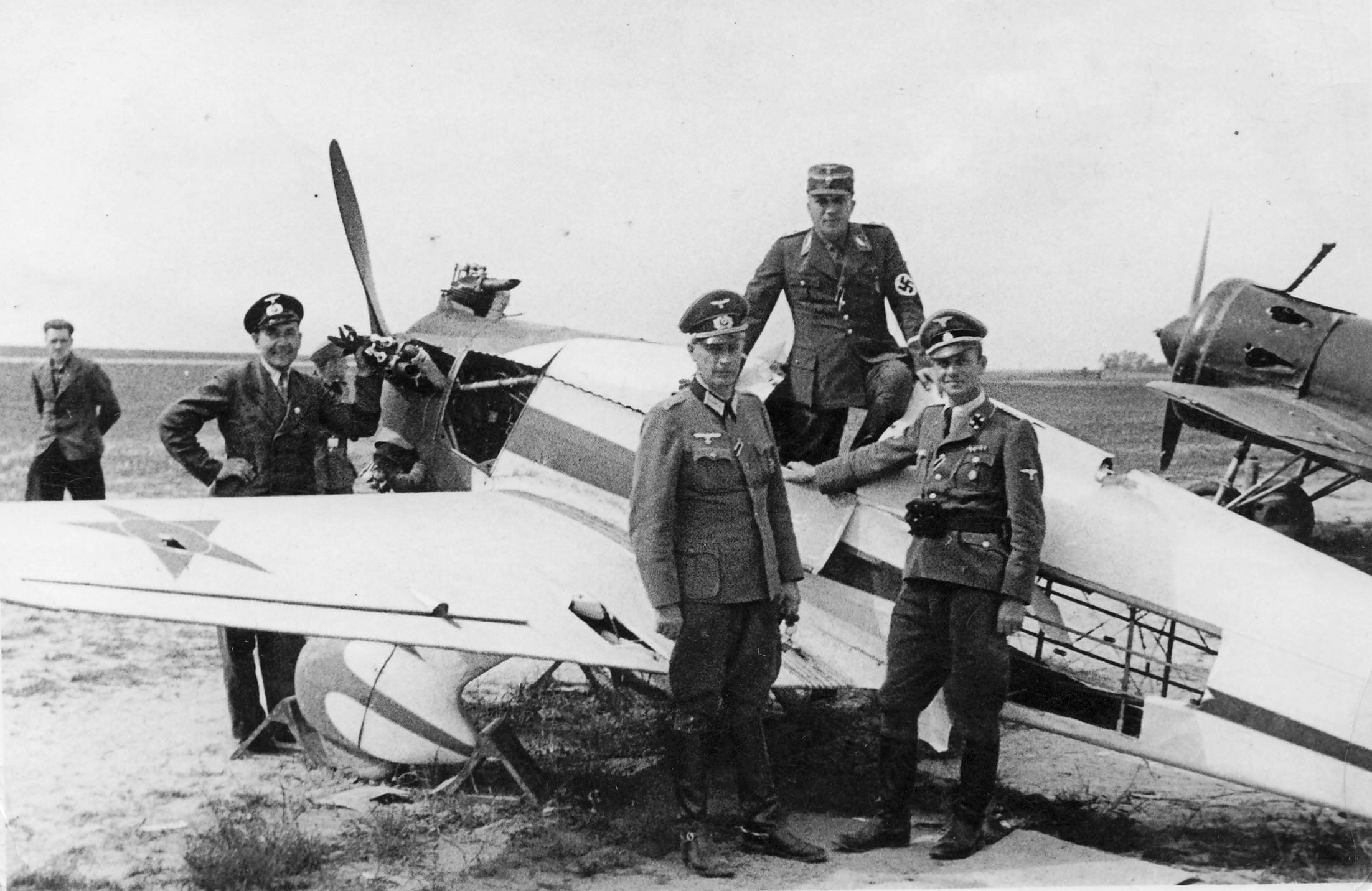
Német katonák zsákmányolt szovjet repülőgépeket vizsgálnak, az előtérben egy UT–1 kiképző gép, a háttérben egy I–16-os vadászrepülőgép

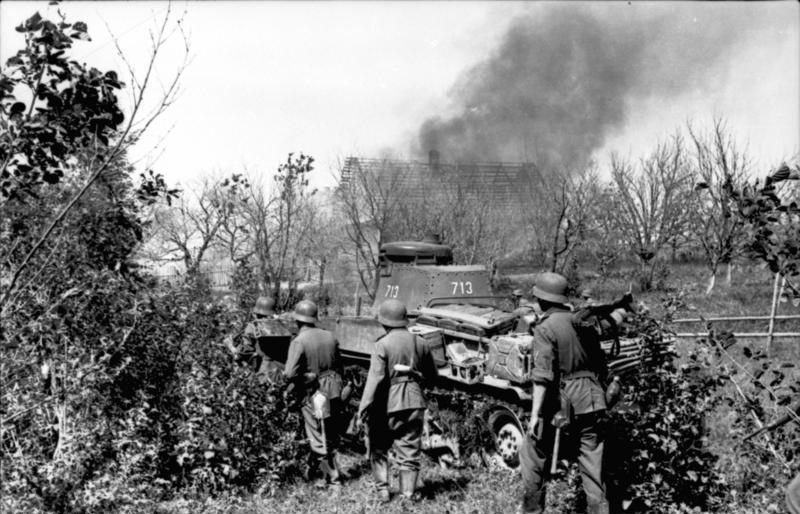
Német gyalogság egy Panzer 35(t) típusú harckocsi kíséretében, a front északi részén

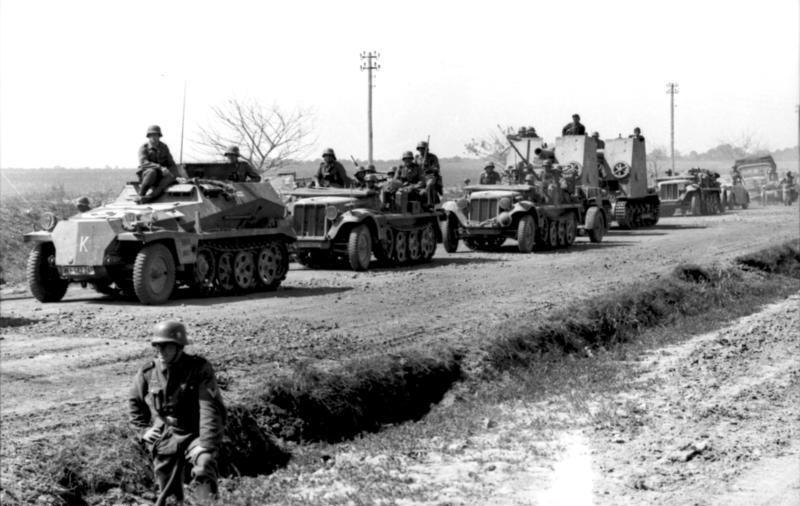
Német gépesített lövészek menetoszlopa szovjet területen, 1941. június

A német támadás június 22-én, vasárnap, hajnali 3:15-kor indult. A Luftwaffe légitámadásokat intézett a szovjetek által elfoglalt lengyel területeken fekvő nagyobb városok, illetve a szovjet légierő ellen. A Luftwaffe helyi parancsnokai szerint a támadás első napján 1489 szovjet repülőgépet semmisítettek meg. Hermann Göring, a légierő főparancsnoka, nem akart hinni a jelentéseknek, és beosztottait az adatok ellenőrzésére utasította. A roncsok átvizsgálása után kiderült, hogy az első jelentésben alábecsülték a szovjet veszteségeket: több mint 2000 szovjet harci repülőgép maradványait találták meg, míg a Luftwaffe 35 repülőt veszített. A Barbarossa hadművelet első három napjában a szovjet veszteségek elérték a 3922 repülőgépet. A Luftwaffe mindhárom hadseregcsoport hadműveleti területén kivívta a légifölényt, és ezután erőit a szárazföldi csapatok harcának támogatására tudta fordítani.

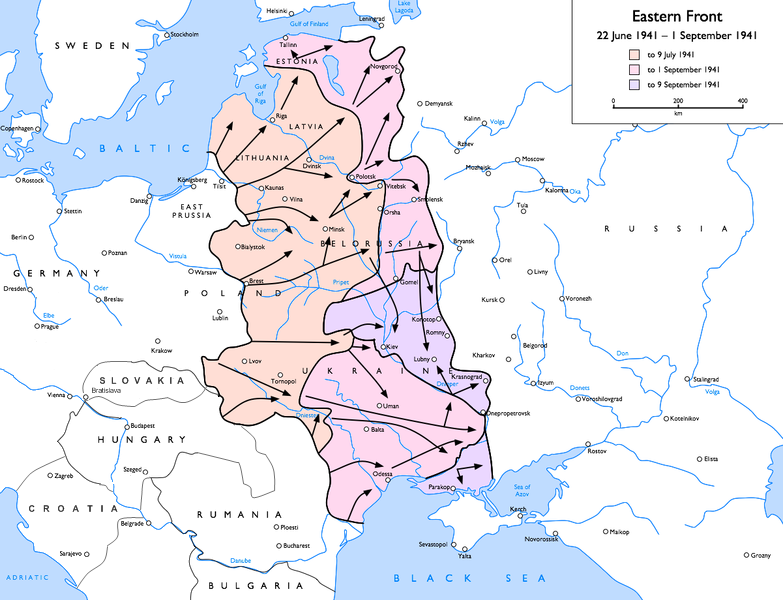
Hadműveletek a keleti fronton. Narancs: június 22–július 9. Rózsaszín: július 9–szeptember 1. Lila: szeptember 1–szeptember 9.

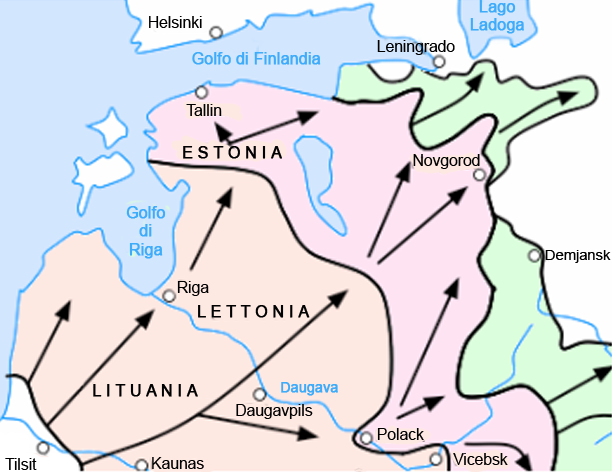
Az Észak hadseregcsoport előrenyomulása a balti térségben. Rózsaszín jelzi az 1941. szeptember 1-jéig elfoglalt területeket, zöld a december 5-i helyzetet.

A 20. német páncélos hadosztály átkelése a Dvina folyón

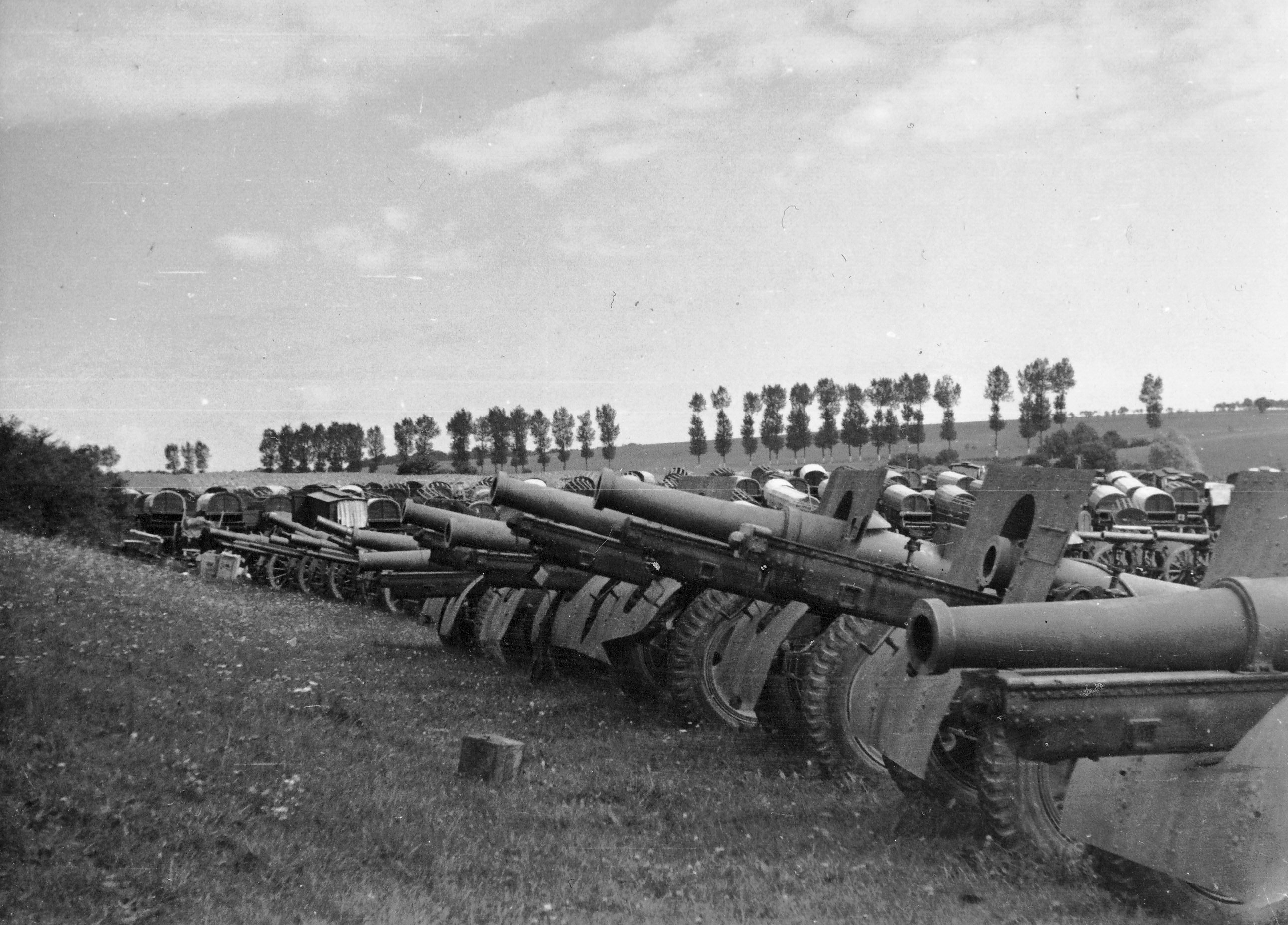
Zsákmányolt szovjet tüzérségi eszközök

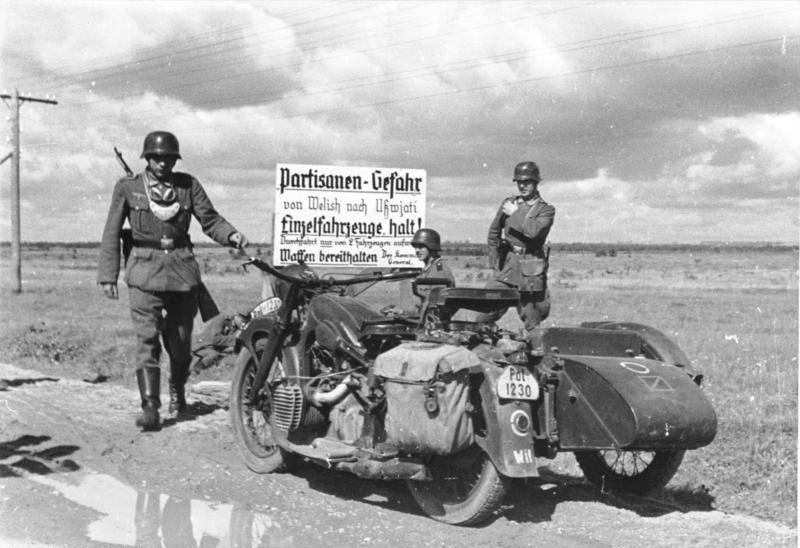
Német katonai rendészek egy partizánveszélyre figyelmeztető tábla előtt, Oroszország középső része, 1941. július

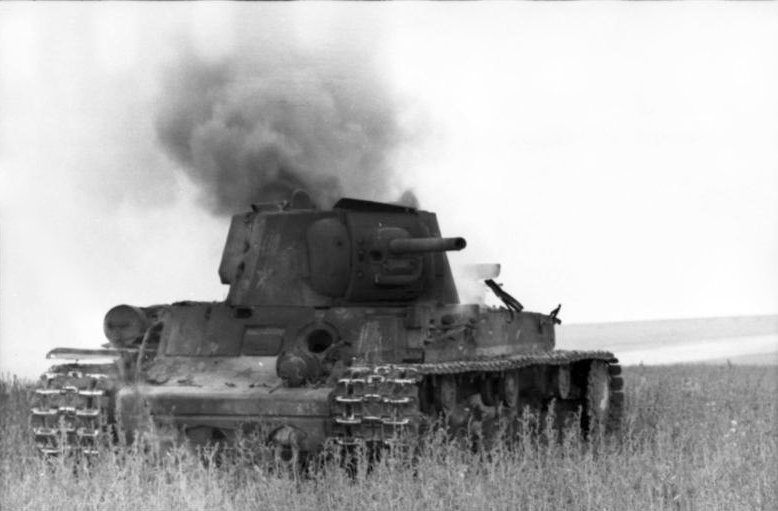
Egy kilőtt szovjet KV–1 nehéz harckocsi

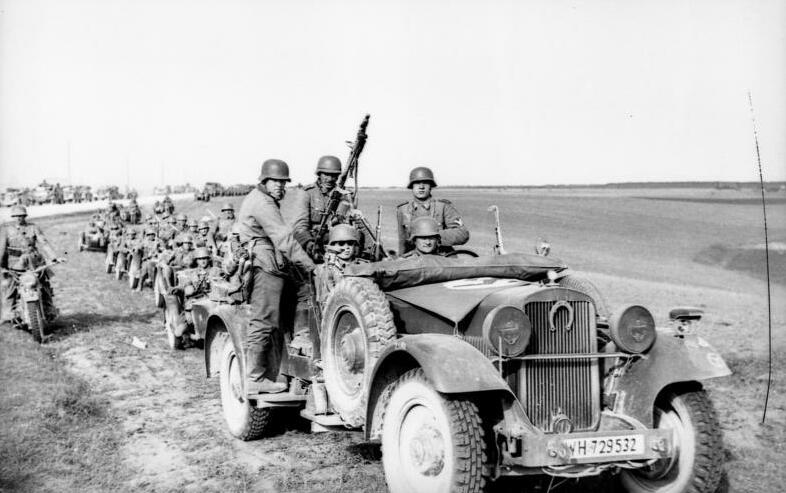
Német gépesített lövészalakulat menetben. A gépkocsi motorháztetején egy náci zászló van, hogy a Luftwaffe pilótái felismerjék. A hátsó ülésen egy állványra rögzített géppuska. Az autó mögött oldalkocsis motorosok menetoszlopa.

#### Hadműveletek északon
Az Észak Hadseregcsoporttal szemben két szovjet hadsereg állt és a kettő közötti résbe vetették be a 4. német páncéloshadsereget, mintegy 600 harckocsival. A támadás első napján a harckocsik 80 kilométer mélyen behatoltak a szovjet állásokba és átkeltek a Nyeman folyón. Raseiniai (ma Litvánia) közelében a szovjet 3. és 12. gépesített hadtest mintegy 300 harckocsija indított ellentámadást, amelyet a németek négy nap alatt szétvertek – a szovjetek üzemanyag, lőszer és koordináció nélkül harcoltak. Az első hét végére a szovjet páncélos hadosztály erőinek 90%-át elveszítette. A német harckocsik ezután átkeltek a Daugava folyón és Leningrád közelébe jutottak, amikor Hitler megállásra szólította fel őket (elsősorban a túlságosan megnyúlt utánpótlási vonalak, illetve a lemaradt lövészhadosztályok okoztak problémát). A kényszerpihenő egy hétig tartott, mialatt a szovjetek meg tudták szervezni Leningrád védelmét.
A balti térségben a szovjetek nehézségeit súlyosbította, hogy június 22-én szovjetellenes felkelés tört ki Litvániában, és egy nappal később kikiáltották a független Litván Köztársaságot. A 30 000 fősre becsült litván felkelők a szovjet egységekre támadtak, ahonnan a besorozott litván katonák is megszöktek. A német támadás nyomán Észtországban is szovjetellenes felkelés kezdődött. A 18. német hadsereg augusztus 7-én érte el a Finn-öböl partját, befejezve Észtország megszállását.

#### Hadműveletek a középső frontszakaszon
A Közép Hadseregcsoporttal szemben négy szovjet hadsereg (a 3., 4., 10. és 11.) egy kiszögellésben állomásozott, amelynek középpontja Białystok volt. Emögött Minszk helyezkedett el, Belorusszia fővárosa, amely egyben fontos vasúti csomópont is volt. A hadseregcsoport két páncélos hadseregének feladata a szovjet hadseregek bekerítése volt és Minszk előtt kellett találkozniuk. A 3. német páncéloshadsereg szintén két szovjet hadsereg között tört át a kiszögelléstől északra és átkelt a Nyeman folyón. Időközben a 2. páncéloshadsereg, a Nyugati-Bug folyón átkelve, délről támadt. A hadseregcsoport többi erői pedig frontális támadást indítottak a nemsokára teljesen bekerített szovjet erők ellen.
A főparancsnokság nem is sejtette, hogy milyen katasztrófa készül: Tyimosenko marsall minden egységet ellentámadásra utasított, míg Zsukov marsall (állítólag Sztálin utasítására) aláírta a védelmi népbiztosság 3. számú utasítását, amelyben arra utasította a Vörös Hadsereget, hogy június 24-ig foglalja vissza Lublint, illetve június 26-ig kerítse be és semmisítse meg az ellenséget Suwałki térségében.
Ehelyett június 27-én a 2. és 3. német páncélos hadseregek egységei Minszk közelében találkoztak, mintegy 320 kilométerre a határtól. A lengyel határtól Minszkig húzódó hatalmas katlanban 32 szovjet lövész-, nyolc páncélos és gépesített hadosztály maradványai várták a sorsukat. A szovjet Nyugati Front 420 000 főt veszített és június 29-én a németek elfoglalták Minszket. Június 30-ára a szovjet ellentámadások és kitörési kísérletek meghiúsultak, és kb. 290 000 szovjet katona esett hadifogságba. 250 000 főnek sikerült elmenekülnie, mivel a német gyalogság nem tudta teljesen bezárni a körgyűrűt. Pavlov tábornokot és törzsét visszarendelték Moszkvába, gyávasággal és kötelességmulasztással vádolták és hamarosan kivégezték őket.

#### Hadműveletek délen
A déli frontszakaszon az 5. 6. és 26. szovjet hadseregek álltak szemben a Dél Hadseregcsoport erőivel. Itt a szovjet parancsnokok gyorsabban reagáltak és nagyobb ellenállást tudtak kifejteni. A német gyalogos hadseregek a szovjet állások közötti réseket támadták, míg az 1. német páncéloshadsereg 600 harckocsijával egyenesen a 6. szovjet hadsereg állásait legázolva támadt Brodi irányába. Június 26-án azonban öt szovjet gépesített hadosztály, összesen 1000 harckocsival ellentámadást indított a német páncélosok ellen. Az invázió egyik leghevesebb ütközete négy napig tartott, a németek jelentős veszteségeket szenvedtek, de végül áttörtek.
A szovjet ellentámadás során Ukrajna nyugati részén található összes harckocsi nagy részét elvesztették és a Vörös Hadsereg visszavonulást kezdett az egész frontszakaszon. A Kijev körüli harcokban a szovjet légierő 1561 repülőgépet veszített. A németek komoly sikert arattak, de csak jelentős erők átcsoportosításával tudták megtörni a szovjetek védekezését. Ezeket az erőket pedig a Moszkva elleni támadástól kellett átcsoportosítani, ami mintegy 11 héttel vetette vissza a főváros elleni támadást.

#### Az invázió első napjainak tanulsága
A meglepetésszerű támadás, a német csapatok szervezettsége és a szovjetek szervezetlensége következtében mindhárom hadseregcsoport jelentős taktikai sikereket ért el és szinte minden esetben sikerült megvalósítaniuk a kitűzött célokat. A Minszk és Białystok környékén található katlanban azonban jelentős szovjet erők harcoltak még és ezek felszámolása további német erőket kötött le. A harcok első napjaiban a Vörös Hadsereg a becslések szerint 600 000 főt veszített halottakban, foglyokban és sebesültekben.

### II. szakasz – Harc Szmolenszkért (1941. július 3 – augusztus 5.)

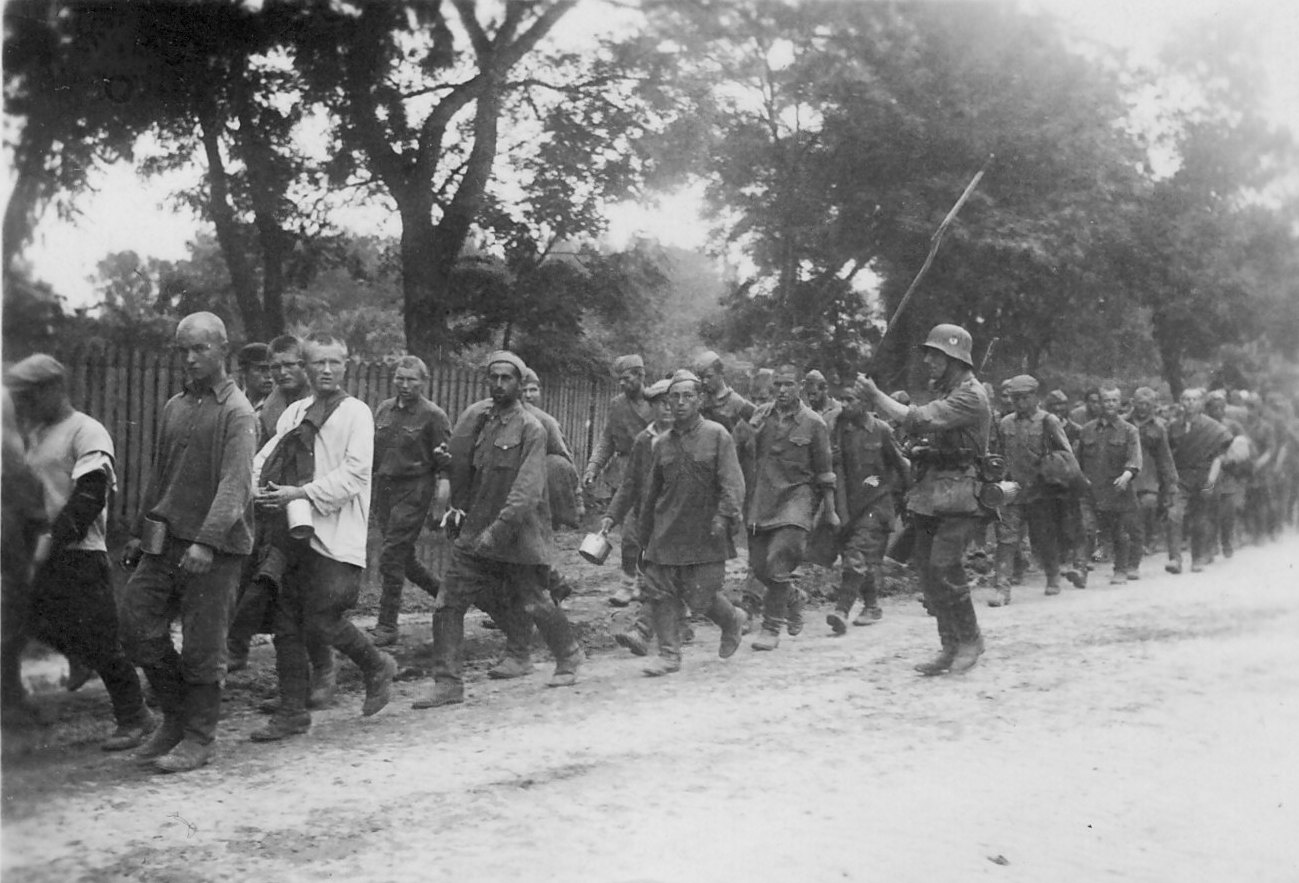
Szovjet hadifoglyok egy csoportja, útban a gyűjtőtábor és a majdnem biztos halál felé

1941. július 3-án Hitler parancsot adott a páncélos egységeknek, hogy folytassák a keleti irányú támadó hadműveleteket, miután a német gyalogság felzárkózott. Azonban a szokásos nyári záporok miatt felázott a föld, lelassult a harckocsik előrenyomulása és eddigre a Vörös Hadsereg is tudta rendezni sorait, egyre hatásosabb ellenállást tudott kifejteni. A késlekedés révén a szovjetek egy nagyszabású ellentámadást tudtak indítani a Közép Hadseregcsoport ellen.
A középső hadseregcsoport célja ekkor Szmolenszk elfoglalása és a Moszkva felé vezető út biztosítása volt. A németekkel szemben hat szovjet hadsereg foglalt el védelmi állásokat. Július 6-án 700 szovjet harckocsi ellentámadást indított a 3. német páncélos hadsereg ellen, amit a németek – elsősorban a Luftwaffe légifölényére támaszkodva – visszavertek. A 2. páncélos hadsereg eközben átkelt a Dnyeper folyón és dél felől megközelítette Szmolenszket, míg a 3. páncéloshadsereg észak felől közelítette meg a várost. A német átkaroló hadművelet eredményeként három szovjet hadsereget kerítettek be, de július 26-áig nem sikerült teljesen bezárni a gyűrűt. Végül mintegy 180 000 szovjet katona esett német fogságba, de további 100 000-nek sikerült kitörnie a bekerítésből.
A harcokban eddig az időpontig 30 szovjet hadosztály semmisült meg, ami körülbelül 2 milliós emberveszteséget, 3500 harckocsi és 6000 repülőgép elvesztését jelentette. Ez a szám a szmolenszki csata után újabb háromszázezer fővel és háromezer tankkal nőtt. A szovjet vezetés válasza a tisztek körében történő tisztogatás volt. Kivégezték Dmitrij Pavlovot, majd július 22-én a nyugati front négy parancsnokát is agyonlőtték. A Kremlbe olyan sok kivégzésre engedélyt kérő hívás érkezett, hogy a vonalakat utóbb blokkolták és azt az utasítást adták, hogy saját hatáskörben gondoskodjanak az „árulók” kivégzéséről. Sztálin július 3-i beszédében úgy nyilatkozott, hogy „a gyávákat, dezertőröket és pánikkeltőket könyörtelenül megsemmisítjük.”
A hadművelet negyedik hetére világossá vált, hogy a németek jelentősen alábecsülték a várható szovjet ellenállást, illetve túlbecsülték a saját képességeiket. Az általuk becsült 5000 szovjet harckocsival szemben az ellenfél 20 000-rel rendelkezett, 10 000 repülőgép helyett 20 000-rel. A német csapatok elhasználták a kezdeti készleteiket és előrenyomulásukat jelentősen lassította, hogy ki kellett építeniük az utánpótlási vonalakat, illetve meg kellett várni az üzemanyag-, lőszer- és élelmiszer-utánpótlást. Augusztus derekán Hitler már úgy értékelte, hogy egy négy hetes kritikus időszakon vannak túl. Úgy fogalmazott, hogy talán jobb is, hogy nem volt pontos képük az ellenfél erejéről, mert annak tudatában talán halogatták volna, hogy „megoldják a Kelet és a bolsevizmus esedékessé vált kérdését”.
További gondot okozott, hogy Hitler módosítani akarta a hadművelet stratégiáját: a bekerítő hadműveletek részleges sikertelensége miatt elsősorban gazdasági téren akarta térdre kényszeríteni a szovjeteket, ezért elsődleges célnak Harkovot, a Donyec-medencét, a kaukázusi olajmezőket, illetve északon a fontos hadiipari központnak számító Leningrád elfoglalását sürgette.
Fedor von Bock és a Barbarossa hadműveletben részt vevő szinte összes német tábornok azonban folytatni akarta a Moszkva elfoglalására irányuló hadműveleteket. Érvelésük szerint az ellenség fővárosának elfoglalása nemcsak pszichológiai csapást jelentett volna, hanem a kezükre kerültek volna a Moszkva környéki fontos hadiipari üzemek, illetve megbéníthatták volna a Moszkva központú szovjet kommunikációs és szállítási hálózatot is. A felderítő jelentések emellett világossá tették, hogy jelentős szovjet alakulatok állnak készen a főváros körül Szemjon Tyimosenko marsall parancsnoksága alatt.
Hitler azonban mindezt figyelmen kívül hagyta és von Bock megkerülésével közvetlenül utasította Guderiant, hogy páncélosait küldje a déli és az északi offenzíva megsegítésére, időlegesen megállítva ezzel a Moszkva elleni támadást.

### III. szakasz – Kijev elfoglalása és Leningrád ostroma (1941. augusztus 5 – október 2.)

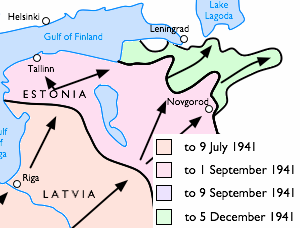
Német előrenyomulás északon Leningrád ostroma előtt

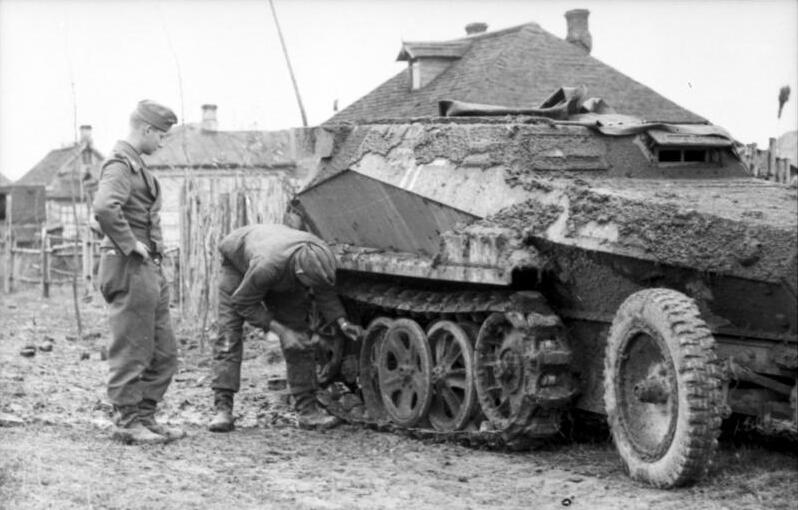
Német katonák egy sárba ragadt Sd.Kfz. 250 lánctalpát tisztítják

Július közepére a Dél Hadseregcsoport egységei pár kilométerre közelítették meg Kijevet. Az 1. páncélos hadsereg dél felé folytatta a támadást, a 17. német hadsereg pedig kelet felé, a kettő között három szovjet hadsereg esett csapdába Umany környékén. Miután a bekerített csapatok ellenállását felszámolták, a német harckocsikat észak felé fordították és átkeltek a Dnyeper folyón. Észak felől a Moszkva elleni támadástól eltérített 2. páncélos hadsereg kelt át a Gyeszna folyón, jobb szárnyán a 2. német hadsereggel. Az átkaroló hadművelet eredményeként négy teljes szovjet hadsereg és további egységek estek ismét fogságba.
A Leningrád elleni végső támadáshoz a 4. páncélos hadsereget szintén a középső frontszakaszról átirányított harckocsikkal erősítették meg. Augusztus 8-án a német harckocsik áttörték a szovjet védelmi vonalakat, északkeleten pedig a német 16. és 18. hadsereg, illetve az észt felkelők egységei támadtak. Augusztus végére a 4. páncélos hadsereg egységei 30 kilométerre megközelítették Leningrádot, míg északnyugat felől a finn hadsereg indított támadást a Ladoga-tó irányába.
Hitler ekkor kiadta a parancsot Leningrád elpusztítására, és szeptember 9-én az Észak Hadseregcsoport harckocsijai ismét támadásba lendültek. Tíz nap múlva 11 kilométerre közelítették meg a várost, de közben egyre nagyobb veszteségeket szenvedtek. Hitler ekkor elvesztette türelmét, és támadás helyett Leningrád kiéheztetésére adott parancsot.
Időközben a Közép Hadseregcsoport, amelyet megfosztottak a harckocsijaitól, védelmi állásokat vett fel, és számos szovjet ellentámadással kellett szembenéznie. Az augusztus 30. és szeptember 9. között indított Jelnyai offenzíva során a németek elszenvedték első taktikai vereségüket a Barbarossa hadművelet megindítása óta. Hitler ekkor felfigyelt a Közép Hadseregcsoport helyzetére, és utasítást adott a 3. és 4. páncélos hadseregeknek, hogy hagyjanak fel Leningrád ostromával, és folytassák a Moszkva ellen irányuló támadást.
Ez előtt azonban be kellett fejezni a Kijev környéki hadműveleteket. A Közép Hadseregcsoport jelentős része délnek fordult, a Kijevet védő szovjet erők hátába, míg a Dél Hadseregcsoport a Dnyeper folyón létesített hídfőállásból észak felé támadt. A német erők szeptember 16-án fejezték be Kijev körbezárását, és megkezdték a szovjet állások elleni harckocsi, tüzérségi és légitámadásokat. A bekerítésben rekedt 43 szovjet hadosztályt tíz nap alatt számolták fel, a kezdeti német jelentések 600 000 hadifogolyról számoltak be. A tényleges veszteség adatai nem egyértelműek a forrásokban. Akad olyan forrás, amely szerint 452 000 fő esett fogságba és a németek 3867 tüzérségi eszközt zsákmányoltak, más forrás szerint 665 000 hadifoglyot ejtettek. A harcok végére a szovjet 5., 37., 26. és 21. hadseregeket teljesen felszámolták.
|  |  |  |  |  |  |

#### Harcok a Krím félsziget birtoklásáért

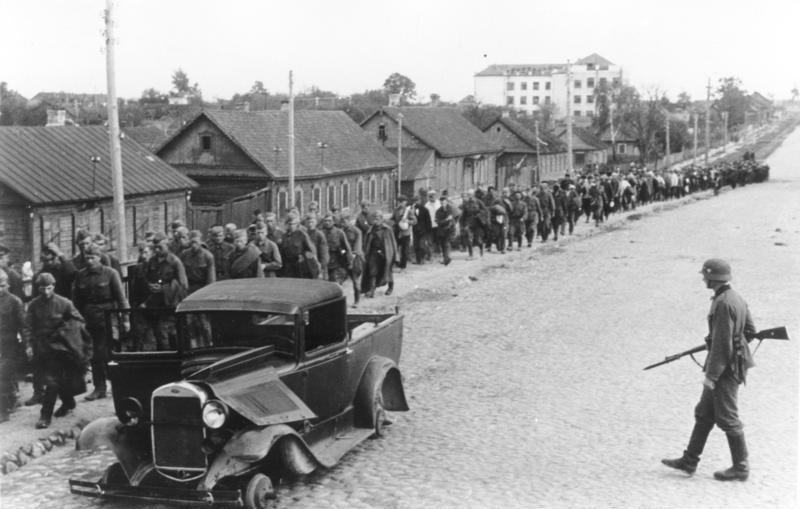
Minszk közelében fogságba esett szovjet hadifoglyok menetoszlopa

A Déli Hadseregcsoport 1941. szeptember 26-án indította meg támadását a Krím félsziget ellen. A támadásban a német 11. hadsereg és a román 3. és 4. hadsereg vett részt, velük szemben a szovjet 51. hadsereg és a Fekete-tengeri Flotta egységei álltak. A német-román erők súlyos veszteségeket szenvedtek, amikor megkísérelték áttörni a félszigetet a szárazfölddel Perekop térségében összekötő földnyelven létesített szovjet állásokat.
Amint ez végül sikerült, aránylag gyorsan elfoglalták a félsziget teljes területét, Szevasztopol és Kercs kivételével. Kercset az áttörés után elfoglalták a németek, majd a szovjetek egy partraszállási hadművelet során visszafoglalták és a németek csak 1942. május 8-án vonulhattak be. Szevasztopol ostroma 1941. október 30-án kezdődött és az igen heves tüzérségi és légitámadások ellenére 250 napig tartott. A németek csak 1942. július 4-én tudták elfoglalni a várost.

### IV. szakasz – Kísérlet Moszkva bevételére (1941. október 2 – december 5.)

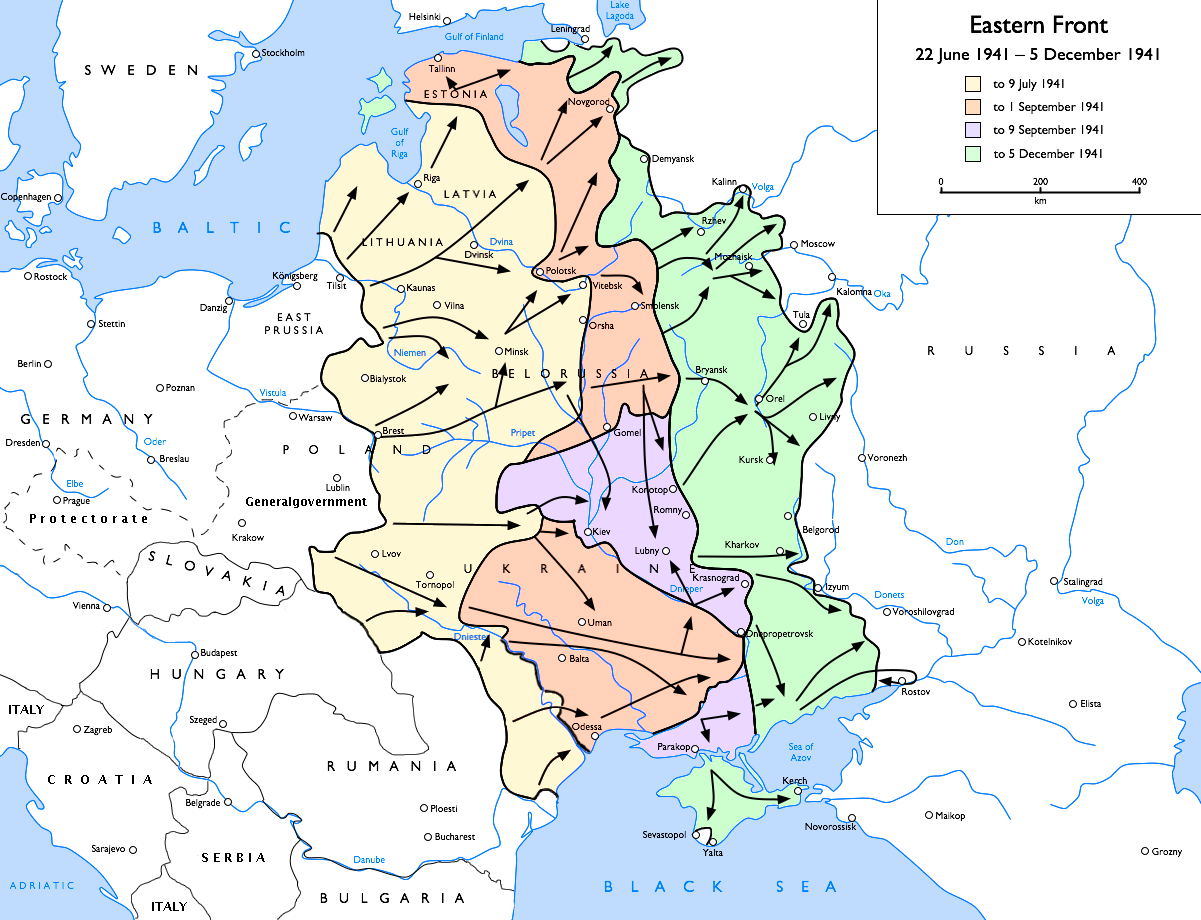
A keleti front a moszkvai csata idején:
Kezdeti német előrenyomulás – 1941. július 9-ig
További előrenyomulások – 1941. szeptember 1-ig
Kijev bekerítése és elfoglalása – 1941. szeptember 9-ig
Végső német támadás – 1941. december 5-ig

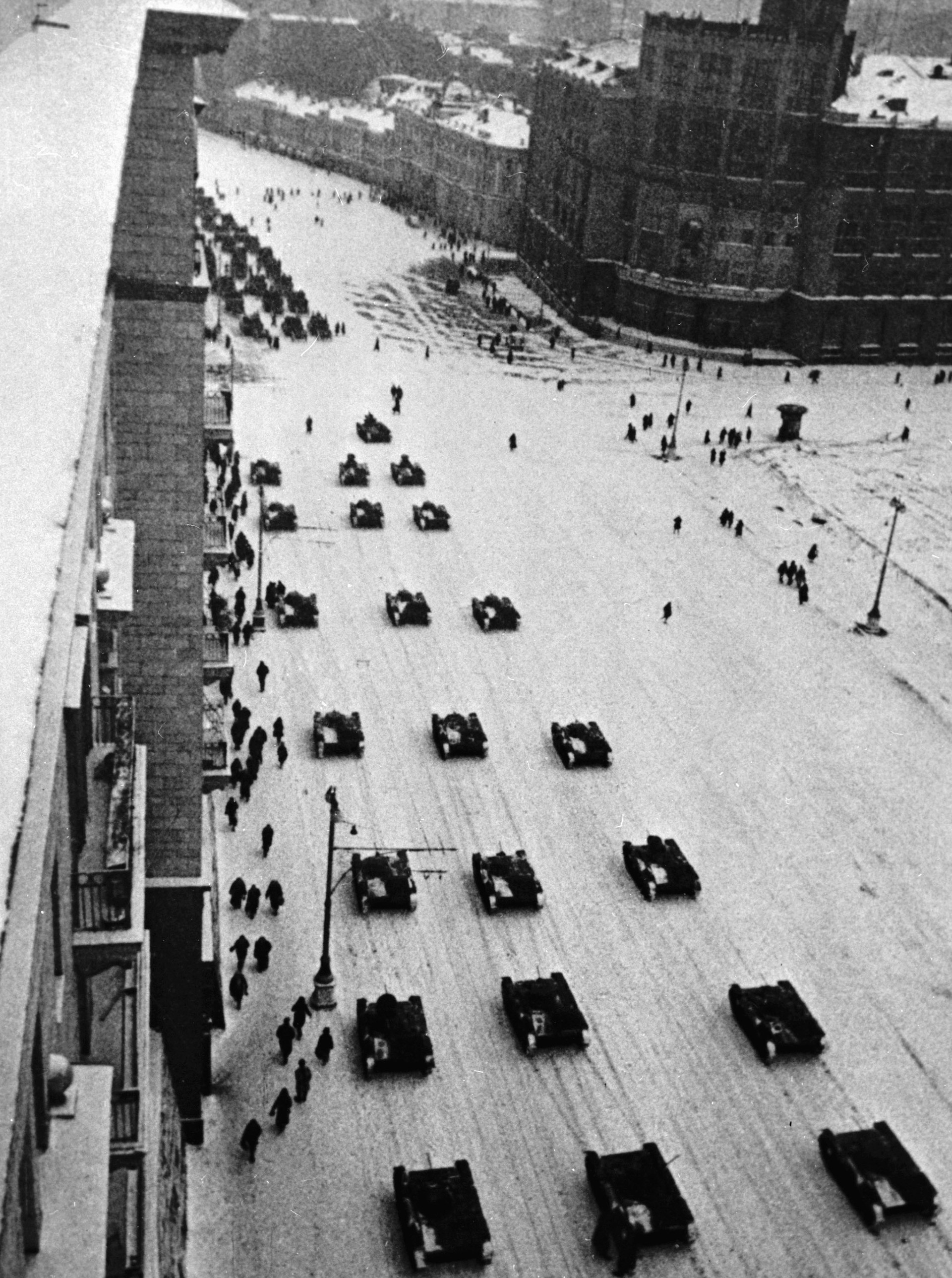
A november 7-i parádé után a frontra induló harckocsik a moszkvai Vörös téren, 1941. november 7.

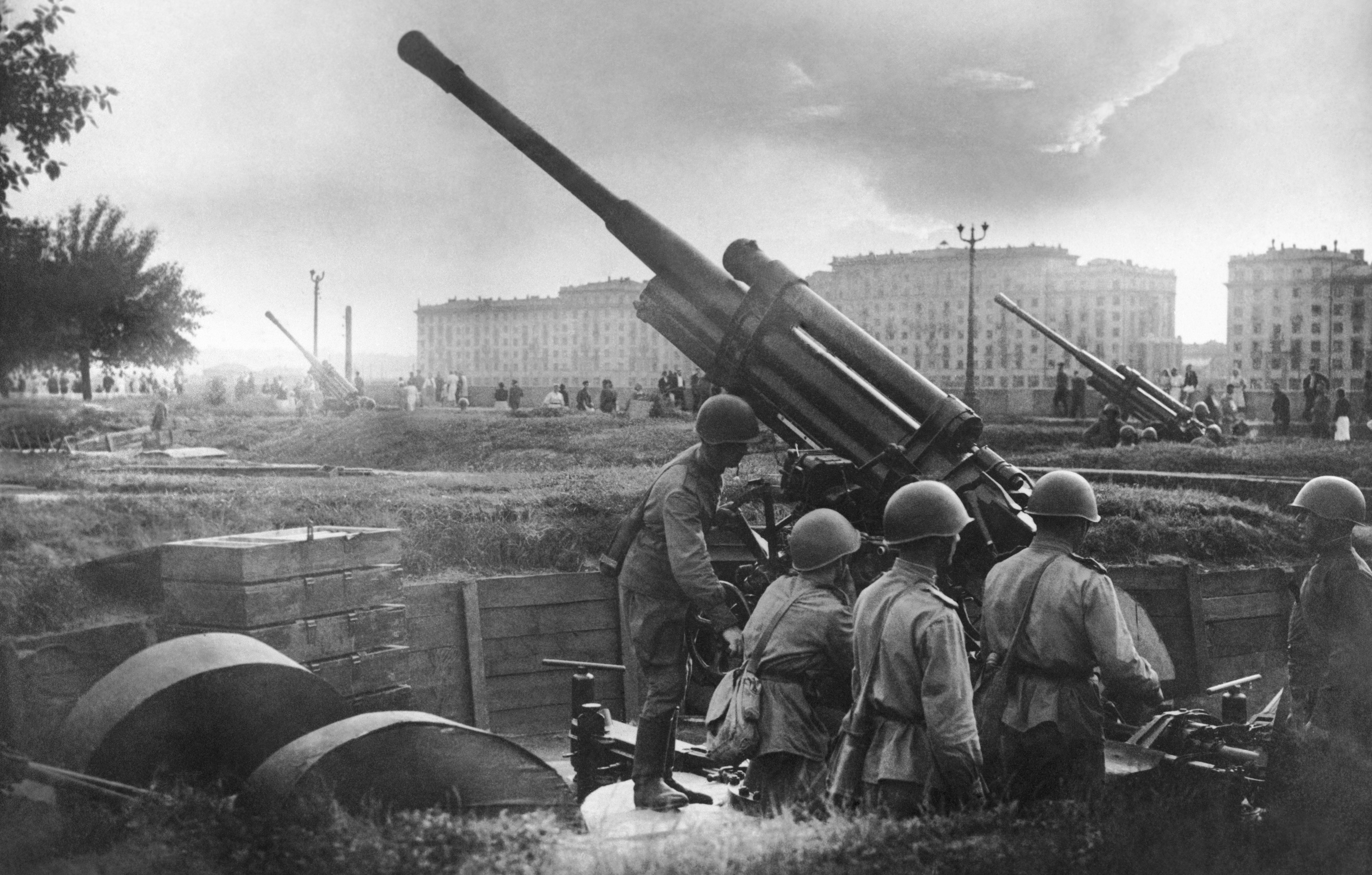
Szovjet légvédelmi lövegek Moszkvában, a Gorkij park környékén

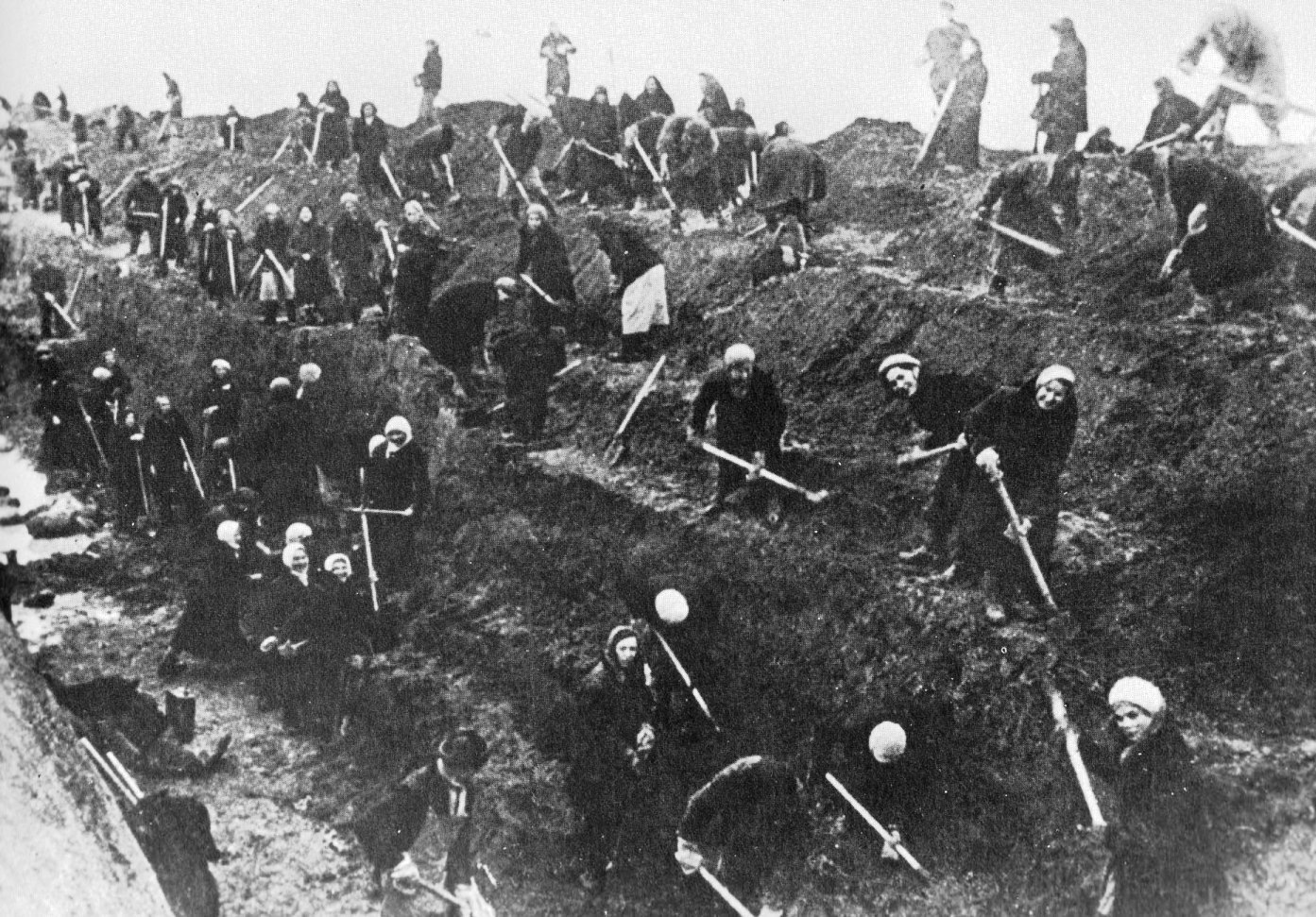
Moszkvai lakosok a főváros körül kiépített védelmi vonalak megerősítésén dolgoznak a moszkvai csata idején

A kijevi vereség után a Vörös Hadsereg elvesztette számbeli fölényét a németekkel szemben, elfogytak a közvetlenül bevethető, kiképzett tartalék hadosztályok. Moszkva védelmére Sztálin 83 hadosztályban 800 000 főt vont össze, azonban ebből csak 23 hadosztály volt harckész állapotban, amikor október 2-án megindult a német támadás Moszkva ellen – a „Tájfun” hadművelet.
A Közép Hadseregcsoporttal szemben a szovjetek mélyen tagolt védelmi rendszert építettek ki, az első vonalat Vjazma, a másodikat Mozsajszk körül. Ennek ellenére a szovjeteket meglepte a délről visszatérő 2. német páncéloshadsereg támadása, amely könnyedén elfoglalta Orjolt, a fő védelmi vonaltól 75 kilométerre található várost. Három nappal később a harckocsik Brjanszk felé folytatták a támadást, míg a 2. hadsereg nyugati irányból indított támadást, bekerítve a szovjet 3. és 13. hadseregeket. Északon a Leningrád alól visszatérő 3. és 4. német páncéloshadseregek indítottak támadást Vjazma ellen, amelynek eredményeként bekerítették a szovjet 19., 20., 24. és 32. szovjet hadseregeket. Az első moszkvai védelmi vonal elesett, a németek 673 000 hadifoglyot ejtettek pár nap alatt, míg Moszkva védelmére már csak mintegy 90 000 fő és 150 harckocsi maradt.
Október 13-án a 3. páncélos hadsereg 140 kilométerre közelítette meg a szovjet fővárost, ahol szükségállapotot hirdettek ki, és lényegében az egész polgári lakosságot kivezényelték a védelmi munkálatokra. Azonban az időjárás a „Tájfun” hadművelet kezdetétől egyre romlott, a jelentős csapadék és az egyre alacsonyabb hőmérséklet hatására a kövezetlen utak járhatatlan sártengerré változtak. A harckocsik előrenyomulása napi 2–3 kilométerre lassult, míg az utánpótlást szállító teherautók és lovas oszlopok helyzete még rosszabb volt. Október 31-én a német főparancsnokság kénytelen volt elrendelni a támadás szüneteltetését, amíg a németek újjászervezték soraikat és feltöltötték egységeiket.
A támadásban beállt szünetet és a lényegesen rövidebb utánpótlási vonalak adta előnyt a szovjet vezetés igyekezett kihasználni. Alig egy hónap alatt 11 új hadsereget hoztak létre a frissen kiképzett tartalékosokból és a Szibériából átvezényelt 30 hadosztályból. Utóbbit az tette lehetővé, hogy Richard Sorge, a kommunista hírszerző megnyugtatta Sztálint: keleten nem várható újabb japán támadás. A szibériai hadosztályok 1000 harckocsit és 1000 repülőt is hoztak. Ezzel szemben a németek kimerültek, tartalékaik elfogytak, és egyre messzebb kerültek saját utánpótlási bázisaiktól. Az egyre romló körülmények Napóleon 1812-es orosz hadjáratára, a Grande Armée pusztulására emlékeztette a németeket.
| „                                             | Mindenki felidézte, mi történt Napóleon seregével. A legtöbben újraolvasták Caulaincourt beszámolóját 1812-ről, ami igen komoly benyomást tett 1941 kritikus pillanataiban. Még ma is látom magam előtt von Kluge tábornokot, aki minden reggel átküzdötte magát a sáron, szálláshelyétől vezérkari irodájáig, és ott állt a térkép előtt, Caulaincourt könyvével a kezében. | ” |
| – Günther Blumentritt tábornok emlékirataiból | |   |

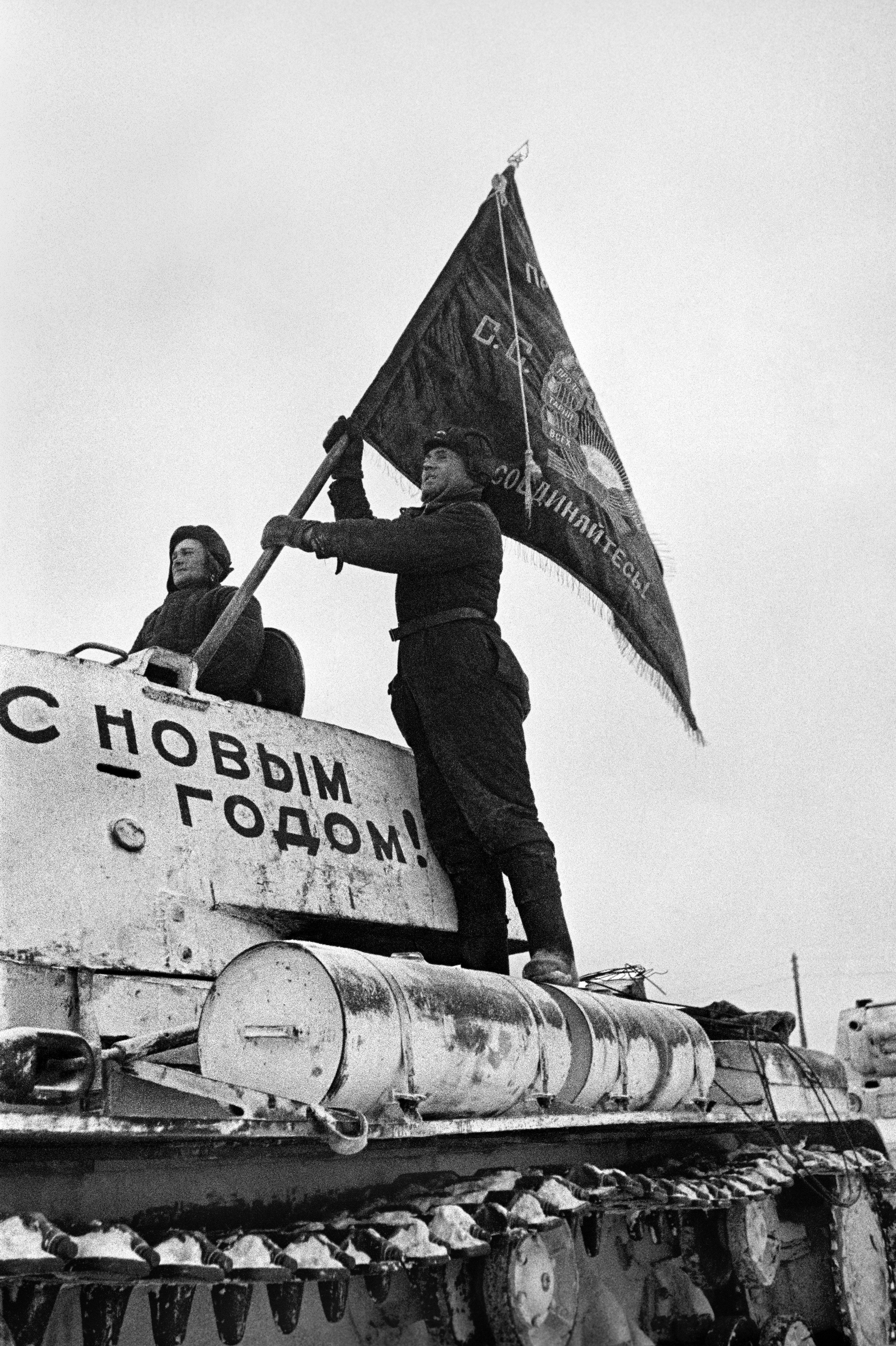
A frontra induló szovjet harckocsizók 1941. december 31-én

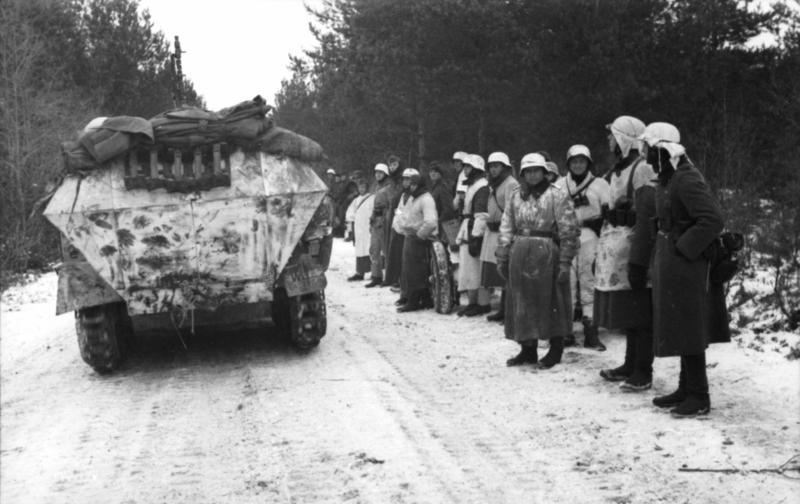
Német katonák egy elhaladó páncélozott harcjármű (Sd.Kfz. 251) mellett 1941 októberében. Bár a katonák mind télikabátot viselnek, közülük csak néhánynak van téli, fehér álcaruhája.

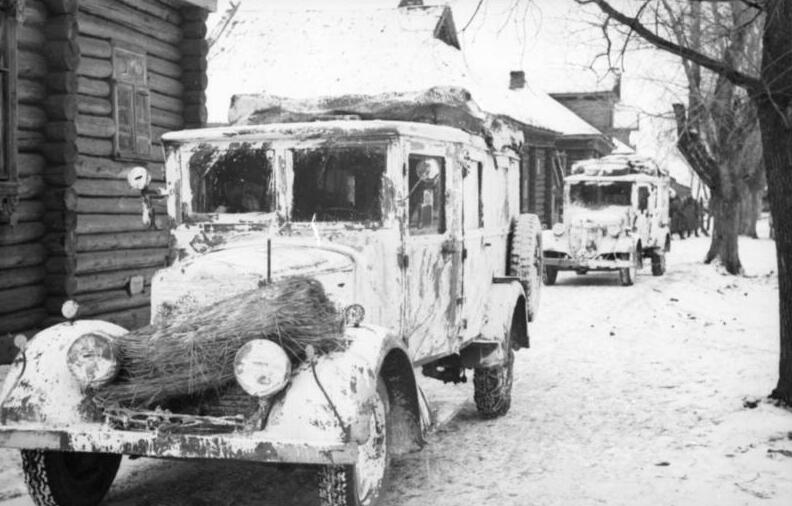
Hevenyészett téli álcafestéssel ellátott gépkocsik menetoszlopa, 1941 októbere

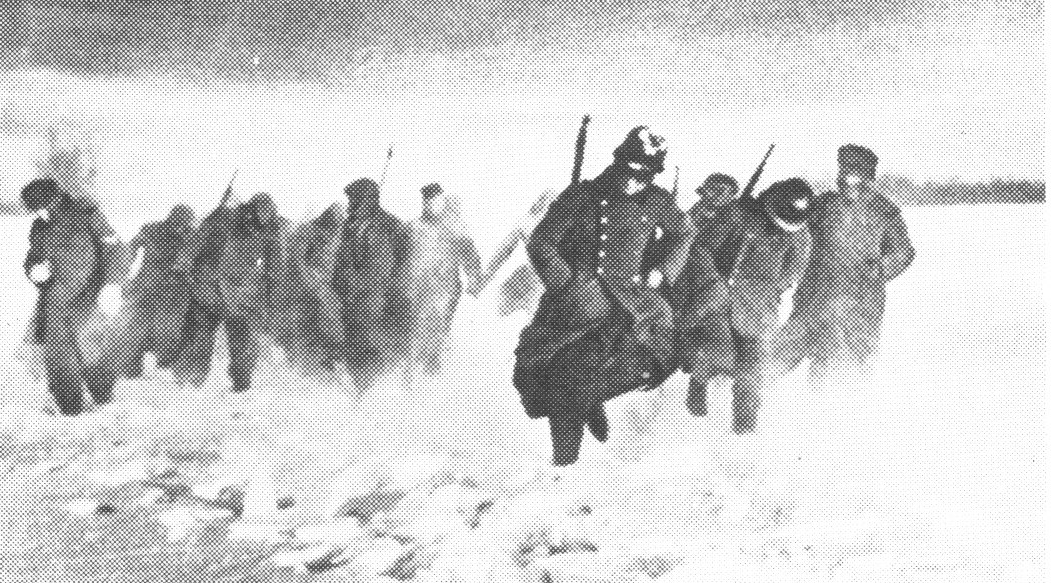
Moszkva alól visszavonuló német katonák

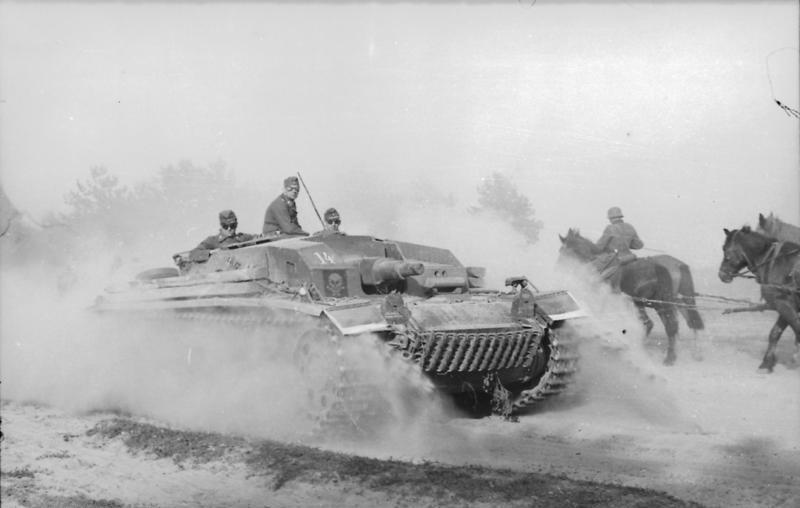
Német páncélos menetben az orosz vidékre jellemző, poros földúton

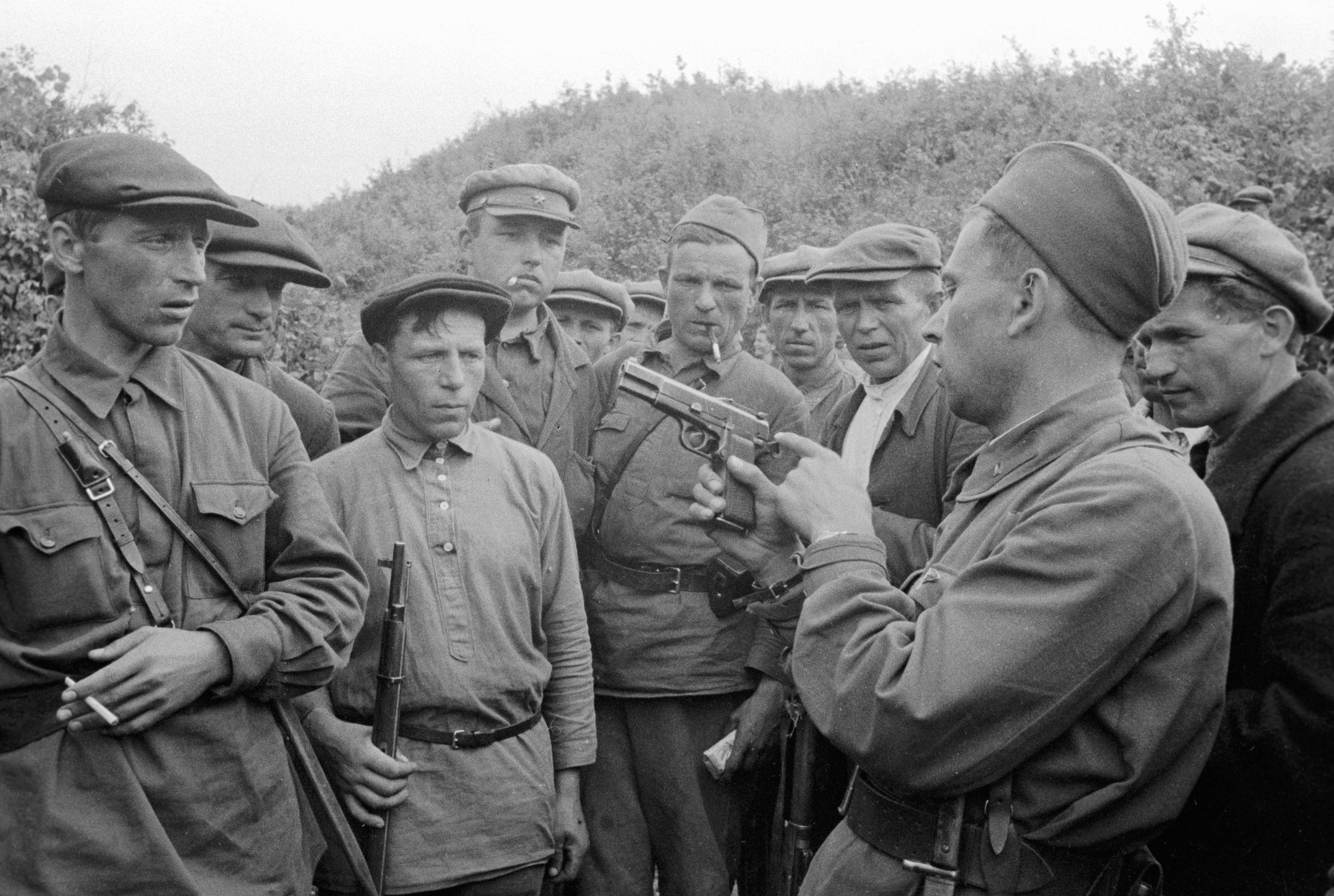
Partizánparancsnok a fegyverek kezelésére oktatja katonáit. A Vörös Hadsereg szétvert egységeinek számos katonája vett részt később a partizánháborúban

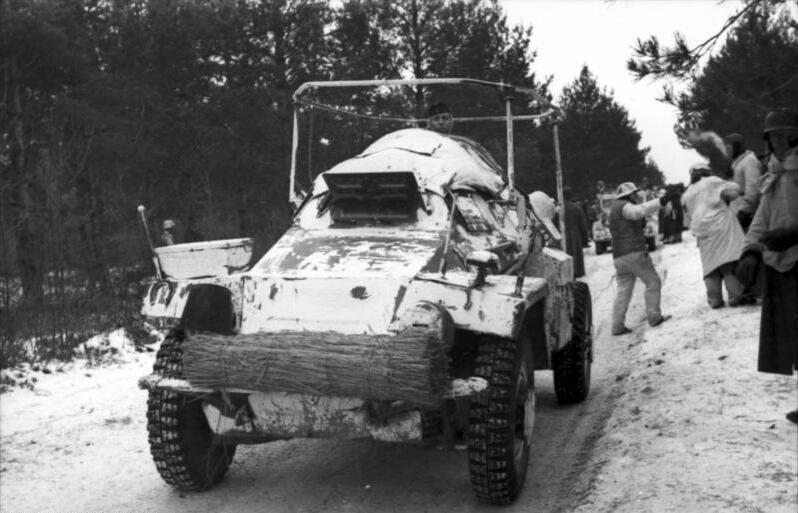
Páncélozott felderítő harcjármű (Sd.Kfz. 261) 1941 októberében, az első hóesések után

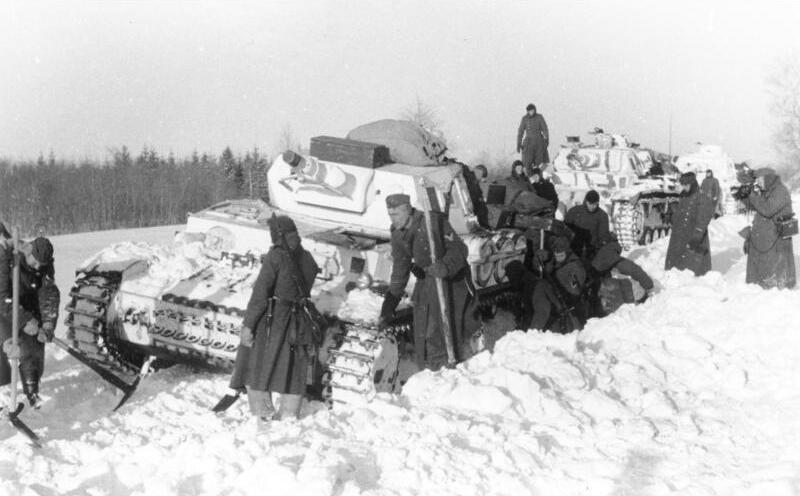
Német Panzer IV harckocsit ásnak ki a hóból, 1941 december

November 15-én, a korai fagyok miatt megkeményedő talajon a Wehrmacht ismét támadásba lendült. A terv szerint a 3. és 4. páncéloshadseregek északkelet felől, a 2. páncéloshadsereg Tula elfoglalása után dél felől támadta volna Moszkvát, míg a 4. hadsereg frontális támadásra indult volna. Két hét elkeseredett harc után az üzemanyag- és lőszerhiányban szenvedő német csapatok kínkeservesen megközelítették Moszkvát. Délen azonban a 49. és 50. szovjet hadsereg, szibériai egységekkel megerősítve, november 22-én ellentámadást indított a 2. páncéloshadsereg ellen, és vereséget mért rá. Északon a 4. páncéloshadsereg nagyobb sikerrel járt, visszavonulásra kényszerítette a szovjet 16. hadsereget, és átkelt a moszkvai csatornán.
December 2-án a 258. német lövészhadosztály előőrsei 25 kilométerre közelítették meg Moszkvát, és állásaikból látták a Kreml tornyait. Azonban hamarosan megkezdődtek a téli viharok, és kiderült, hogy a Wehrmacht nincs felkészülve a téli hadviselésre. Három hét alatt 155 000 főt veszítettek a németek halottakban és sebesültekben. A legtöbben betegségek vagy a hideg miatt veszítették életüket. Némelyik lövészhadosztály elveszítette személyi állományának 50%-át. A fagyok problémát okoztak a tüzérségi eszközöknek és a gyalogsági fegyvereknek, illetve a viharokban nem tudtak felszállni a Luftwaffe repülői sem.
December 5-én a Moszkva körül összevont szovjet alakulatok mintegy 500 000 fővel ellentámadást indítottak, amely körülbelül 300 kilométerre vetette vissza a kimerült, éhező és fázó németeket, és ezzel lényegében véget ért a Barbarossa hadművelet.

#### Szevasztopol ostroma
A Krím félszigeti hadművelet célpontja, Szevasztopol ellen 1941. október 30-án indítottak frontális támadást a német-román csapatok. A támadókat azonban visszavetette az Odesszából kimenekített csapatok részvételével indított szovjet ellentámadás. A németek ekkor megkezdték a város körüli ostromgyűrű kiépítését. A november 11-én és 30-án indított további támadások szintén sikertelenek voltak, ezért a német erőket számos tüzérségi üteggel erősítették meg, amelyek intenzíven bombázták a várost. Itt vetették be a Schwerer Gustav becenevű vasúti löveget is. Ennek ellenére a december 17-ei német támadás ismét sikertelen volt. December 25-én Kercs mellett partra szálltak a szovjet csapatok, és visszafoglalták a várost, ami miatt jelentős német erőket kellett ide átcsoportosítani. A szovjet partraszálló erőket csak egy április 9-én indított német támadás törte meg, és Kercset csak május 8-án sikerült visszafoglalni, az utolsó szovjet katonák május 18-án adták meg magukat. A felszabadult német csapatok visszatértek Szevasztopol alá, és a június 29-én indított támadásuk végre áttörte a szovjet vonalakat. A város csak július 4-én adta meg magát, kitartásáért később a „Hős város” címet kapta.

### A Barbarossa hadművelet vége
December 1-jére a német csapatok látótávolságába került Moszkva. Azonban pár nappal később a szovjet csapatok ellentámadása, az ellátási helyzet és a kimerültség miatt a németeknek nem maradt más választásuk, mint a visszavonulás. Moszkvától 300 kilométerre sikerült stabilizálni a frontot, ami azt jelentette, hogy a németeknek a kietlen orosz pusztaságban kellett átvészelniük a telet.
A Barbarossa hadművelet során a Wehrmacht és szövetségesei elfoglalták a balti térséget, Belorussziát, Ukrajnát és a mai Oroszország jelentős területét, összesen 1 300 000 négyzetkilométert tartottak fennhatóságuk alatt, és a korábbi német-szovjet határtól 1700 kilométerre nyomultak előre. A keleti front teljes hossza ekkor kb. 3100 kilométer volt. Az elfoglalt területeken 75 millió fő lakott a háború előtt, itt volt a Szovjetunió ipari kapacitásának jó része, és jelentős mezőgazdasági területekkel is rendelkezett. A Barbarossa hadművelet befejezése után indított német támadások során további 650 000 négyzetkilométer került német fennhatóság alá.
Az elfoglalt területeken azonban, elsősorban a távolságok miatt, nem sikerült mindenhol megteremteni a német ellenőrzést. A bekerítésből megszökött szovjet katonák és a lakosság hamarosan partizánháborút kezdtek a megszállók ellen, ami jelentősen zavarta a német utánpótlási vonalakat. A partizánakciók megtorlásának egyre több polgári lakos esett áldozatul, a Wehrmacht és a frontok mögött tevékenykedő katonai igazgatási szervek egyre brutálisabban léptek fel az irreguláris fegyvereseket támogató lakossággal szemben.
A Barbarossa hadművelet célkitűzéseit nem sikerült megvalósítani: a Wehrmacht nem tudta elfoglalni sem Moszkvát, sem Leningrádot. Utóbbi egészen 1944-ig ostrom alatt volt, lakosainak és védőinek elképzelhetetlen nehézségekkel kellett szembenézni az ostromlott városban. Délen ugyan elfoglalták Ukrajnát és a Donyec-medencét, de nem sikerült elérni a kaukázusi olajmezőket, és az 1942–43 telén vívott sztálingrádi csata után erre már nem is volt esély.
A stratégiai kudarcok ellenére a Wehrmacht óriási veszteségeket okozott a Vörös Hadseregnek: közel 900 000 szovjet katona vesztette életét, 3,3 millió esett fogságba és 3 millió sebesült meg. A németek megsemmisítettek több mint 21 000 szovjet repülőgépet és 20 500 harckocsit (leginkább az elavult modellekből). 1945-ig a szovjet veszteségek a keleti fronton meghaladták a 7 millió halottat, becslések szerint 20 millió polgári lakos esett áldozatul a háborúnak, az éhségnek és a fagynak.

## A Barbarossa hadművelet kudarcának okai
1941 nyarán a Wehrmacht volt a világ legjobban felszerelt és kiképzett, legütőképesebb hadserege. A német katonákat jól felkészítették a modern, motorizált hadviselésre jellemző villámháborús taktikára. A német haderő kommunikációs eszközei révén meg tudta teremteni az együttműködést a különféle egységek és fegyvernemek (gyalogság, harckocsizók, repülők) között. A nyugati fronton aratott könnyű győzelmek révén a német hadsereg és hadvezetés önbizalma töretlen volt.
Ezzel szemben a szovjet Vörös Hadseregnek tapasztalatlan volt a vezetése, elavult a doktrínája és a felszerelése, a katonák hiányos kiképzést kaptak, és fogalmuk sem volt, hogy vezetőik mit várnak el tőlük. A sztálini doktrína miatt, amely csak a támadó hadviselést engedélyezte a Vörös Hadseregnek, a katonák egyszerűen nem voltak felkészülve a védelmi jellegű hadműveletekre. A szovjet haderő nagy részét a német-szovjet határ mentén, a volt lengyel területeken összpontosították, nem voltak mélységben kiépített védelmi állásaik. A hadművelet megindulása után számos esetben Sztálin, Zsukov vagy Tyimosenko ellentámadásra utasította az egységeket, amelynek azok engedelmeskedtek és így a németek még könnyebben be tudták keríteni őket. Miután Sztálin megtiltotta a visszavonulást, a megmerevedett szovjet vonalakon könnyedén hatoltak át a Werhmacht harckocsijai. A szovjet harckocsik és teherautók a karbantartás hiánya miatt sorozatos műszaki problémákkal küzdöttek. A szovjet légierő egy részét a földön semmisítették meg, egy részét pedig a Luftwaffe korszerűbb repülőgépei lőtték le.
A fentiek ellenére a német vezetés számos hibát vétett a hadjárat tervezése során, amelyek végül a Barbarossa hadművelet kudarcát okozták.

### A szovjet képességek alábecsülése
A Wehrmact tervezői jelentősen alábecsülték a Vörös Hadsereg mozgósítási potenciálját, azaz nem becsülték fel pontosan a kiképzett és gyorsan bevethető egységek számát (a frontvonalbeli alakulatok számát aránylag jól meghatározták a Luftwaffe felderítési adatai alapján). A Vörös Hadsereg óriási veszteségeket szenvedett halottakban és hadifoglyokban, de ezeket a becsültnél jóval gyorsabban tudta pótolni. Teljes hadseregek estek hadifogságba vagy semmisültek meg, de a Vörös Hadsereg nem szűnt meg létezni, és havonta mintegy 500 000 mozgósított katonát tudott a frontra küldeni. Ezek a tartalékos vagy mozgósított katonák elavult felszereléssel, igen rövid kiképzés után szálltak harcba a németekkel, de puszta jelenlétük azt jelentette, hogy a németeknek újabb és újabb egységekkel kellett felvenni a harcot.
A német hadvezetés emellett alábecsülte a szovjet kormány hatalmát és befolyását. A németek tévesen azt hitték, hogy a szovjet vezetés bürokratikus, hatástalan, olyan mint egy korhadó szerkezet, amely egy erősebb ütéstől összedől. Azonban az első hetek bénultsága után a szovjet vezetés nagyfokú találékonyságról és alkalmazkodókészségről tett tanúbizonyságot: új hadseregeket szerveztek az elveszettek helyébe, kitelepítették a létfontosságú ipari üzemeket és munkásaikat az Urál mögé, és a Nagy Honvédő Háború zászlója alatt a háború érdekében mozgósították a teljes polgári lakosságot.
Richard Sorge emellett biztosította a felső vezetést, hogy nem várható újabb japán támadás a Távol-Keleten, ami lehetővé tette a szibériai és a távol-keleti katonai körzetekből jól kiképzett és felszerelt, téli hadviselésben jártas csapatok átcsoportosítását éppen akkor, amikor a legnagyobb szükség volt erre – a moszkvai csata idején.
A németek arra is számítottak, hogy az elfoglalt területeken felkelés tör majd ki a bolsevikok ellen – erre néhány helyen, elsősorban a balti köztársaságokban sor is került, de még Ukrajna egyes részein is felszabadítóként üdvözölték őket. A kommunisták embertelen kegyetlenkedései miatt, amellyel a háború alatt sem hagytak fel, több százezer szovjet állampolgár állt a Wehrmacht oldalára, sokan mindvégig kitartottak a németek mellett. Mindezek ellen a lakosság egy része és a megsemmisített katonai egységek megmaradt tagjai már 1941 júliusától partizánakciókba kezdtek a német csapatok hátországában, tovább súlyosbítva az amúgy is kritikus utánpótlási helyzetet. 1941. június 29-én adta ki az SZKP Központi Bizottsága a felhívást a „partizánosztagok és diverzáns csoportok” felállítására. Ennek ellenére 1941-re, a Barbarossa idején még nem igaz a szovjet propagandában bemutatott „általános népháború” mítosza. Heinz Guderian visszaemlékezései szerint 1941-ben a harcoló csapatoknak „kevéssé vagy egyáltalán nem kellett szenvedni” a partizánoktól és a „bandaháború” csak a sikeres téli ellenoffenzíva után indult meg nagyobb léptékben. A mögöttes területeken bevezetett katonai közigazgatás kíméletlen viselkedése, a polgári lakosság meghurcolása, a zsidók deportálása hamarosan mély gyűlöletet ébresztett még a korábban németekkel szimpatizáló lakosságban is a megszállókkal szemben, amely a fegyveres ellenállás további kiszélesedéséhez vezetett, de nem ez volt az oka a partizánháborúnak.

### Ellentmondásos célkitűzések
A Barbarossa hadművelet célja a Szovjetunió lerohanása és a Vörös Hadsereg megtörése volt. Azonban Hitler és tábornokai nem tudtak megegyezni a végrehajtás módjában. Hitler, aki katonai zseninek tartotta magát, ragaszkodott ahhoz, hogy Moszkvát és Leningrádot (az ellenség fővárosát és a bolsevizmus szülővárosát) el kell foglalni. A gazdasági problémák miatt azonban szükség volt délen az ukrán mezőgazdasági területek, valamint a Donyec-medence bányáinak, ipari üzemeinek és a kaukázusi olajmezők elfoglalására. A Wehrmacht erői azonban nem voltak elégségesek mindhárom célkitűzés elérésére és a hadjárat kritikus pontjain kellett a Közép Hadseregcsoportnak átadnia erőit az északi vagy a déli hadműveleti irány megsegítésére és szüneteltetni a Moszkva elleni támadást. A hadtörténészek véleménye megoszlik abban a tekintetben, hogy Moszkva elfoglalása vajon megtörte volna-e a szovjet ellenállást.

### Késői kezdés
A Barbarossa hadművelet kezdetét 1941. május 15-ére tűzték ki. A sokáig elhúzódó tavaszi esők és a balkáni hadjárat miatt (amelyben a Harmadik Birodalom gyakorlatilag Benito Mussolini megsegítése érdekében vett részt) a németek csak június 22-én tudták megindítani a Szovjetunió elleni támadást.
Ennek egyik oka volt, hogy Tito, a Jugoszláv Kommunista Párt vezetője, William Joseph Donovantól, Roosevelt titkos megbízottjától kerülő úton egyértelmű üzenetet kapott: „Ha Pál régensherceg behódol a náciknak, eljött a felkelés ideje.” Március 22-én a németek ultimátumot intéztek a jugoszláv kormányhoz. Miközben Pál herceg és tanácsadói a megadást fontolgatták, magas rangú tisztek palotaforradalmat kíséreltek meg 1941. március 27-én, amely megdöntötte a régensherceg uralmát. 1941. április 6-án német bombázók támadták a nyílt várossá nyilvánított Belgrádot. A négynapos Büntetés hadművelet után a romok alól 24 000 ember holttestét ásták ki, és óriási volt az eltűntek száma. A jugoszláv csapatokat körbezárták, (míg a németek azt jelentették, hogy a jugoszláv hadsereg letette a fegyvert), és április 17-én Belgrádban aláírták a tizenegy napos ellenállásnak véget vető fegyverszünetet. A németek számára váratlan jugoszláviai ellenállás nagy erőket kötött le, a Barbarossa hadműveletet pedig Wilhelm Keitel szerint négy, a valóságban hat héttel kellett elhalasztani, és Hitlert négy évi háborúra kényszerítette a partizánok ellen, ami a későbbiekben végzetesnek bizonyult.
Az utánpótlási nehézségek és a hadvezetés dilemmái további késedelmet okoztak, novemberben a Wehrmacht egy hónapig vesztegelt, mielőtt megindíthatta volna a végső támadást Moszkva ellen. A hadjárat késői kezdése és a további késedelmek miatt viszont a németek kifutottak az időből, elfogytak a kezdeti készletek, beálltak az őszi esők, majd a tél, ami komoly nehézségeket okozott. Mivel a német hadvezetés biztosra vette, hogy pár hét alatt befejeződik a hadjárat, a Wehrmacht egységeit nem készítették fel a téli hadviselésre, nem volt megfelelő ruházatuk és felszerelésük, a haditechnikai eszközök is komoly technikai problémákkal küszködtek. 1941 októbere után a német veszteségek jelentős részét a kedvezőtlen időjárási viszonyok okozták.

### Utánpótlási katasztrófa
November elejéig a német csapatok közel 1700 kilométerre hatoltak be a Szovjetunió területére, elfoglalva 1 300 000 négyzetkilométernyi területet, amelyen 75 millió fő élt. A visszavonuló szovjet csapatok azonban igen gyakran alkalmazták a felperzselt föld taktikáját, minden felhasználható készletet felégettek, nemritkán a házakkal együtt. A németek nem tudták veszteségeiket a zsákmányolt javakból pótolni, és egyre inkább rászorultak a saját utánpótlási vonalaikra.
Azonban éppen a német előrenyomulás nagy üteme miatt az utánpótlási vonalak túlterhelődtek. Már a kezdet kezdetén sem volt elég üzemanyag, hogy a Wehrmacht minden célkitűzését teljesítse. A kezdeti lendület után a német harckocsik egyre többet voltak kénytelenek vesztegelni az üzemanyaghiány miatt. Az utánpótlási nehézségekre már a Barbarossa hadművelet tervezési szakaszában felhívták a figyelmet, de a német vezetés szántszándékkal figyelmen kívül hagyta ezt; a hadműveletet öt hét alatt kivitelezhetőnek tartották, és ennyi idő alatt nem számoltak jelentős mennyiségű utánpótlás kiszállításával.
A logisztikai tervezők emellett nem számoltak az orosz úthálózat állapotával. A kelet-lengyelországi térség viszonyait aránylag jól ismerték, itt lényegesen jobb viszonyok uralkodtak, mint a Szovjetunió területén. A szovjet térképeken jól kiépítettnek ábrázolt utak gyakran poros földútnak bizonyultak, vagy még csak a tervezés szakaszában voltak. A kedvezőtlen időjárási viszonyok beállásával a közúti szállítás szinte lehetetlenné vált, de a vasúti szállítás is nehézségekbe ütközött: a szovjet vasutak nyomtávja eltért a német vasúttól, ezért a határon minden árut át kellett rakodni, ami a késedelem mellett megnövelte az utánpótlás munkaerőigényét is.

### Időjárási nehézségek

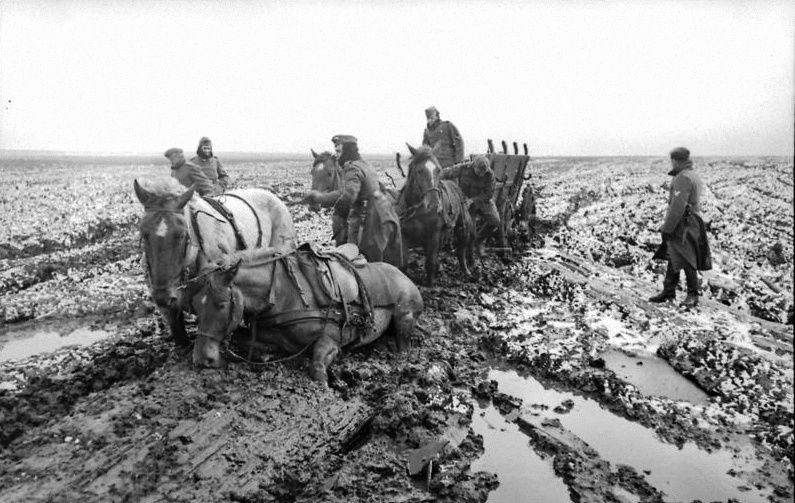
Sárba ragadt lovak a keleti fronton

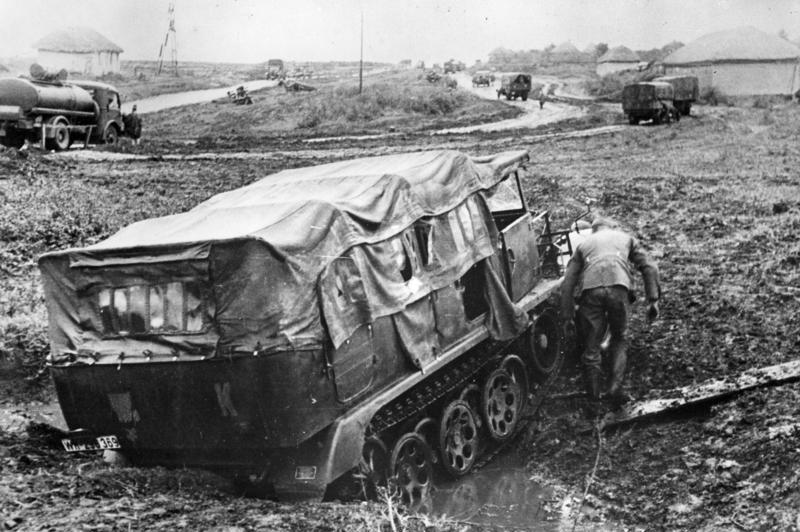
Sárba ragadt féllánctalpas szállítójármű (Sd.Kfz. 11)

A hadjárat késői megindítása miatt a Wehrmachtnak előbb az esős őszi időjárással, majd a téli hideggel kellett szembenéznie, és kiderült, hogy egyikre sem volt felkészülve. Az októberi esőzések feláztatták a talajt, és járhatatlan sártengerré változtatták az orosz utakat. Sem a nehéz harckocsik, sem a teherautók, sem a lovaskocsik nem tudtak közlekedni, az egyetlen lehetőséget a szállításra a vasútvonalak jelentették, amelyek egyre jobban ki voltak téve a partizánok támadásainak. 1941. november 27-én, a Moszkva elleni utolsó támadás előestéjén Eduard Wagner tábornok, a német hadsereg főszállásmestere jelentette: „Erőink végére érkeztünk személyi és anyagi vonatkozásban. És szembe kell néznünk a kemény tél veszélyeivel is.”
A német hadsereg nem volt felkészülve az időjárás jelentette nehézségekre. Az orosz utakra jellemző, nyáron laza homok tavasszal és ősszel mély sárrá változott, és csak a téli fagyok beálltával volt ismét járható. A német harckocsik és lánctalpas járművek lánctalpa keskeny volt, beleragadtak a sárba. Az utánpótlás szállítására használt, több mint 600 000 ló sem bírt közlekedni, és nem viselte jól az orosz tél viszontagságait.
A német katonák sem voltak felkészítve, a hadjárat kezdetén nem kaptak téli ruházatot. A hideg idő beálltával a szükséges ruházatot még nem tudták eljuttatni a frontvonalbeli csapatokhoz, mivel az utánpótlás kiszállítása komoly nehézségekbe ütközött, és mindenütt elsőbbséget kaptak az üzemanyagot és lőszert szállító szerelvények. A hideg idő beálltával a hőmérséklet nemritkán –40 °C alá süllyedt, a hideg és a betegségek végül több áldozatot szedtek, mint a harcok. A szovjet katonák, elsősorban a szibériai egységek, viszont vattakabáttal (pufajka), szőrmesapkával (usánka) és nemezcsizmával (válenki) voltak felszerelve, és amúgy is jobban alkalmazkodtak az időjáráshoz.
Számos esetben a német haditechnika csődöt mondott a kemény fagyokban: a kenő- és hidraulikai olajok megfagytak, a motorokat nem lehetett reggel beindítani, a tüzérségi eszközök csődöt mondtak. A lövegek újratöltése előtt késsel kellett levágni a gránátokról a tároláshoz rájuk kent, keményre fagyott zsírt.

## Galéria

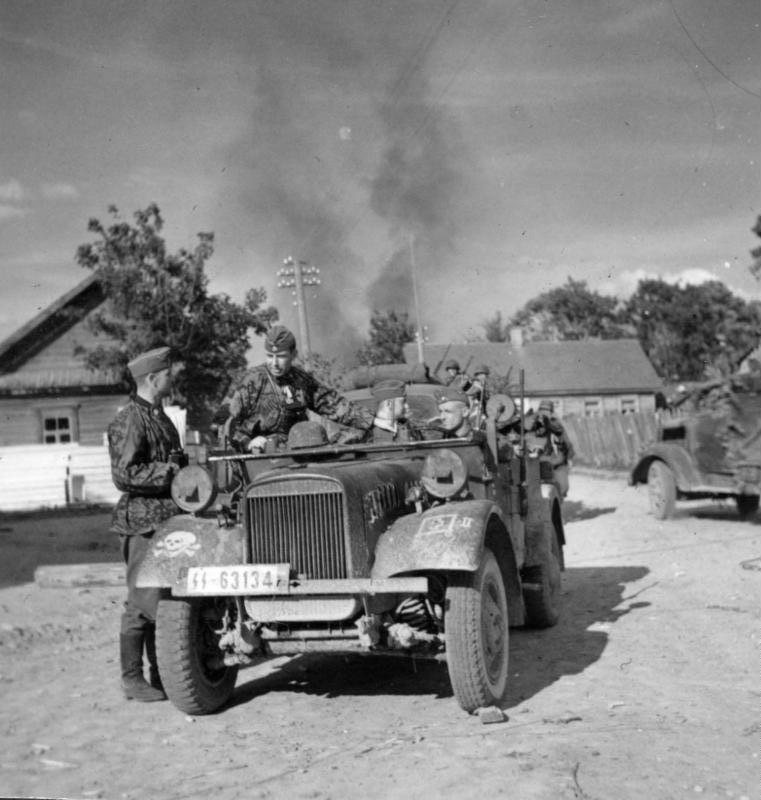
Az SS „Totenkopf” hadosztály katonái menet közben pihenőt tartanak egy égő faluban, 1941. nyara
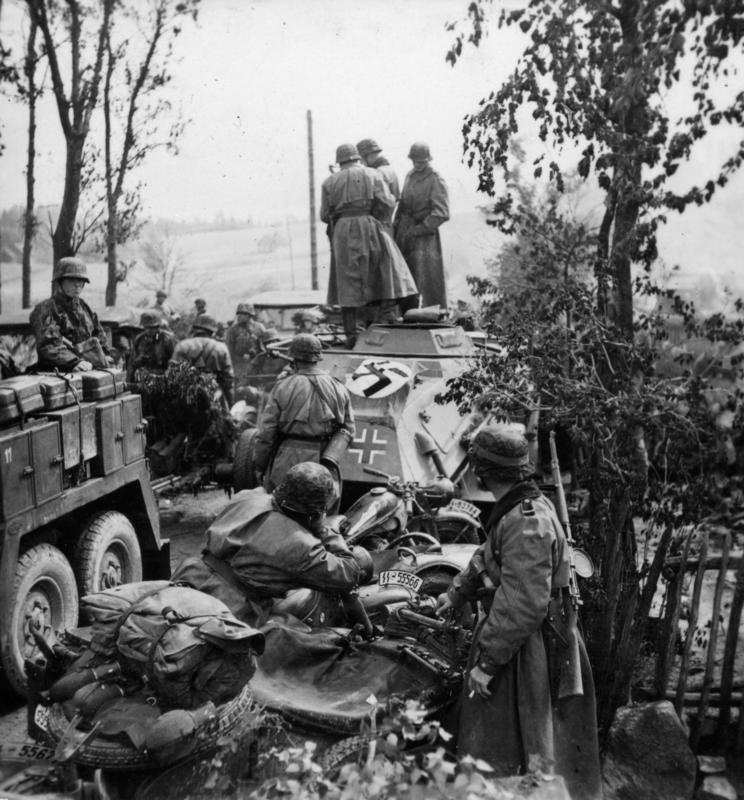
Az SS „Totenkopf” hadosztály egyik gépesített alakulata pihenőt tart menet közben, 1941. szeptember 23.
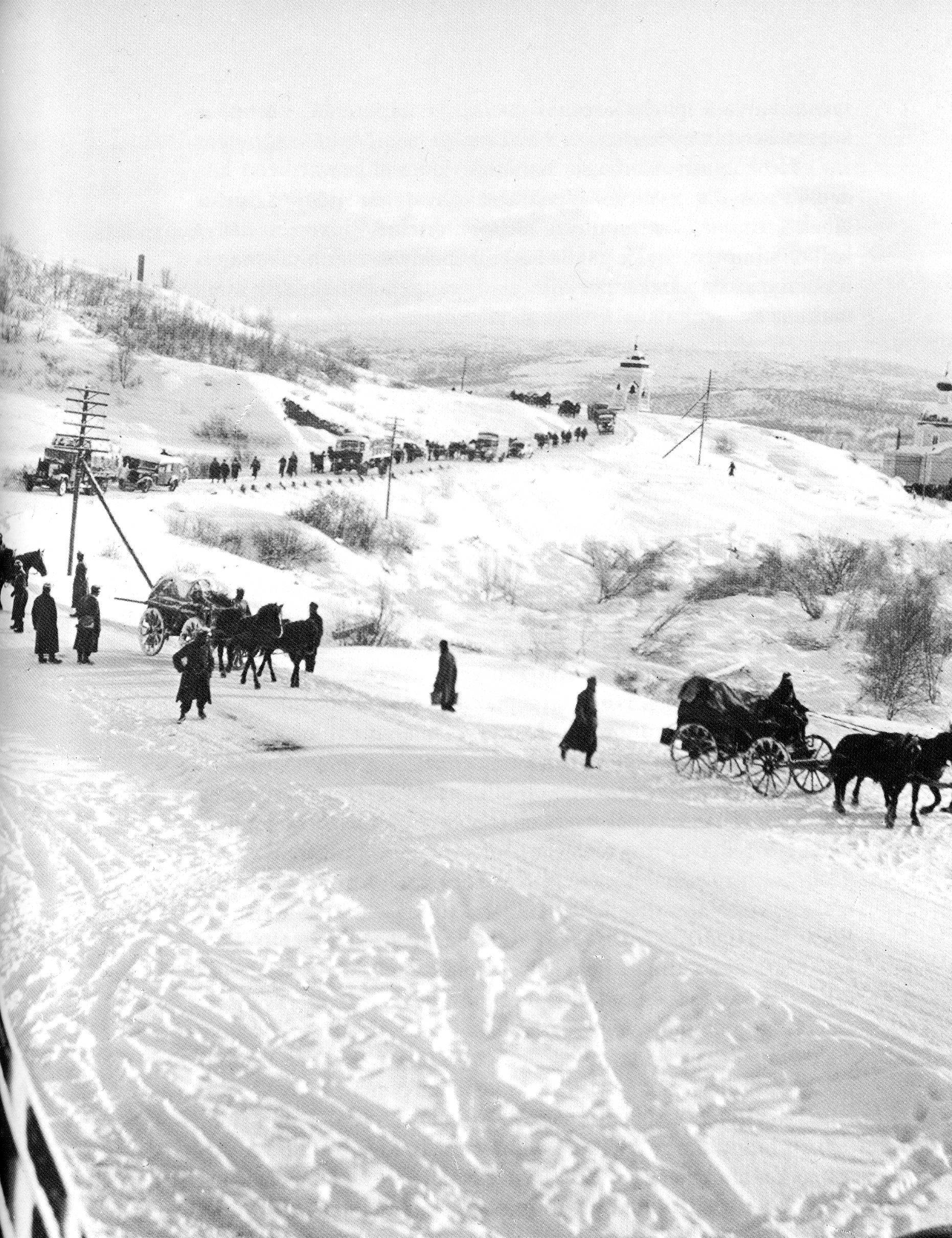
Német katonák menetelnek a front felé a finn Alaluostari falu közelében, 1941 októbere
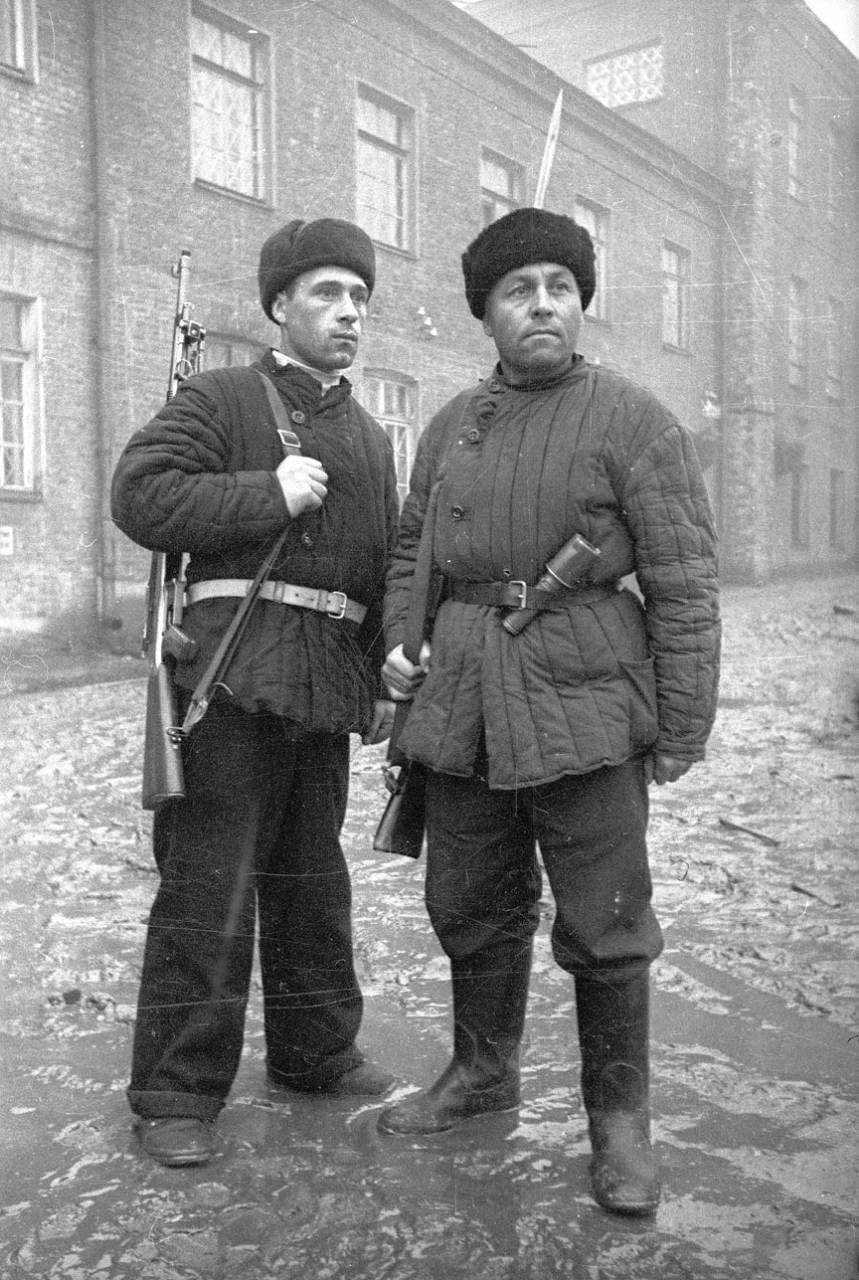
Moszkvai milicisták 1941 októberében (Pufajkában, usánkában)
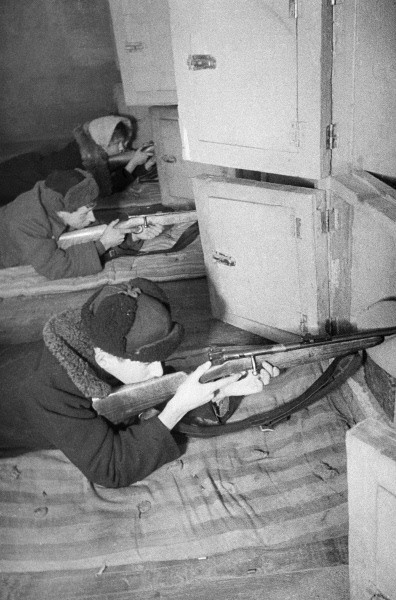
Általános katonai kiképzés Moszkvában. 1941 októbere és decembere között minden moszkvai lakosnak részt kellett venni katonai kiképzésen.
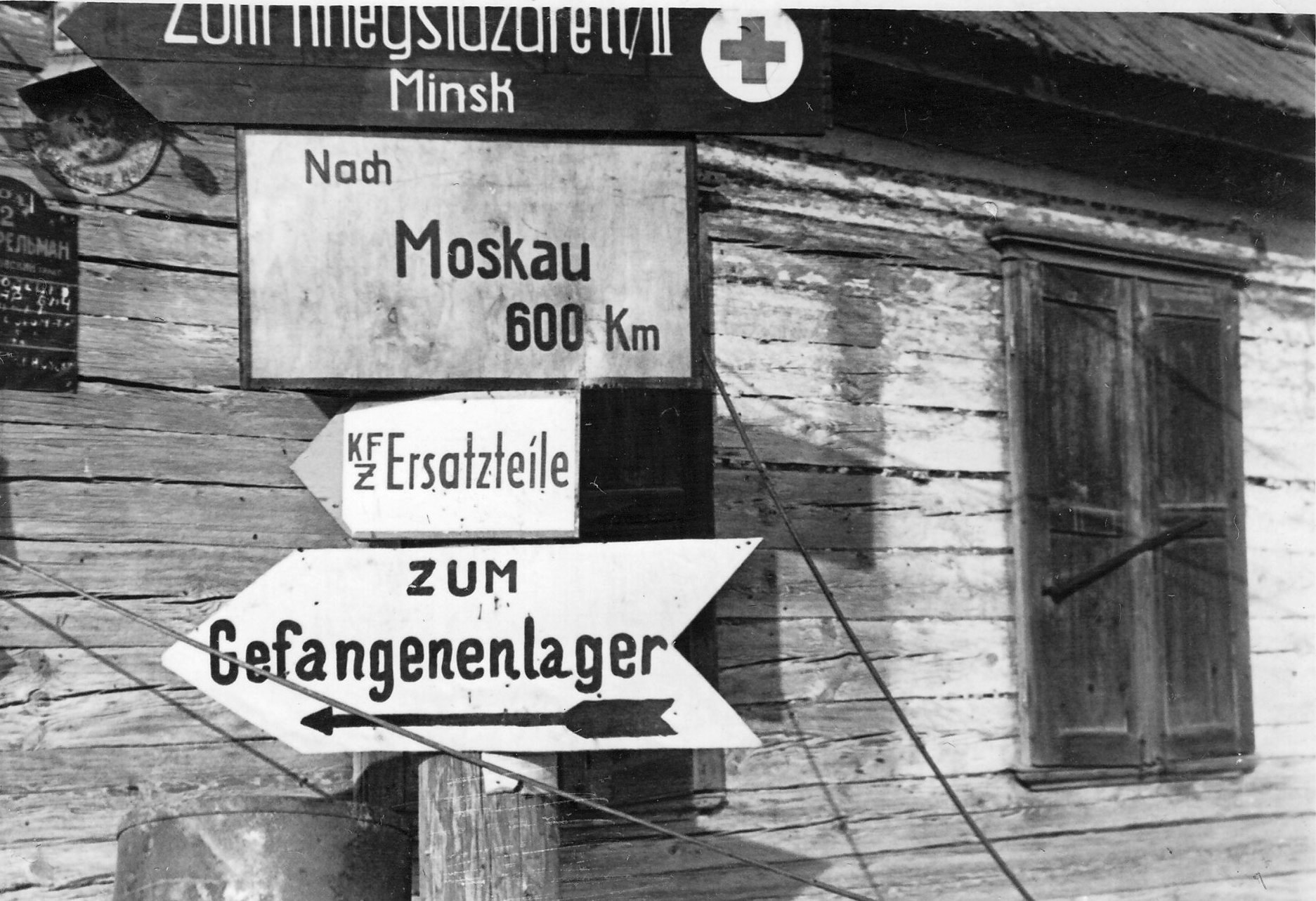
Német jelzések Minszk körzetében. Moszkva még 600 kilométerre van.
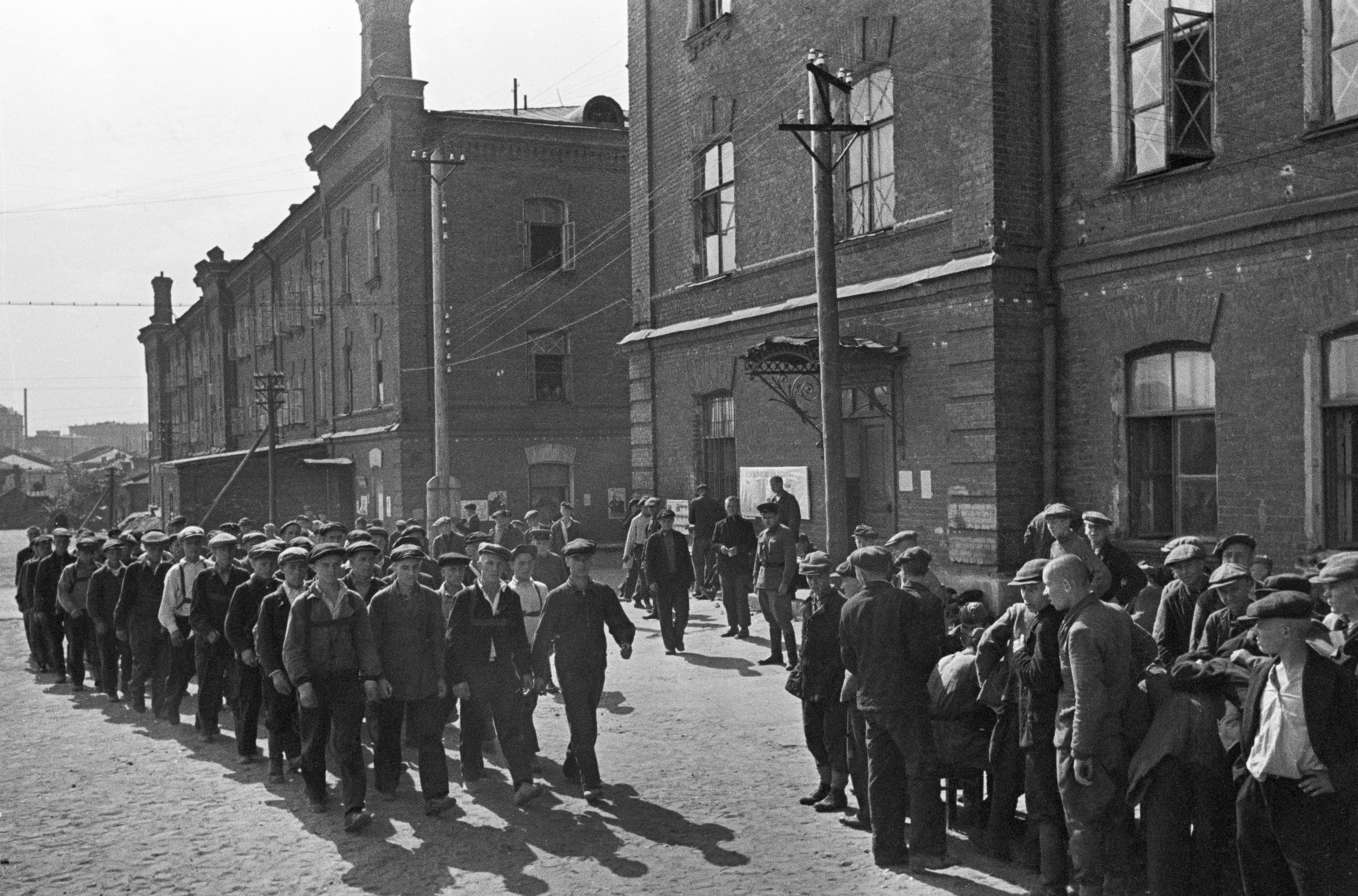
Újoncok az általános mozgósítás után Moszkvában, 1941. június 23.
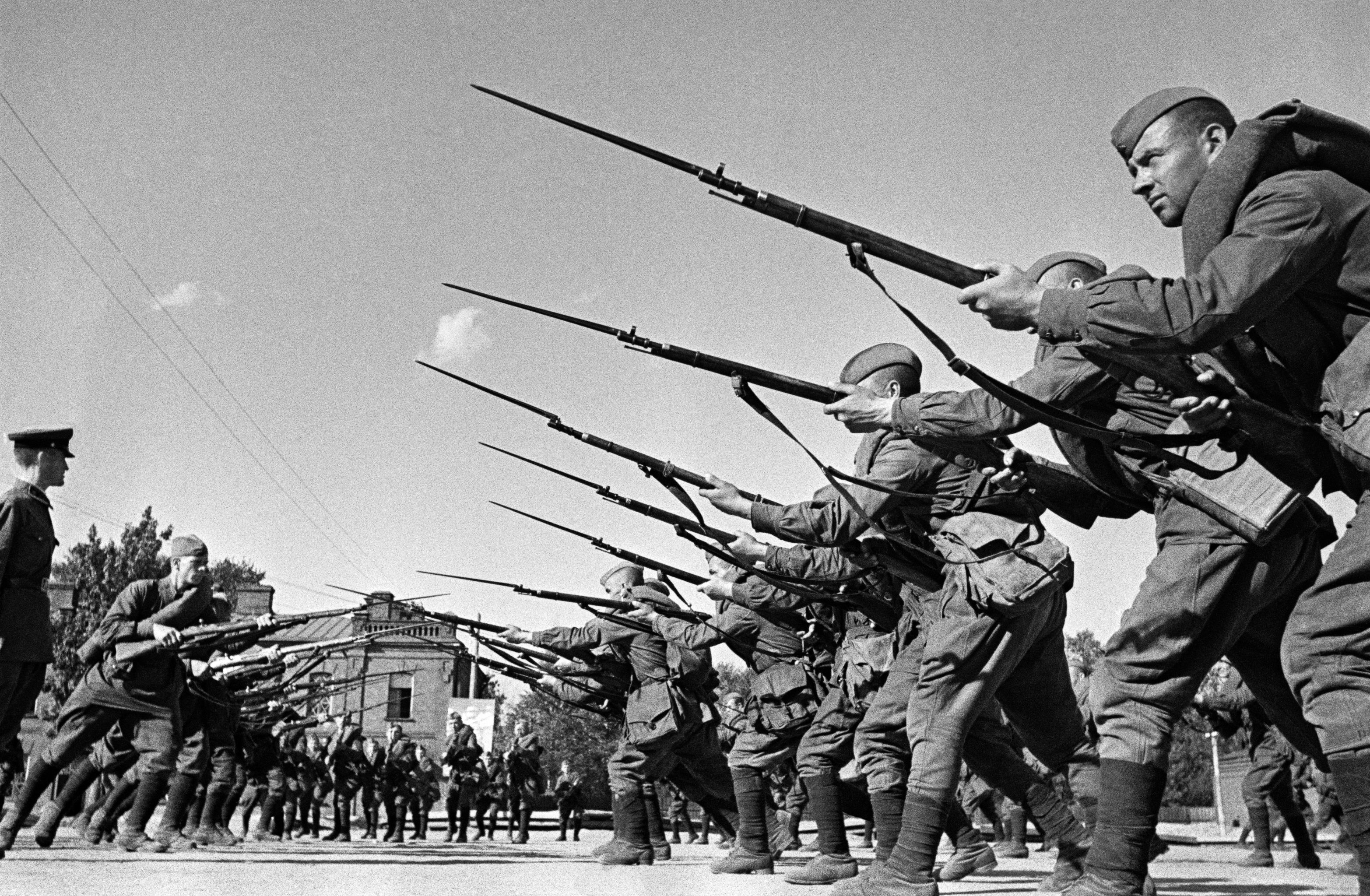
Szovjet katonák kiképzése Moszkva környékén, 1941 augusztusa
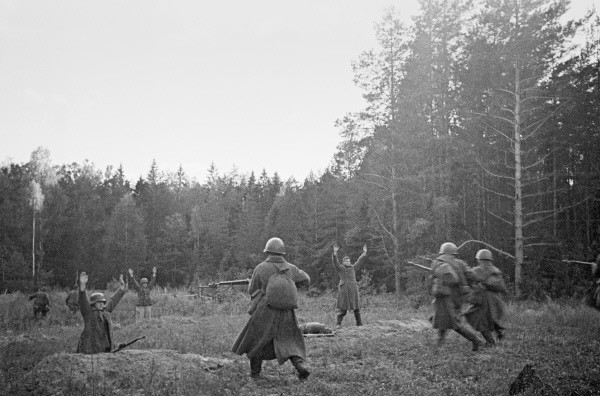
Német katonák megadják magukat Vitovka közelében, 1941. július 30.
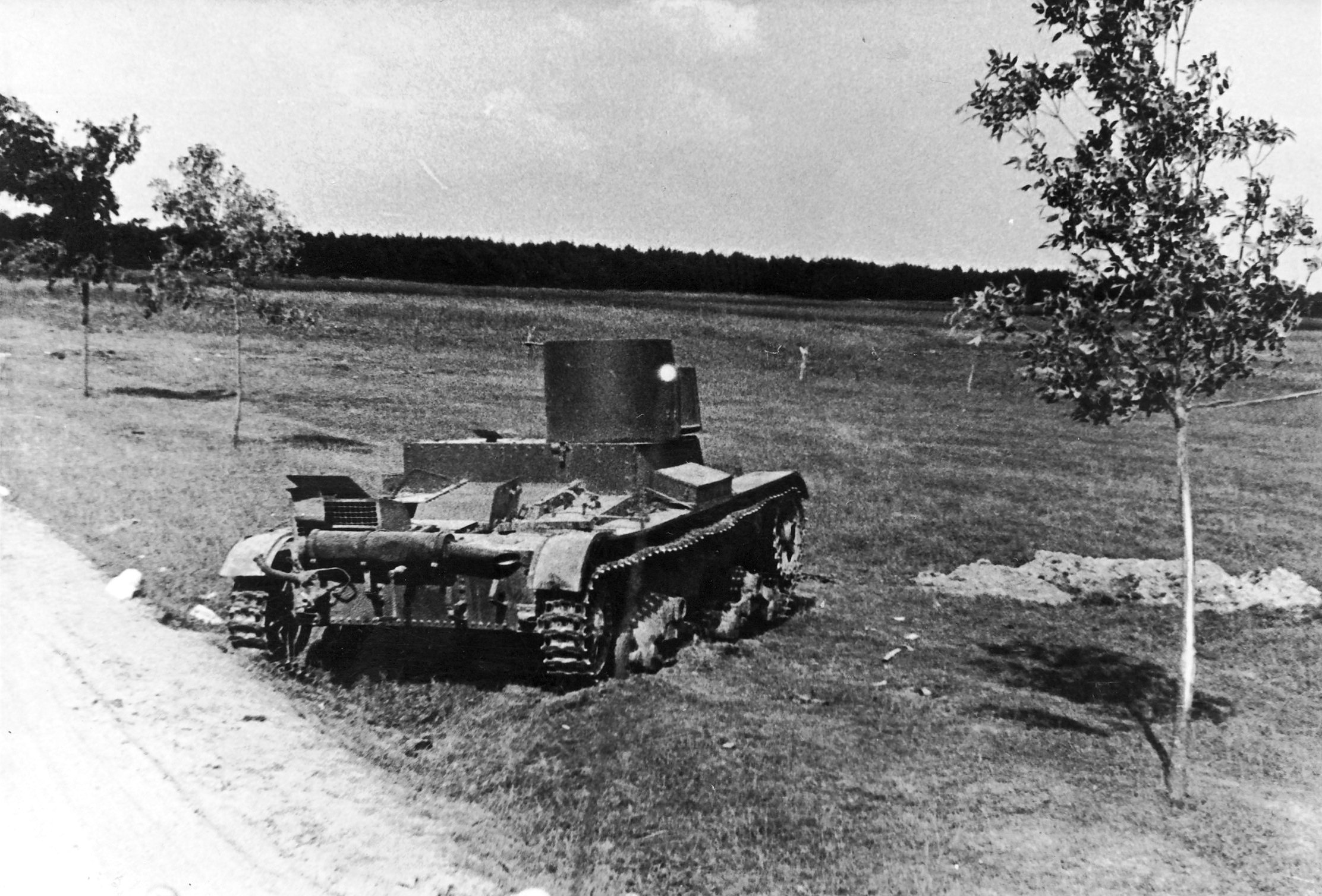
Lerobbant és elhagyott szovjet HT–26 (OT–26)n típusú lángszórós harckocsi
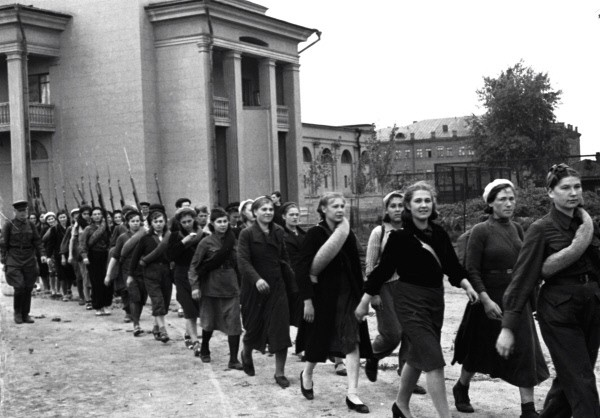
Az általános kiképzésen részt vevő nők menetelnek Moszkva utcáin, 1941. szeptember 1.
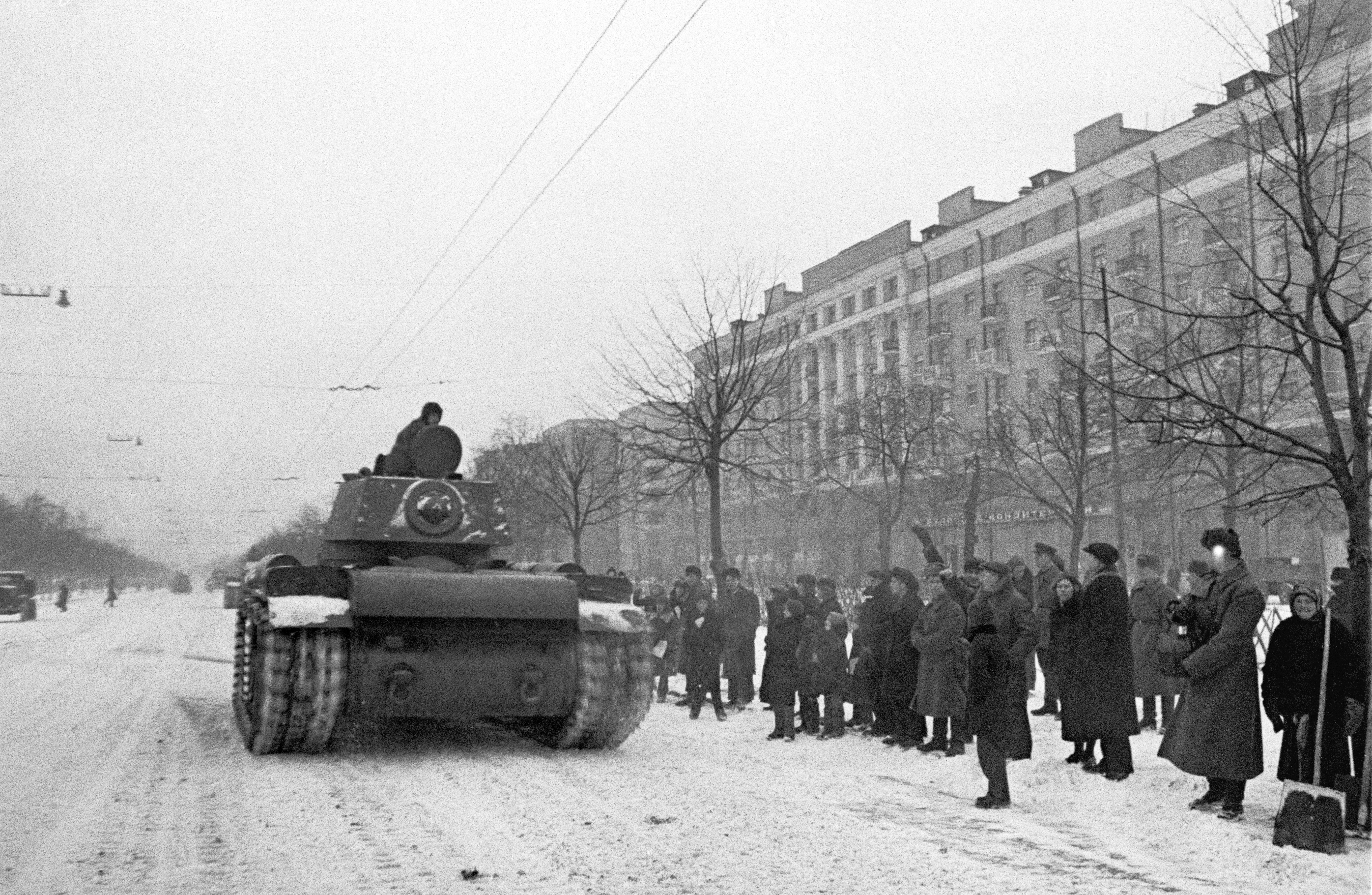
A frontra induló harckocsi az 1941. november 7-ei parádé után
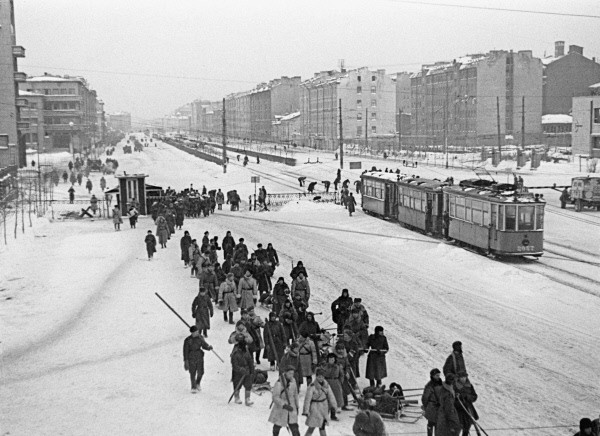
A leningrádi Moszkva sugárúton menetel a frontra egy lövészalakulat, 1941. december 7.
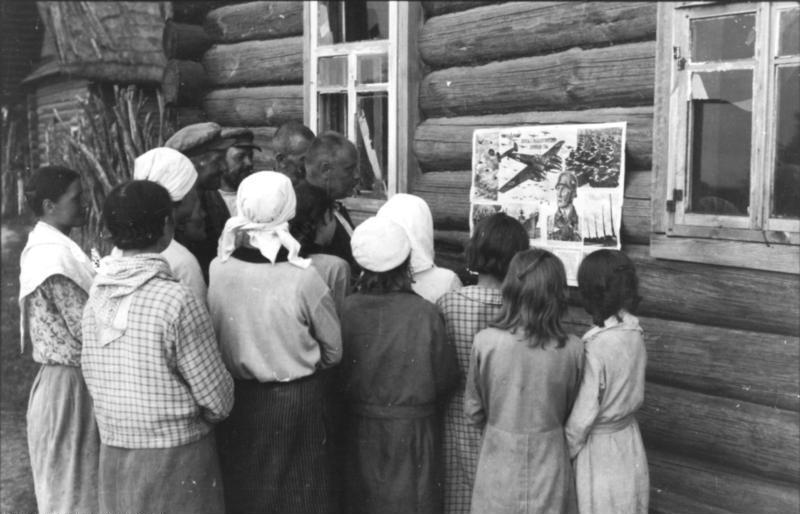
Az egyik elfoglalt orosz faluban a helyiek német propagandaplakátot olvasnak, 1941. június
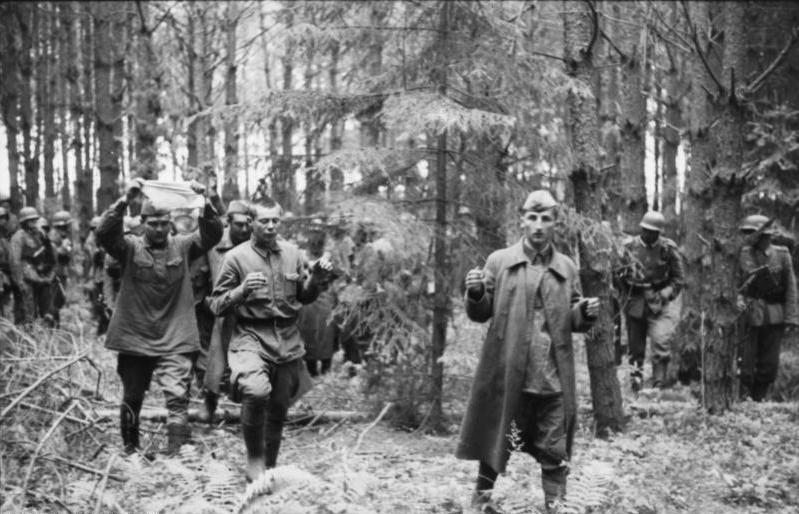
Körbezárt és fogságba ejtett szovjet katonák, 1941 júniusa
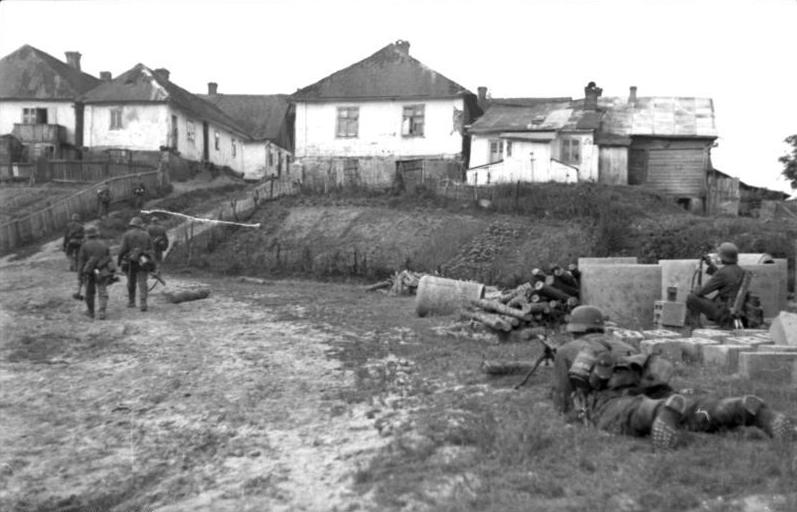
Német katonák elfoglalnak egy települést a Szovjetunió déli részén
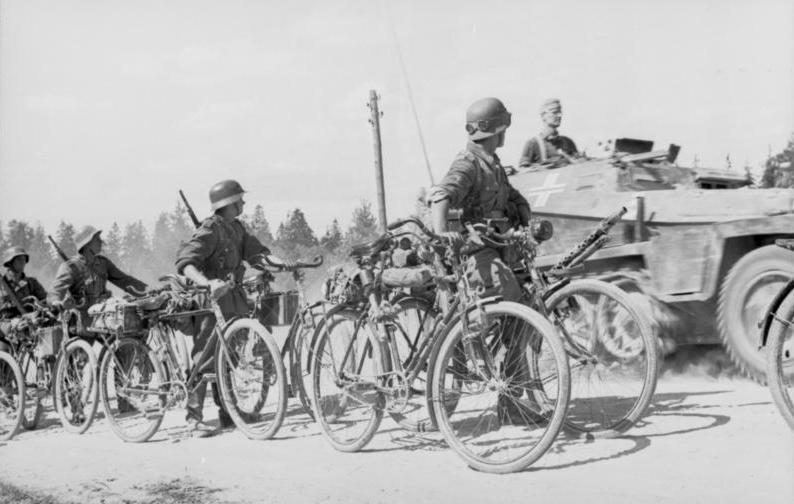
Német kerékpáros század menetben Lettország területén, egy elhaladó páncélozott harcjármű (feltehetően egy Sd.Kfz. 250) mellett
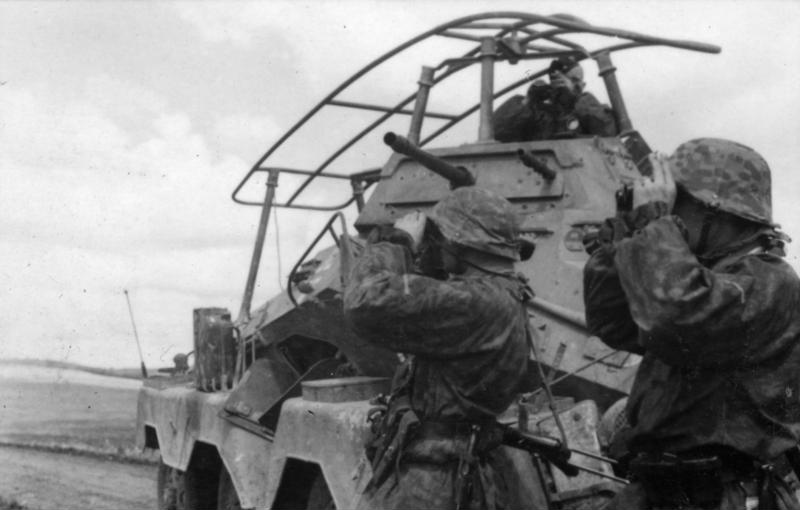
A „Wiking” SS hadosztály katonái menet közben, a háttérben egy Sd.Kfz.232 típusú páncélozott felderítő gépjármű, a tetejére szerelt rádióantennákkal
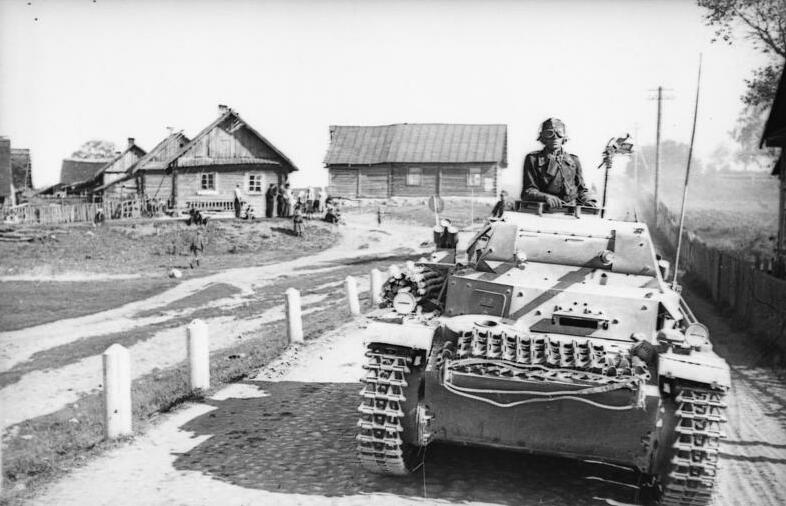
Egy Panzer II harckocsi áthalad egy szovjet falun, 1941 nyara
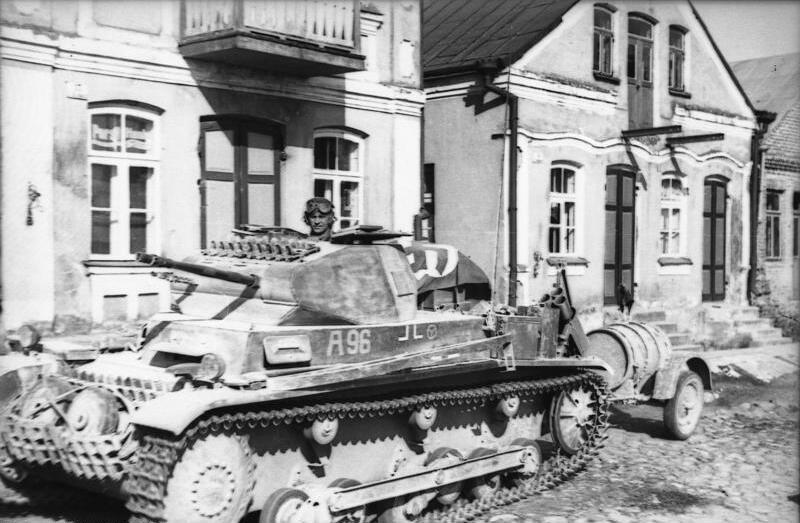
Panzer II harckocsi és az utána akasztott üzemanyagtartalék
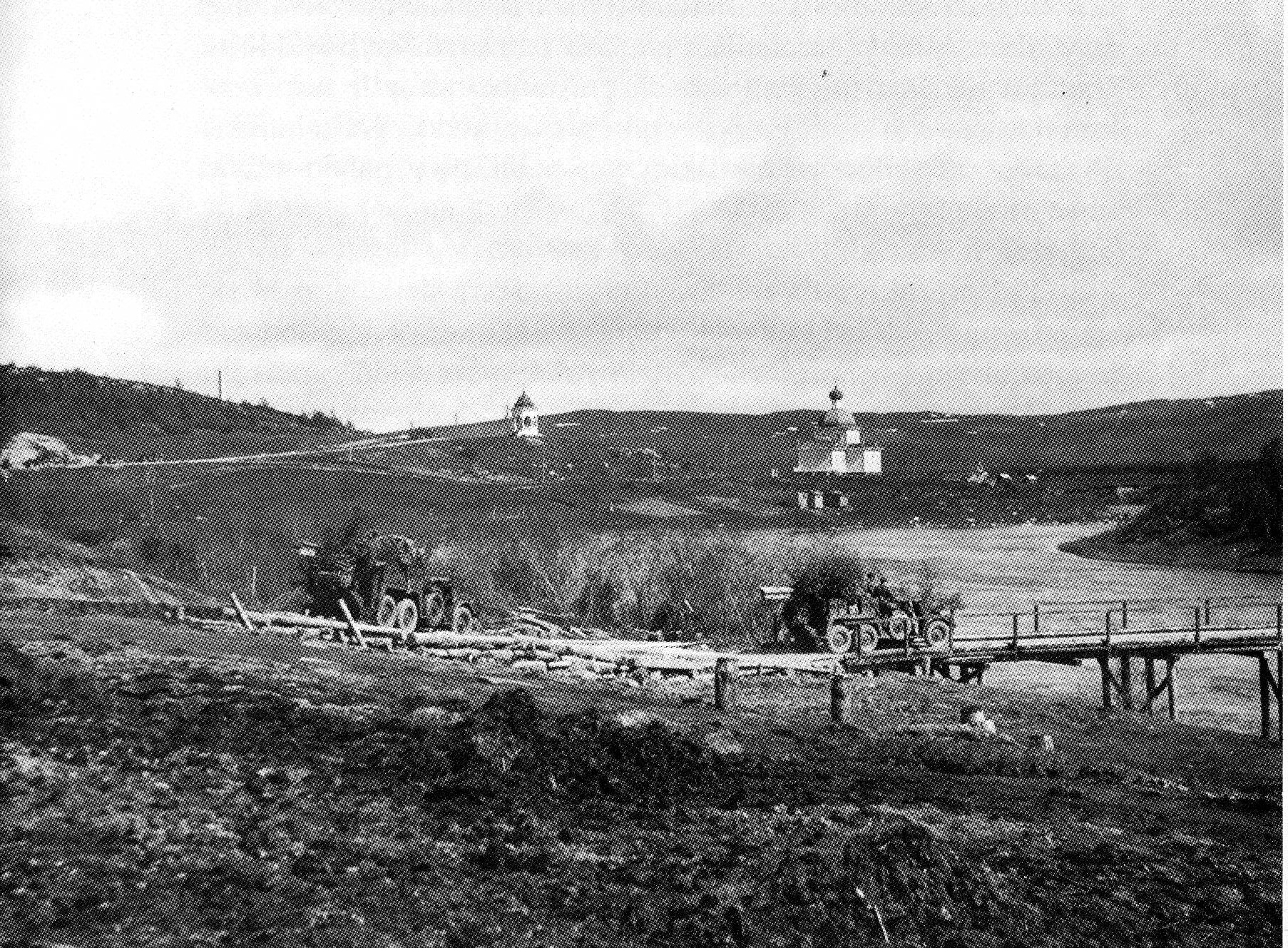
Az első német alakulatok átlépik a finn–szovjet határt (a Petsamo folyót) 1941. június 29-én
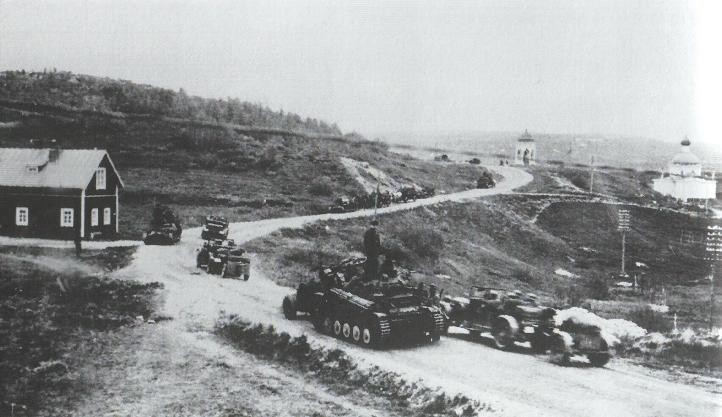
A Barbarossa hadművelet egyik kisebb támadása keretében német alakulat (Panzer-Abteilung 40) menetel Kuusamo felé (Unternehmen Silberfuchs)
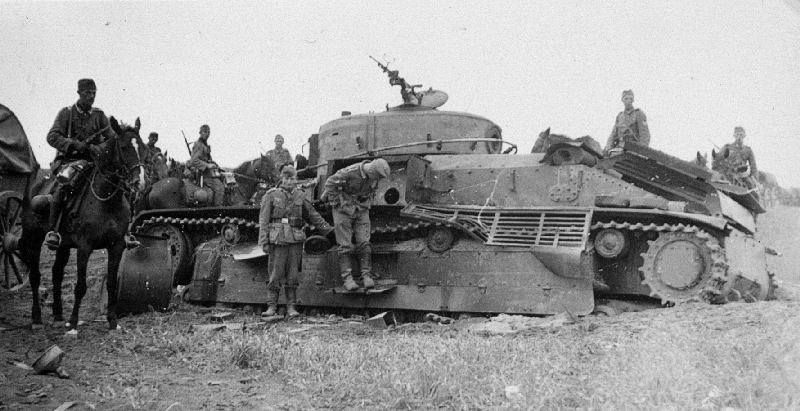
Német katonák egy, a Kaunas környéki harcokban kilőtt szovjet T–28 típusú harckocsit vizsgálnak
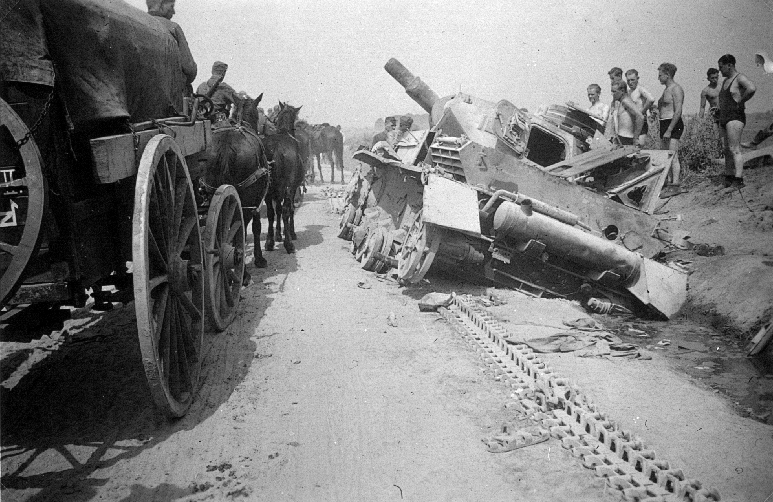
Német katonák menetelnek a Kaunas környéki harcok során megsemmisült Panzer IV harckocsi mellett.
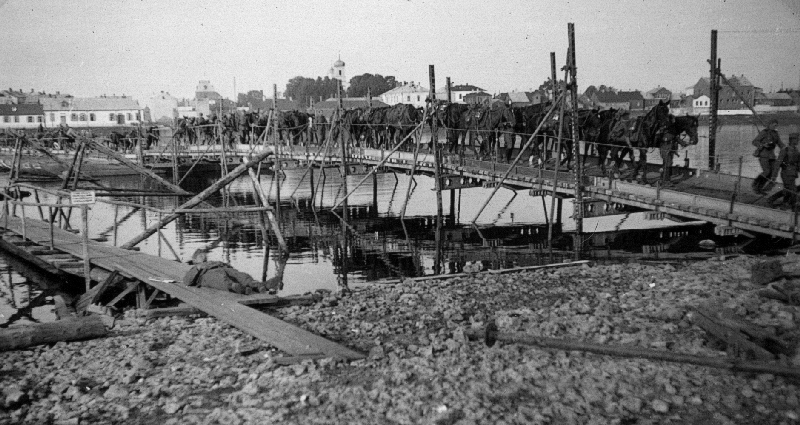
Német csapatok átkelése a Dvina folyó felett létesített ideiglenes hídon
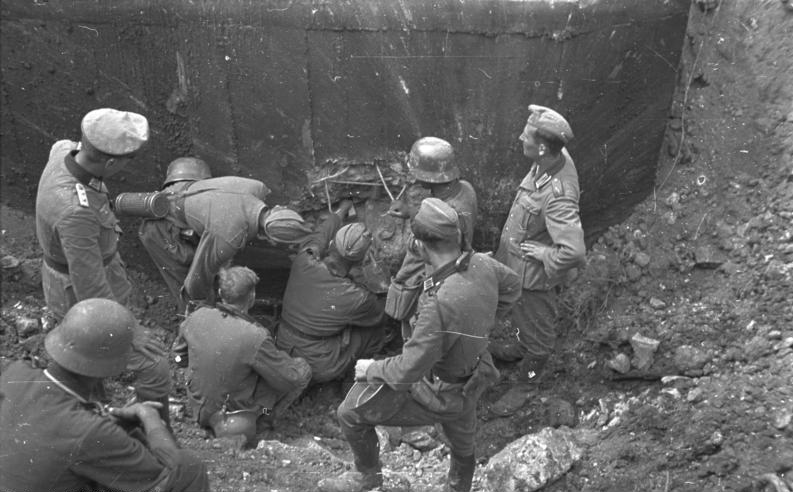
A német 17. hadsereg utászai egy szovjet bunker lerombolásán dolgoznak a Dnyeszter közelében.
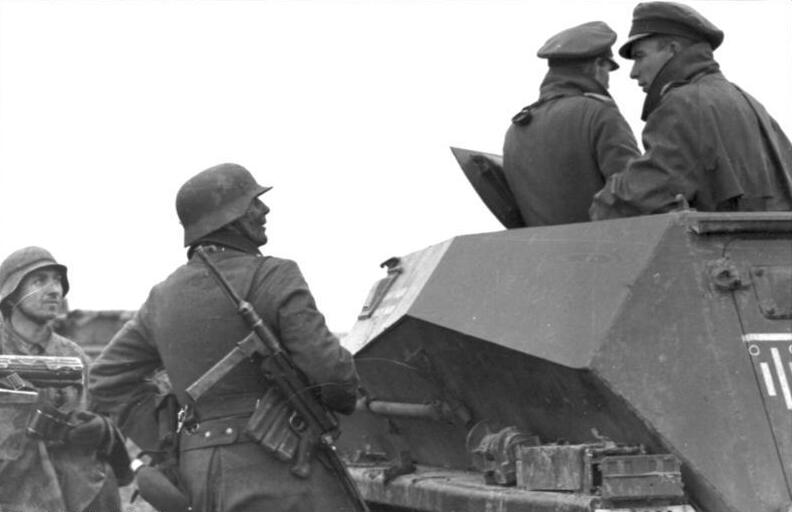
Német gyalogosok egy páncélozott harcjármű (Sd.Kfz. 250[halott link]) legénységével beszélgetnek. A két katona az MP 40 géppisztollyal van felfegyverezve, amelyet csak 1940-ben rendszeresítettek és nem nagyon terjedt még el a Wehrmachtban.

## Forrásjegyzék

### Német nyelvű irodalom
- Fall Barbarossa. Dokumente zur Vorbereitung der faschistischen Wehrmacht auf die Aggression gegen die Sowjetunion (1940/41). Válogatta és a bevezetőt írta Erhard Moritz. Deutscher Militärverlag, Berlin 1970
- Walther Hubatsch (Hrsg.): Hitlers Weisungen für die Kriegsführung 1939–1945. Dokumente des Oberkommandos der Wehrmacht. 2. kiadás. Bernard & Graefe, Frankfurt am Main 1983, ISBN 3-7637-5247-1

### Magyar nyelvű irodalom
- L. A. Bezimenszkij: A titkos Barbarossa-dosszié; ford. Zalai Edvin; Kárpáti–Kossuth, Uzsgorod–Budapest, 1975 ISBN 963-09-0742-9
- Viktor Szuvorov: Az M-nap, Ki kezdte a második világháborút?, Kairosz Kiadó, 2008, ISBN 978-963-662-169-8
- Will Fowler: Barbarossa. Az első 7 nap; ford. Harman András, Vágó Tímea; Hajja, Debrecen, 2007 (20. századi hadtörténet), ISBN 978-963-7054-13-6
- Simon Sebag Montefiore: Sztálin – A Vörös Cár udvara, Alexandra Kiadó, Pécs, 2009, ISBN 978-963-370-691-6
- Brian Taylor: A Barbarossától Berlinig. A keleti front kronológiája, 1941–1945; Hajja, Debrecen, 2006– (20. századi hadtörténet) ISBN 963-7054-30-8
  - 1. Keleti irányban, 1941. június 22–1942. november 18.; ford. Bilik Péter; 2006
- Rupert Butler. A Sztálini terror eszközei – CSEKA – OGPU – NKVD – KGB 1917-től 1991-ig, ford. Füsti Molnár Zsuzsa, Gabo könyvkiadó és kereskedelmi KFT (2008). ISBN 978-963-689-250-0
- William J. Spahr: Sztálin hadvezérei, a szovjet vezérkar 1917–1945, Aquila Könyvkiadó, 1998, ISBN 963-9073-58-X
- Klaus Hammel,

Joachim von Schwerin, Horst Rohde, és mások.szerk.: H. Poeppel, W. K. Prinz von Preussen, K. G. Hase: A Wehrmacht katonái, Vitári Zsolt (ford.), Budapest: Canissa Könyvkiadó, 519. o. (2001). ISBN 963-9379-03-4
- - Joachim von Schwerin: A harctéri alakulat helytállása, szorult helyzete és magatartása, In: A Wehrmacht katonái, Canissa, 2001, 134–150. o.
  - Klaus Hammel: A csapat kompetenciája és magatartása a mögöttes hadseregterületen, In: A Wehrmacht katonái, Canissa, 2001, 151–194. o.
  - Wolgang Hasch – Gustav Friedrich: A Szovjetunió partizánháborúja és a német ellenintézkedések a második világháborúban, In: A Wehrmacht katonái, Canissa, 2001, 194–217. o.
  - Franz W. Seidler: A Wehrmacht igazságszolgáltatása, In: A Wehrmacht katonái, Canissa, 2001, 309–347. o.
- Henrik Eberle, Matthias Uhl. A Hitler-dosszié. Park Könyvkiadó (2006). ISBN 963-530-716-0
- szerk.: Christopher Chant: A Harmadik Birodalom hadviselése – Hitler hadseregének felemelkedése és összeomlása. Debrecen: Hajja és Fiai Könyvkiadó, 444. o. (1997). ISBN 963-9037-11-7